# HUNTER×HUNTER角色列表
本列表為日本漫畫家冨樫義博所創作的少年漫畫作品《HUNTER×HUNTER》中登場人物介紹。
如無特別介紹僅有一位為新版聲優。
- 聲優排序為：
  - 配音員（試播版）：（1998年超舊版）JUMP SUPER ANIME TOUR推出試作性質的OVA
  - 配音員（第一作）：（1999年舊版）富士電視台（電視動畫・OVA） 
  - 配音員（第二作）：（2011年新版）日本電視台（電視動畫・劇場版）

## 主要角色
小傑·富力士（Gon Freecss）
- 配音員（試播版）：松本梨香
- 配音員（第一作）：竹內順子（日本）；魏晶琦（台灣）；雷碧娜（香港）
- 配音員（第二作）：潘惠美（日本）；郭馨雅（台灣）；張頌欣（TVB版）／鄭佩嘉（ANIMAX版）（香港）

本作男主角。性格純樸、善良、天真開朗。想法過於天真與簡單，因此很容易吸引朋友和敵人的注意力，有著超人一般的視覺和嗅覺。缺點是脾氣過於衝動、固執，經常缺乏對事情的全盤思考。有著超齡的身體能力，憤怒的時候、力量尤其強大。童年時光多半在樹林裡度過，所有的動物對他十分友善。因得知父親還活著並且是名獵人，讓自己也想要成為獵人，追尋父親並且了解父親不顧一切也要追求的目標。在獵人試驗中，結識了奇犽、酷拉皮卡和雷歐力，四人一起合作通過試驗，因人格特質關係，在艱難無情的試驗中成為很好的朋友。在最終試驗被半藏折斷小傑的手，但還是靠著異於常人的固執與毅力令半藏不得不認輸取得了獵人執照。在與尼飛彼多的戰鬥中，由於憤怒過度使用誓約與制約，強制讓肉體與力量成長成到可以擊敗尼菲彼多的狀態。付出的代價連獵人協會找來的除念師也無法處理，在被阿路加的能力治療後喪失原本念能力，被金看見自己身上還有氣，但本人目前無法使用念能力。會長選舉篇後跟金重逢返回鯨魚島，被米特帶回去修補學業。

奇犽·揍敵客（Killua Zoldyck）
- 配音員（第一作）：三橋加奈子（日本）；楊凱凱／蔣篤慧（代班，ep.67～70）（台灣）；黃鳳英（香港）
- 配音員（第二作）：伊瀨茉莉也（日本）；劉如蘋（台灣）；劉惠雲（TVB版）／賴芸芬（ANIMAX版）（香港）

性格沉著冷靜、有點叛逆，喜愛惡作劇、頭腦機靈。對自身的能力很有自信，雖然經常表現得很驕傲自信，但若是有人稱讚他，就會變得不好意思。殺手家族「揍敵客家族」的一員，出生以後就被訓練成一個殺手，因此本能有著無情和殺戮的一面。因為兒時常接受拷問等嚴格訓練，所以有適應電和劇毒的體質，靈敏而且力氣驚人。在第一次參與獵人試驗時由於兄長的阻礙而未能取得執照，直至隔年參加時才取得。對朋友真摯而且忠誠，會無怨無悔地幫助自己認定是朋友的人，即使自身有生命危險也在所不惜。最大的弱點就是會對那些看起來比自己更強的人產生恐懼，其原因是兄長伊耳謎為保護自己在額頭埋入洗腦的針，目的在遇到危險時會本能逃開，在蟻王編中自行發現及拔掉。蟻王篇後為了救助因對戰尼菲彼德過度消耗生命的小傑不惜回家找妹妹阿路加幫忙，在救助小傑後目前在與阿路加四處遊歷。

酷拉皮卡（Kurapika）
- 配音員（試播版）：日高範子
- 配音員（第一作）：甲斐田幸（日本）；林凱羚（台灣）；黃麗芳（香港）
- 配音員（第二作）：澤城美雪（日本）；錢欣郁（台灣）；李致林（TVB版）／馬慧琪→郭碧珍（ANIMAX版）（香港）

懸賞獵人。性格聰明冷靜，凡是講理，但也因有些神經質，以致常在一些時刻容易失去判斷力（例如提到蜘蛛、幻影旅團）。在情緒激動時眼睛會變成鮮豔的紅色，稱為「火紅眼」，窟盧塔族的一員。過去窟盧塔族所有的族人（自己的父母、知心朋友）被盜賊集團幻影旅團給屠殺而被奪走火紅眼，為了復仇藉此奪回同胞的眼睛。參加獵人試驗以便取得權力，在參與試驗時結識小傑、雷歐力和奇犽。當他看到蜘蛛或蜘蛛圖案時，情緒會變得激動憤怒，因為幻影旅團的標記就是蜘蛛。現成為黑幫諾斯拉家族少主，後來為了取得與火紅眼有關的情報而加入十二支。目前擔任卡丁帝國第八王妃與十四王子的保鑣，並尋找時機接近火紅眼的持有者第四王子。繼承戰期間，為了讓整體戰力處於均衡且膠著的狀態，而誓言會讓其他王子的隨扈們在短短兩周內就開發好念能力的基礎（藉由強制開發而進入對念的半覺醒狀態）。

雷歐力·帕拉丁奈特（Leorio Paladinight）
- 配音員（試播版）：林延年
- 配音員（第一作）：鄉田穗積（日本）；魏伯勤（台灣）；陳欣（香港）
- 配音員（第二作）：藤原啓治（日本）；陳彥鈞（台灣）；陳廷軒（TVB版）／黎景全（ANIMAX版）（香港）

性格成熟，有包容力，但容易感情用事，在獵人試驗期間與小傑，奇犽和酷拉皮卡結識。初登場時18歲，但因長相著急，大多人認為比原來年齡大上很多。表面上、參加獵人試驗的目的是錢，但實際上是為了成為醫生。在最要好的朋友皮耶杜因病去世後決定成為獵人以支付讀醫學院的費用。相較於其他主角並沒有特別的戰鬥才華，然而其心地良善、重義氣、真誠、具吸引人的領袖風範。在友克鑫市篇後直到會長選舉篇才再度登場，幾乎成為新一屆獵人協會會長人選。在其後加入十二支並舉薦酷拉皮卡加入遠征暗黑大陸。

西索·莫羅（Hisoka Morow）
- 配音員（第一作）：高橋廣樹（日本）；符爽（台灣）；梁志達（香港）
- 配音員（第二作）：浪川大輔（日本）；林士程→林谷珍（台灣）；李凱傑（TVB版）／陳旭恆（ANIMAX版）（香港）

性格變態、狡猾、古怪、反覆無常且擅於欺騙，有著非凡的戰鬥能力，對與強者戰鬥感到興奮。形象為魔術師。在獵人試驗時，對小傑等人產生興趣，認為他們像果實般可以成長到更強，不允許有人先比自己對小傑等人下手，想要在他們成長後將其殺掉從他們的身上得到快感。在故事中殺人無數，對於他來講所有人都是是否有無價值陪自己玩令自己變強的玩具，而玩具玩壞後便會被丟掉。與伊耳謎關係亦敵亦友又互相提防與利用。

## 獵人試驗篇

### 鯨魚島
金·富力士（Ging Freecss）
- 配音員（第一作）：東地宏樹、高乃麗（少年）（日本）；陳旭昇→孫中台→曹冀魯、林美秀（少年）（台灣）；李錦綸→雷霆／鄺樹培（香港）
- 配音員（第二作）：小山力也（日本）；黃天佑（台灣）；關令翹（香港）

小傑的父親，鯨魚島出身，小傑旅行的原因便是為了尋找他。第267期獵人試驗唯一合格者，為二星獵人。前十二支「亥」，代表動物為「豬」，但他是十二支中的例外，並未模仿豬的形象。G‧I遊戲製作人"G"，是貪婪之島的最高負責人。
12歲時為了成為獵人，離開了鯨魚島，在離開之前對米特說明離開的理由是因為「我有想要的東西」。15歲時成立非營利組織調查和修繕王墓，透過網路結識志同道合之士和獲得資助發掘王墓真相。離島十年後抱著還是嬰兒的小傑再度回到鯨魚島，將小傑託付給米特後，又再度離去。金認為自己沒有盡到為人父的責任，無顏面對小傑。但仍舊利用錄音帶告訴小傑「想見我就來找我吧」。為了向小傑炫耀自己製作的遊戲，留下了遊戲的戒指及ROM卡。另一方面，也希望小傑能夠成為一流的獵人，曾要求磊札在遇到小傑時，用盡全力應戰。比司吉推測，貪婪之島最初就是為了訓練小傑而創造出來的。
是第267期獵人試驗的唯一合格者，並活躍於世界各地的二星獵人。在眾多領域留下歷史性的成就，凱特與薩茨都認為他是最優秀的獵人。雖然已經擁有三星獵人的資格，但本人卻因為嫌麻煩而懶得去申請。具有總統級的權利與巨額的資金，在網路中被列為極機密人物。尼特羅會長說過，金毫無疑問是名列世界前五大念能力者之一。不過由於他常常搞失蹤，性格古怪，喜歡獨自行動，因此其他的十二支成員都不是很喜歡他。
在會長選舉篇作為十二支的一員登場，並參與選舉，參選的目的不在當選，而是為了讓自己玩得有樂趣。因此在投票規則中提倡了「記名投票」。在16名候選人當中排名16被淘汰出局。曾經被雷歐力在公開演講的場合質詢為什麼不探望受傷的小傑並且被雷歐力打了一拳。之後與身體復原的小傑見面，並在世界樹上暢談一番。
在黑暗大陸篇中退出十二支，並加入比楊德的團隊準備前往黑暗大陸。對於念有很高的領悟力，不論是在念球遊戲的方面或是念的招式方面。此外他被雷歐力用放出系的絕招打了一次之後就能模仿得很像，並歸功於自己的天賦。
凱特（Kite）
- 配音員（試播版）：中原茂
- 配音員（第一作）：岸祐二（日本）；魏伯勤（台灣）；雷霆（香港）
- 配音員（第二作）：池田秀一、佐武宇綺（重生後）（日本）；宋昱璁、錢欣郁（重生後）（台灣）；李鎮然、何璐怡（重生後）（香港）

金的徒弟。幻獸獵人、具現化系能力者。留有白色長髮，配戴著藍色的狩獵帽。
原本是鯨魚島的流浪孤兒，童年時期已有吸引和號召動物的特質，某次因為偷竊麵包被大人追趕時，被當時經過的金查覺其吸引動物支援的特質，金以「好的獵人會被動物喜歡」為由和當時的凱特初步接觸並收其為徒，凱特亦稱自己要是沒遇到金，早就餓死在貧民窟。為了證明自己能夠成為獨當一面的獵人，必須通過金的最終測試，就是「找出他的行蹤」。因此到了金的出身地鯨魚島，與童年的小傑相遇，並殺死了攻擊小傑的狐熊。後來告知了小傑關於他父親的事，啟發小傑對獵人的想像，是引導小傑成為獵人的關鍵人物。在通過金的測試後，作為一名幻獸獵人進行生物調查。身為念能力者實力頗高，能夠瞬間殲滅整個嵌合蟻師團。
當小傑離開貪婪之島後再次遇到了凱特，並和他率領的調查團一起調查嵌合蟻。調查途中，凱特殺死了相當多的嵌合蟻士兵。卻遭到突然現身的護衛軍尼飛彼多攻擊，為了掩護小傑和奇犽的逃跑，被彼多扯下了右臂，隨後被切斷頭而死亡，後來身體被重塑成了木偶。在嵌合蟻軍離開了巢穴之後，化成木偶的凱特被留在了巢中，而被拿酷戮與秀托發現帶了回去。看到了被塑成木偶的凱特，小傑心中燃起了憤怒及愧疚之情。凱特的死對小傑影響很大，甚至讓小傑變的陰沉。為將凱特復原，小傑將尼飛彼多帶到了凱特面前，但彼多表示凱特已經死了無法恢復原狀。知道事實的小傑先是崩潰哭泣，接著燃起怒火，以「制約與誓約」換來龐大的能力，將尼飛彼多殘殺。
凱特的身體無法復原，靈魂卻無意間找到新的附主。師團長寇魯多在死去的嵌合蟻女王腹中發現了遺留下來的胎兒。胎兒之後一直被寇魯多撫養，成長為小女孩之後，仍自稱為「凱特」且擁有凱特生前的記憶。其後據金·富力士所言，在凱特的念能力「瘋狂小丑」中有一個號碼必須在使用者衷心覺得「絕對不能就這樣死去！」的時候才會出現，這即是凱特還活著的原因。

米特（Mito）
- 配音員（試播版）：岡村明美
- 配音員（第一作）：木村亞希子（日本）；許淑嬪→楊凱凱（台灣）；劉惠雲（香港）
- 配音員（第二作）：潘惠子（日本）；錢欣郁（台灣）；詹健兒（香港）

小傑的堂姑，金的堂妹。像母親一樣撫養小傑長大，而小傑也認為自己的母親就是米特。是奇犽憧憬的理想母親類型。9月7日出生。個性堅強，也很溫柔。小時候常跟金一起玩，不時跟著金上山但卻找不到路回來。每次村民們出動去搜尋時總是金最早發現米特。金十二歲離開鯨魚島後，金和米特的父母親皆相繼亡故。十年後金回來並帶回還是嬰兒的小傑並在法庭上拿回小傑的撫養權，之後便擔起照顧小傑的重任。
剛開始對小傑想去做獵人不太同意，但看到其意志堅定也就轉而支持。小傑與奇犽後來回去過鯨魚島一次，米特當時把貪婪之島的儲存資料、戒指以及金的一份錄音交給小傑開啟他進入貪婪之島的旅程。會長選舉篇後，在小傑遇到金後自己回到鯨魚島時帶他回去修補其許多因為之前的冒險而需要追回進度的表格和學業。
小傑的曾祖母
- 配音員（試播版）：尾小平志津香
- 配音員（第一作）：水谷惠子（日本）；陳美貞→魏晶琦（台灣）；劉惠雲（香港）
- 配音員（第二作）：京田尚子（日本）；劉如蘋（台灣）；詹健兒（香港）

小傑的曾祖母，米特和金的祖母，名字不明。在鯨魚島和米特2人一起生活。
傑太
鯨魚島上的雄性狐熊，其母親因攻擊進入其勢力範圍的小傑，而被凱特所殺，凱特本認為狐熊不會親近人類且會記仇，要將牠一起殺死，小傑即使被牠抓傷也執意要將牠留下，並難得地成為好朋友。三年後小傑出發參與獵人試驗時，已成為森林之王。

### 獵人協會
艾薩克·尼特羅（Isaac Netero）
- 配音員（第一作）：外波山文明（日本）；符爽（台灣）；源家祥（香港）
- 配音員（第二作）：永井一郎（ep.6～114）→銀河萬丈（ep.122起）（日本）；黃天佑（台灣）；譚炳文（TVB）、陳旭恆（Animax）（香港）

第12代獵人協會會長，獵人協會的最高負責人。心源流拳法的師父。強化系能力者。
20年前約為100歲。被公認為現役職業獵人中最強的念能力者，但本人卻說自己現在實力只有不到全盛時期的一半。年輕時曾在山上每天練習揮拳並祈禱數年之久，練就了感謝的正拳與現在強大的能力。第264話桀諾·揍敵客曾經說過，尼特羅是唯一一個跟他祖父(馬哈·揍敵客)交過手還存活的人類。年輕時曾與林聶·歐德堡和傑格·揍敵客一同前往過黑暗大陸，並表示那裡所需要的實力與自己所追求的不太一樣，僅是人類與嚴峻大自然的搏鬥，不存在個人的輸贏。
初登場在（第12回）第287期獵人試驗中，第二試驗主考官門淇因為考生都作不出像樣的壽司料理(新版改為烤全豬肉)而發火，將參賽者全數淘汰。對於門淇評審不公並立刻出面勸導她收起脾氣重新舉辦試驗。（第十三回）在飛往第三試驗會場的飛行船上，與小傑和奇犽玩一場遊戲，只要搶走他手上的球就贈與兩人獵人的資格，雖然最後完美的將球守住，不過卻玩得相當的盡興。後來在最終試驗擔任考官，並與所有晉級最終試驗的考生進行面談，舉辦一場特殊的一對一淘汰賽。
嵌合蟻篇中，為嵌合蟻討伐隊的一員。為討伐嵌合蟻，諾布利用其念能力「四次元公寓」讓尼特羅單獨在其中與多數嵌合蟻交戰。之後尼特羅穿上了「心之T恤」，據諾布所述，只有在尼特羅認真戰鬥時才會穿上。作為討伐軍的一員，必須面對蟻王。因此雇用了桀諾使用龍星群，讓蟻王與護衛軍分開，好讓自己能夠專心於一對一的戰鬥。卻沒料到現在的蟻王已有了心境上的轉變，並且開始接納人類，不願意與尼特羅戰鬥。但尼特羅以告訴王的名字為交換條件要求與他戰鬥，成功勾起了蟻王的戰鬥慾望。戰鬥開始，尼特羅的「百式觀音」出招速度凌駕於蟻王之上，但蟻王仍舊扯斷了尼特羅的左臂與右腿。尼特羅匯集全身的力氣使出了「零之掌」，仍舊無法擊敗蟻王。最終在說出蟻王的名字之後，引爆了身體裡的人類兵器「貧者之薔薇」（爆炸時的威力等同小型核彈）想要與蟻王同歸於盡，身體也因自爆而身亡，即使後來蟻王被孟徒徒尤匹與梟亞普夫給救活，但仍舊逃不過薔薇的劇毒（效果類似核輻射）而死去。
尼特羅死後留下遺言交待十二支繼承他的遺志，並且按他的規則選出新任會長。在暗黑大陸篇，另一則遺言則是指示十二支探索暗黑大陸，解決暗黑大陸任何一項「災厄」，並帶回「希望」。
百式觀音
出招速度極快，出掌時必須先將雙手合十，發動時其身後會出現一尊巨大的千手觀音像，並利用觀音像的手來攻擊對手。其掌擊具有相多的可能性，組合的數量相當於無限。尼特羅在46歲時的冬天，每天到山中揮出一天一萬次的感謝的正拳，在這樣不斷地揮拳下，時間越花越少，取而代之的是祈禱的時間增加了。在投入了幾近瘋狂的感情，與好幾年的時間，練就了這招「百式觀音」。桀諾認為這是尼特羅最厲害的招式，表示相當難以對付。
豆面人（Beans）
- 配音員（第一作）：森訓久（日本）；于正昇（台灣）；林保全（香港）
- 配音員（第二作）：會一太郎（日本）；宋昱璁（台灣）；張方正（香港）

尼特羅會長的秘書，獵人協會的事務員。身材矮小，臉像一個豆子。
在獵人試驗時負責將號碼牌發給考生，並於最終試驗結束後，在合格者講習上說明獵人執照的用途。
在尼特羅會長死後擔任獵人協會新任會長選舉的最高負責人並進行點票作業，認為當年尼特羅任命帕利士通為副會長的選擇是錯誤的，之後將尼特羅會長留下的兩支錄影帶放給十二支看。

### 第287期考生
集塔喇苦（Gittaracku）
第287期獵人考生編號301號，試驗合格者。真實身分是伊耳謎·揍敵客，因為工作需要獵人執照而來考試。詳見伊耳謎·揍敵客。
半藏（Hanzo）
聲優－日本：松本吉朗／岸尾大輔；台灣：正昇／林士程；香港：馮錦堂／周良鴻（TVB）、陳振聲（Animax）
變化系能力者。第287期獵人考生編號294號，試驗合格者。18歲。隱密集團雲隱流的上忍。
是一名忍者。光頭，性格開朗，善於交際。從小就接受嚴格的殺人訓練。習慣是不吃他人給的東西。為了尋找「夢幻卷軸」而想成為獵人。雖然身為忍者卻異常地多話，但仍然保有忍者的高度警戒。武器是飛鏢以及藏在手腕上的刀。在287期最終試驗中，與小傑一樣具有五次獲勝機會，可以看出半藏身為獵人的資質評價相當高。
在試驗的每個階段幾乎都輕鬆過關。是門淇最看好的考生。在第二試驗中，是唯一知道壽司是什麼料理的人，但在與主考官門淇吵架時不小心將壽司的做法說了出來被所有考生知道。在第三試驗中以第三名的優異成績晉級。在最終試驗時第一戰對上小傑，戰鬥開始沒多久就輕鬆地將小傑打倒，不斷地給予重擊折磨。但小傑始終不認輸，半藏便狠下心來將小傑的手臂給折斷。即便如此，頑強的小傑仍舊不認輸，甚至主導了整個比賽氣氛。在看見了小傑的堅毅眼神後，自動投降。賽後表示，他對於能夠立刻忘掉仇恨的小傑相當欣賞，認為這就是自己認輸的原因。第二戰輕鬆打敗爆庫兒，正式成為獵人。
第13代會長選舉期間，有去探望瀕死的小傑，並替其把守醫院。暗黑大陸篇中，被酷拉皮卡邀請加入調查，成為卡丁帝國第十二王子的保鑣，第十二王子遇害後轉而擔任第十三王子的保鏢。
名字取自于日本战国时代里侍奉德川家康的忍者服部半藏。
分身術（Hanzo Skill 4）
具現化出與自己一模一樣的分身，並且意識會轉移到分身身上。可任意移動、穿透空間。分身必須找到本體才能解除能力，或者本體一旦被觸踫或搭話也會強制解除。
卜古爾（Pokkle）
聲優－日本：玉木有紀子／德本恭敏；台灣：魏晶琦／宋昱璁；香港：梁偉德／陳灝瑋（TVB）、陳旭恆（Animax）
放出系能力者。第287期獵人考生編號53號，試驗合格者。幻獸獵人。
是個技巧熟練的弓箭手，隨身攜帶著弓箭，也會使用麻藥擦在箭矢上。具有很高的狩獵技巧，在第四試驗中，成功搶奪酋的號碼牌，讓在樹上偷看的小傑印象深刻。在最終試驗第一戰，由於實力懸殊，開始沒多久就敗給了半藏。但第二戰因為奇犽棄權不戰而勝而輕鬆取得獵人資格。試驗結束後，對於自己的表現不滿意，為了一吐為快還與酷拉皮卡起了爭執，最後在兩人和解後釋懷。
成為獵人之後，與包括邦子在內的朋友進入NGL調查，但同伴們卻接連遭到嵌合蟻殺害。而後用其念能力「七色弓箭」對付突然出現的嵌合蟻派庫，但念能力不但對嵌和蟻派庫無效，還被殺殘使用神經毒而麻痺遭到捕獲。雖然在牙齒裡面藏了解毒劑嘗試躲在駭骨屍體中想逃出，不過被尼飛彼多和其手下發現，尼飛彼多利用操作系的能力讓他說出關於念能力方面的知識與情報，而後遭到殺害，被嵌合蟻女王享用後成為蟻王的養分。
七色弓箭（Rainbow）
先利用中指和大拇指將氣彈性化成弓弦，食指在前瞄準，再將念弓射出攻擊敵人。一共有七種顏色，不同顏色的弓具有不同的能力。紅弓擊中後會燃燒，能同時發射兩支、橙弓發射速度最快，其餘能力未知。
邦子（Ponzu）
聲－日本：天神有海／工藤晴香；台灣：楊凱凱／劉如蘋；香港：鄭麗麗／黃昕瑜（TVB）
操作系能力者。第287、288期獵人試驗考生，考生編號246號(287期)。兩次試驗皆沒通過。在帽子裡藏了許多蜜蜂，當遇到危險時蜜蜂就會出來攻擊附近的敵人。擅長布下陷阱，等待敵人上鉤，但對於近身戰就不太擅長了。
在287期獵人試驗中闖到第四試驗，目標是疤彭，跟蹤他進入洞窟後，發現這是疤彭設置的蛇洞陷阱。邦子因受到驚嚇後，蜜蜂飛了出來，攻擊疤彭造成他引發過敏現象而死亡，因此被困在洞中無法出來。後來小剛利用催眠瓦斯將洞窟中的蛇全數催眠，在閉氣的狀態下將邦子救了出去，雖然拿到疤彭的號碼牌，但之後小剛拿走了她的號碼牌交給里奧里奧而遭到淘汰。隔年在288期獵人試驗中被奇犽打倒而淘汰。
在嵌合蟻篇中與包括卜古爾在內的朋友進入NGL調查，但夥伴接連被殺後來嘗試逃脫，並用蜜蜂發出求救信，但在逃脫過程中遭嵌合蟻射殺並吃掉。
東巴（Tonpa）
聲－日本：小和田貢平／櫻井敏治；台灣：孫中台／黃天佑；香港：林保全／葉振聲（TVB）
第287、288期獵人試驗考生，考生編號16號(287期)，連續參加36年獵人試驗的資深考生。外號為「新人殺手」。
個性陰險殘酷，行事鬼祟。參加獵人試驗目的並非取得執照，而是阻撓新人，讓新人無法東山再起。在試驗開始前給小傑等人喝了有毒的飲料，但被小傑發現。後來在陷阱塔裡，與囚犯進行一對一決鬥時，自告奮勇出戰第一場，結果卻在戰鬥開始直接投降。而後不斷拖延進度、故意按錯選項等，扯大家後腿，因此讓雷歐力非常憤怒。在第四試驗中，目標為雷歐力。但被酷拉皮卡與雷歐力聯手打敗而遭到淘汰。隔年，在288期獵人試驗中被奇犽打倒而淘汰。
亞摩里三兄弟
亞摩里（Amori）
聲－日本：森訓久→石塚堅（OVA）／梶雅人；台灣：魏伯勤／黃天佑；香港：蘇強文／李震權 (TVB)
第287、288期獵人試驗考生，考生編號197號(287期)。亞摩里三兄弟中排行老大。在287期第四試驗中，想攻擊奇犽卻很快被制伏，並交出號碼牌，之後牌子（半藏的目標）被奇犽丟飛出去而淘汱。隔年，在288期獵人試驗中被奇犽打倒而淘汰。
烏摩里/鄔穆（Umori）
聲－日本：竹本英史／村上裕哉；台灣：符爽／林士程；香港：李錦綸／鄧志堅 (TVB)
第287、288期獵人試驗考生，考生編號199號(287期)。亞摩里三兄弟中排行老二。在287期第四試驗中，因亞摩里被奇犽制伏，被迫交出號碼牌而被淘汰。隔年，在288期獵人試驗中被奇犽打倒而淘汰。
伊摩里/伊目禮（Imori）
聲－日本：中野健治→遊佐浩二（OVA）／堀越省之助；台灣：陳旭昇；香港：陳卓智／陳成港 (TVB)
第287、288期獵人試驗考生，考生編號198號(287期)。亞摩里三兄弟中排行老么。在287期第四試驗中，被兩位哥哥命令去奪取奇犽的號碼牌，卻因為膽小而一直不敢出手。之後成功踢了奇犽一腳，卻反而被奪走號碼牌。之後牌子被奇犽丟飛出去，被半藏撿走而淘汰（也不是半藏的目標）。隔年在288期獵人試驗中被奇犽打倒而淘汰。
尼可（Nicole）
聲－日本：石川大介／森訓久；台灣：符爽／宋昱璁；香港：陳卓智 (TVB)
第287期獵人試驗考生，考生編號187號。外表看起來是個有禮貌的青年，自尊心相當重。瞧不起他人，且對自己非常有自信。隨身攜帶的筆記型電腦有其他考生的情報。從小功課及運動都是第一名。但在第一試驗中落後而信心受創，想起以往優秀的人生，因此對於眼下的失敗感到十分不解。東巴故意要亞摩里三兄弟從旁說一些打擊他信心的話， 讓他放棄而失敗，成為了第一試驗第一個脫隊者。
拓鬥（Todo）
聲－日本：永野善一／梁田清之；台灣：孫中台／陳彥鈞；香港：鄺樹培／巫哲棋（TVB）
第287、288期獵人試驗考生，考生編號255號(287期)。身材高大，將頭髮束在身後。職業摔跤手。夢想是成為賞金獵人。在287期第二試驗時不滿主考官門淇讓所有人淘汰，打算上前對門淇出手，但在門淇動手之前就被卜哈剌打飛出去，原因是卜哈剌怕門淇把他給殺了。之後在重新舉辦的試驗中，嚐到了葡萄蜘蛛蛋的美味之後承認失敗，並宣告明年再來挑戰。隔年在288期獵人試驗中被奇犽打倒而淘汰。
索彌（Sonny）
聲－日本：道脇廣行／横尾博之；台灣：陳旭昇；香港：鄺樹培／蕭徽勇（TVB）
第287、288期獵人試驗考生，考生編號118號(287期)。帶著一隻猴子卡姆利作為幫手。在287期第四試驗中，與東巴合作搶走雷歐力的號碼牌，但被突然出現的酷拉皮卡打敗，被綁在石頭上而遭到淘汰。隔年，在288期獵人試驗中被奇犽打倒而淘汰。
尖美（Kenmi）
聲－日本：石川正明（第1作）；台灣：待查
第287、288期獵人試驗考生，考生編號362號(287期)。黑色平頭，小眼睛，是個拳法家。在287期第四試驗中，被半藏奪去號碼牌而淘汰。隔年，在288期獵人試驗中被奇犽打倒而淘汰。
酋（Kyu）
聲－本：永野善一／浪川大輔；台灣：孫中台；香港：陳永信／待查（TVB）
第287期獵人試驗考生，考生編號105號。有著赤鼻特徴的劍士。第四次試驗被爆庫兒塗有麻藥的箭射中而淘汰。隔年在288期獵人試驗中被奇犽打倒而淘汰。
鮑得羅（Bodoro）
聲－本：竹本英史／坂東尚樹；台灣：孫中台／待查；香港：張炳強／待查 (TVB)
第287期獵人試驗考生，考生編號191號。留著白髮的武道家。對體術相當在行。最終試驗時，在與西索的對戰中展現不服輸的精神，但後來西索在他耳邊說了幾句話後，鮑得羅就宣布認輸。之後在與雷歐力的對戰中，戰鬥開始的瞬間，被精神異常的奇犽所殺。
疤彭（Bourbon）
聲－日本：竹本英史（第1作）；台灣：待查
第287期獵人試驗考生，考生編號103號。弄蛇人。容易記恨。在第四試驗中，進入洞穴裡佈下蛇陷阱，後來被彭絲的催眠瓦斯襲擊而昏睡。最終被彭絲的蜜蜂叮咬引發過敏現象而死亡。
葛雷塔（Geretta）
聲－日本：松山鷹志／金光宣明；台灣：陳旭昇／宋昱璁；香港：招世亮／劉昭文（TVB）
第287期獵人試驗考生，考生編號384號。黑皮膚，帶著黑色護目鏡。是一名獵師，吹箭技術一流。在第四試驗中，不斷跟蹤目標小傑。甚至看著他練習揮桿，仍未出手。在小傑成功取得西索的號碼牌之後，利用其擅長的吹箭麻痺了小傑取得他的號碼牌，但之後被西索殺死，因為他正是西索的目標。
勾四（Goz）
聲－日本：岸祐二／永野廣一；台灣：待查／林士程；香港：黃子敬／張錦江（TVB）
第287期獵人試驗考生，考生編號371號。亞馬奴戰士，使用長矛為武器。第四試驗時為集塔喇苦（伊耳謎）的狩獵目標，重傷後想與西索以武鬥家的身份打最後一戰，但西索對他完全沒有興趣，最後被集塔喇苦殺害身亡。
史跋（Siper）
聲－日本：飯田かおり（第1作）；台灣：林佑俽；香港：梁少霞（TVB）
第287期獵人試驗考生，考生編號80號。戴著墨鏡的狙擊手。在第四試驗中原本要狙擊目標集塔喇苦，卻反而被殺並搶走號碼牌。
阿更（Agon）
聲－日本：田邊真悟／坂熊孝彦；台灣：待查
第287期獵人試驗考生，考生編號281號。劍士，以刀為武器。在第四試驗中，被興奮狀態的西索殺害並奪走號碼牌。
龍（Ryu）
第287期、288期獵人試驗考生，考生編號34號。銀色短髮外型。第四試驗時被鮑得羅奪走號碼牌而淘汰。隔年在288期獵人試驗中被奇犽打倒而淘汰。
西西圖耳（Shishito）
第287期獵人試驗考生，考生編號89號。黑長髮、瞇瞇眼外型。第四試驗時被半藏奪走號碼牌遭淘汰。隔年在288期獵人試驗中被奇犽打倒而淘汰。
陳立（Cheri）
聲－日本：無／大西健晴；台灣：待查
第287期獵人試驗考生，考生編號76號。武術家。在第一試驗中因濃霧而脫隊落入西索的「考官遊戲」，在許多考生被殺後，只剩他和雷歐力、酷拉皮卡三人，他指示三人分散逃開，但後來還是被西索所殺。
阿妮達（Anita）
聲－日本：天神有海（第1作）；台灣：林佑俽；香港：曾秀清（TVB）
動畫原創人物，第287期獵人試驗考生。女性，特徵是父親經營的辣香山礦石做的白色耳環。第二次試驗淘汰，偷渡上獵人協會的船。為了要向揍敵客家族報仇，打算殺奇犽。之後知道實情後老實地被帶走。

### 第287期考官
薩茨（Satotz）
聲優－日本：上別府仁資／古川登志夫；台灣：孫中台／黃天佑；香港：黃子敬／李錦綸（TVB）、李建良（Animax）
遺跡獵人。撲克臉，看不到他的嘴巴。能夠面不改色地跑馬拉松，速度相當快。考生中最看好奇犽。原本是一名沽名釣譽的遺跡獵人，但聽說金·富力士的功績後相當慚愧，後來致力於遺跡的保護及修復。認為金是最優秀的獵人。相當欣賞小傑，甚至差點將獵人秘密試驗的事說了出來。
287期獵人試驗第一試驗主考官。擔任考官時所出的測驗項目是跟著他一直走，直到抵達第二次試驗的考場。後來在第二試驗時，由於主考官門淇犯下壞毛病，將參賽者全數淘汰，因此私下聯繫豆面人，讓尼特羅會長出面解決。最終試驗結束後負責說服小傑並將獵人執照交給小傑。
門淇（Menchi）
聲優－日本：日比野朱里／平野綾；台灣：楊凱凱／錢欣郁；香港：劉惠雲／羅杏芝（TVB）、賴芸芬（Animax）
一星獵人。美食獵人。性格任性，自尊心相當高。考生中最看好半藏。對食物的要求十分苛刻，一生起氣來更是沒完沒了。是世界少數幾位料理大師之一，只要嘗過一次的味道就不會忘記。在飲食文化上的貢獻深受認同，在21歲即獲一星獵人的殊榮。本身的武功也相當了得。
287期獵人試驗第二試驗主考官之一。在第二試驗中，因為考生都作不出像樣的(舊版是壽司)(新版是烤全豬肉)料理而發火，認為所有人都缺乏觀察力與注意力，而將參賽者全數淘汰，引起眾多考生不滿。後來因尼特羅會長出面勸導才收起脾氣再辦另一項測驗，以摘取葡萄蜘蛛蛋和製作水煮蛋為題目，而自己會先示範給考生看。
卜哈喇（Buhara）
聲優－日本：高橋啟士／金丸淳一；台灣：陳旭昇／林士程；香港：潘文柏／陳卓智（TVB）
美食獵人。身材巨大，個性隨和。食量相當的恐怖，能吃下比自己體型還大的食物。在考生中較看好西索。
287期獵人試驗第二試驗主考官之一。在第二試驗中，給考生們提出的課題為料理烤全豬肉料理(舊版與新版都有)，最終他一共吃下了七十頭豬，讓考生大為驚訝（舊動畫中薩茨看到他連燒焦的都說好吃，因而質疑他是否真是美食獵人）。後因門淇在後半段測驗將所有考生淘汰，憤怒的拓鬥打算上前對門淇出手，但在門琪動手之前自己先把他打飛出去，原因是怕門琪殺死他（舊動畫則是卜哈喇打不過他，而後門琪成功打敗對方）。
理伯（Lippo）
聲優－日本：赤井田良彦／山本正剛；台灣：于正昇／黃天佑；香港：李錦綸／麥皓豐（TVB）、陳振聲（Animax）
賞金獵人。刑務所長。戴眼鏡，喜歡吃零食。287期獵人試驗第三、四試驗主考官。在第三試驗中雇用囚犯來拖延考生的時間，只要能拖延考生一小時便能減少一年的刑期。後來在第四試驗開始前，負責說明試驗規則，以及讓考生們依序進行抽籤(抽獵物的號碼牌)。
馬士他（Masta）
聲優－日本：永野善一／河相智哉；台灣：待查／宋昱璁；香港：張炳強／待查（TVB）、陳振聲（Animax）
職業獵人。287期獵人試驗中負責跟在半藏後面審查他的成績，並在最終試驗作為第一場比賽（小傑對半藏）的裁判。
卡拉（Khara）
聲優－日本：AKIKO／豊嶋真千子；台灣：待查
職業獵人。第287期獵人試驗第四試驗帶領員。在第三次試驗的賤阱塔到第四次試驗的塞比擄島之間的船上出現，告訴考生再過兩小時抵達塞比擄島。下船時也由她來說明規則及第四次試驗的時間限制。最後由她來結算第四試驗的考試結果。

### 測考官
蝙都特（Bendot）
聲－日本：杉野博臣／相澤正輝；台灣：陳旭昇／林士程；香港：蘇強文／張錦江（TVB）
強盜殺人犯，判刑199年。奇犽認為他可能以前是軍人或庸兵，戰鬥力不差。第287期獵人試驗測考官。在與小傑一行人的五對五對戰中，第一個出場並對戰東巴，本想把東巴打得半死並折磨他讓他來不及投降，可是東巴卻連打都沒有打就直接投降了，因此拖延時間戰術失敗。
賽吒（Sedokan）
聲－日本：遠藤章史／高城元氣；台灣：魏伯勤／宋昱璁；香港：陳卓智／張裕東（TVB）
連續縱火犯，判刑149年。本身沒有什麼力量。第287期獵人試驗測考官。在與小傑一行人的五對五對戰中，第二個出場並對戰小傑。協議後決定雙方各持一支蠟燭先熄滅的一方落敗。實際上偷偷在小傑的蠟燭裡加了火藥使其加速燃燒，但卻被小傑反將一軍。
渣虎（Majtani）
聲－日本：木内秀信／矢尾一樹；台灣：符爽／陳彥鈞；香港：陳永信／劉昭文（TVB）
詐欺兼勒索犯，判刑108年。外形嚇人，但臉上傷痕其實是因整型失敗所致。在右手中裝入鋼鐵，胸前標示自己殺過的人數（19人）。第287期獵人試驗測考官。背後有蜘蛛的刺青，偽裝為幻影旅團成員，並自稱為旅團四天王之一。但本人其實實力不強，被奇犽評為「紙老虎」，只是想用虛張聲勢的方式嚇跑對手。酷拉皮卡與他對戰時看到他假冒幻影旅團成員，一時情緒激動將其打成重傷。他的夥伴要求他裝昏以拖延時間。結果在之後雷歐力與磊露特的賭局中，雷歐力作勢要將他丟下深谷而嚇跑。
磊露特（Leroute）
聲－日本：小谷伸子／金井美香；台灣：林凱羚／劉如蘋；香港：陸惠玲／魏惠娥（TVB）
販賣稀有生物與違反賭博法之罪犯，判刑112年。精神科醫師，相當擅長心理戰。第287期獵人試驗測考官。在與雷歐力的賭局中，先是賭了渣虎的生死與昏睡與否，之後又看準了雷歐力的好色心理，賭她是男是女。最後換雷歐力出題，由於想不出合適的題目，便乾脆決定用猜拳決勝負。磊露特再度利用心理戰贏光了雷歐力的點數。雷歐力不僅輸了對戰，還多輸了50小時的時間。
喬尼（Johness）
聲－日本：小山剛志／松山鷹志；台灣：孫中台／黃天佑；香港：黃子敬／朱子聰（TVB）
大量殺人犯，判刑968年。外號為「分屍專家」，是名列薩巴市犯罪史上最嗜血的病態殺人魔，至少殺了146人。因為手指力量異於常人，只憑空手就能切取人肉。十分沉浸於撕裂人體的快感。第287期獵人試驗測考官。但在與奇犽的對決中，被奇犽瞬間挖出心臟而當場死亡，奇犽評價說他只能算是業餘的好手。

### 其他試驗人員
海神號船長
- 配音員（試播版）：內海賢二
- 配音員（第一作）：西松和彦（日本）；孫中台（台灣）；源家祥（香港）

- 配音員（第二作）：內海賢二（日本）；黃天佑（台灣）；朱子聰（香港）

海神號船長，特徵是紅鼻子，獵人協會雇用的獵人試驗評審之一，用來刷掉大部分的考生。他利用一次暴風雨的機會測試船上的考生，結果只剩小傑、酷拉皮卡、雷歐力三人留下，並詢問他們要成為獵人的原因。他對於小傑對大自然的了解與直覺非常驚嘆，並從他的身影察覺他是十多年前所遇到的金·富力士的兒子。載他們到多雷港後並告知他們筆直前往大杉樹是到試驗會場的捷徑。
克歐（Katzo）
- 配音員（第一作）：森訓久（日本）；符爽（台灣）；馮錦堂（香港）

- 配音員（第二作）：鈴木琢磨（日本）；宋昱璁（台灣）

海神號船員，因暴風雨的侵襲而差點掉進大海中，被小傑、酷拉皮卡、雷歐力所救而逃過一死。
快問快答婆婆
- 配音員（第一作）：雪繪玲那（日本）；魏晶琦（台灣）

- 配音員（第二作）：來宮良子（日本）；劉如蘋（台灣）；林丹鳳（香港）

她處在多雷港到大杉樹之間的村莊，對來到考生要求限制5秒內回答問題。小傑、酷拉皮卡、雷歐力從多雷港到該處接受試驗。其提出的問題為「母親和女朋友都被壞人抓住，只能救一個人，要救那一個？1母親、2女朋友」。正確解答是沉默（但不能放棄答題），其問題的真正涵義是儘可能預想所有殘酷的可能性。一個考生為了討好她回答1，結果被她指了一條錯誤的路後被魔獸吃掉。雷歐力認為答案應視情況而定，因此對問題不滿，差點攻擊她被酷拉皮卡阻止，後來他們三個都通過，而告訴他們往大杉樹的路。
凶狸狐
聲（爸爸）－日本：竹本英史／西村朋紘；台灣：符爽（ep.4-6）→魏伯勤（ep.80）／林士程；香港：鄺樹培／待查（TVB）
聲（媽媽）－日本：竹本英史／西村朋紘；台灣：魏晶琦／林士程；香港：鄺樹培／待查（TVB）
聲（兒子）－日本：永野善一／川田紳司；台灣：于正昇／黃天佑；香港：陳卓智／巫哲棋（TVB）
聲（女兒）－日本：德永悅子／森澤芙美；台灣：林佑俽／連婉鈞；香港：黃鳳英／待查（TVB）
獵人試驗的領航員，帶領考生到考試會場的魔獸。能夠變化成人形，也擁有語言能力。一家人住在多雷港附近的大杉樹下。認同小傑、酷拉皮卡與雷歐力而帶他們到試驗會場。第288期獵人試驗時擔任奇犽的領航員。
戶狩（Togari）
聲－日本：前田剛／鈴木琢磨；台灣：于正昇；香港：鄺樹培／陳卓智（TVB）
職業獵人，技能是「無限四刀流」。第287期獵人試驗第三次試驗試驗官。一年前獵人試驗被西索打成重傷的考官，再次挑戰西索結果再次被解決。

## 揍敵客家族篇

### 揍敵客家族
居住於枯枯戮山，世世代代都是暗殺家族，目前家族共有十名成員。其成員照片就有近1億元的價值。

#### 長輩
馬哈·揍敵客（Maha Zoldyck）
強化系能力者。揍敵客家族最年長的成員，奇犽的曾曾祖父（高祖父）、席巴的曾祖父、桀諾的祖父，基本上在家中對其他人的事置身事外。尼特羅會長是唯一與他交過手還存活的人類。
在友克鑫市中，庫洛洛委託他們暗殺黑幫十老頭時，與柯特、伊耳謎一起合作刺殺。
傑格·揍敵客（Zzigg Zoldyck）
家族輩分不明，可能是奇犽曾祖父輩的人物。年輕時曾與艾薩克·尼特羅和林聶·歐德堡前往過暗黑大陸。
桀諾·揍敵客（Zeno Zoldyck）
- 配音員（第一作）：宮澤正（日本）；孫中台（台灣）；源家祥（香港）
- 配音員（第二作）：大竹宏（日本）；林士程→林谷珍（台灣）；林保全→林國雄（TVB版）、李建良（ANIMAX版）（香港）

變化系能力者，在「獵人資料設定集」中標註，發的應用為放出系。揍敵客家的前任當家，奇犽的祖父、席巴的父親。
認真時可使出半徑300公尺的圓。穿著「一日一殺」和「生涯現役」等刺繡的衣服。為了錢可以不擇手段，他的原則是不會為任務以外的事浪費精神和生命。很喜歡有龍圖案的物品。相當認同尼特羅的實力。
對奇犽很有期待，在獵人考試後主動放走了原本被糜稽和奇曲困住的奇犽。在友克鑫市曾和席巴一起受黑幫十老頭雇傭前去抹殺幻影旅團。後來與團長展開決鬥，快速分析了庫洛洛的招式，令庫洛洛相當佩服。甚至在戰鬥中取得了很大的優勢。但最後因團長僱用伊耳謎·揍敵客出面先解決了黑幫十老頭，雙方因而停止戰鬥。
在嵌合蟻篇中，受到尼特羅會長委託，參加對抗嵌合蟻的戰事，目的是為了讓護衛軍與蟻王分開。運用「龍星群」發揮突襲的作用。貫穿宮殿的「龍星群」打中了小麥。看見對人類女孩展現體貼與溫柔之情的蟻王，讓桀諾非常不解，甚至對尼特羅說「事情跟當初講的差很多」。後來遇到討伐軍的奇犽，認為他進步很多。之後用「龍頭戲畫」將會長和蟻王送到遠處交手。

席巴·揍敵客（Silva Zoldyck）
- 配音員（第一作）：石井康嗣（日本）；符爽（台灣）；盧國權→張炳強（香港）
- 配音員（第二作）：山寺宏一（日本）；黃天佑（台灣）；潘文柏（TVB版）、黎景全（ANIMAX版）（香港）

變化系能力者，在「獵人資料設定集」中標註，發的應用為放出系，源自「冨樫義博展」。揍敵客家的現任當家，奇犽的父親，桀諾的兒子。
行事慎重。能夠放出巨大的念彈，破壞力強大。有能夠讓對方不流一滴血而取出心臟的殺人技術。三年前由於工作曾經殺死幻影旅團的八號成員，與團長庫洛洛認識。之後以『不要去碰旅團』告誡其兒子們。卞氏刀的愛好者。
視奇犽為揍敵客家次任繼承者，允許奇犽交朋友，讓奇犽離開家裡去外面的世界闖蕩，並告訴奇犽絕對不要背叛朋友。但仍舊認為奇犽總有一天會回來，理由是「因為他是我的兒子」。其實暗地裡吩咐伊耳謎在奇犽的大腦裡植入針進行某種程度的操控，不過後來被奇犽拔了出來。在友克鑫市曾和桀諾一起受黑幫十老頭雇傭前去抹殺幻影旅團。後來與團長展開決鬥，剛開始被庫洛洛的刀劃傷 ，快速分析出刀子有毒，利用頭髮將手臂綁住讓毒不再擴散。過程中在一旁輔助桀諾的攻勢，認為庫洛洛跟以前比進步了很多。最後因團長僱用伊耳謎·揍敵客出面先解決了黑幫十老頭，雙方因而停止戰鬥。
在嵌合蟻篇中，從飛翔在高空的龍形生物身上跳了下來，一拳打死師團長基度。在第十三代會長選舉期間，奇犽為了拯救瀕死的小傑，要求席巴帶他去見阿路加。剛開始保持反對，但為了遵守與奇犽「不要背叛朋友」的約定，帶著奇犽去家裡深處找阿路加。但本人並不願承認阿路加為揍敵客家族的一員，認為他根本不是人類，而是來自別處的「黑暗」。因顧忌阿路加危險的能力會危及家族成員而將他軟禁。後來極力阻止奇犽帶阿路加離開，但沒有成功。
奇曲·揍敵客（Kikyo Zoldyck）
- 配音員（第一作）：雪繪玲那（日本）；魏晶琦（台灣）；曾秀清（香港）
- 配音員（第二作）：岩男潤子（日本）；錢欣郁（台灣）；黃玉娟（TVB版）、郭碧珍（ANIMAX版）（香港）

操作系能力者。奇犽的母親，出身於流星街。個性激動，神經質。總是用繃帶綁著臉，眼睛部分為偵查機器。
對於奇犽有很高的期望，希望他能成為頂級殺手。被逃離家族的奇犽刺傷後哭了好久，理由卻是“很高興他變的這麼獨立成熟”。曾於小傑等人抵達揍敵客家的期間，出手懲戒懇求前者解救奇犽的卡娜莉亞。後來在奇犽返家準備帶走阿路加的時候，一度被奇犽利用其性命向席巴作要脅讓兩人離開揍敵客家。

#### 五兄弟
五位子嗣的原文名字首尾可以互相聯繫：→→→→
伊耳謎·揍敵客（Illumi Zoldyck）
- 配音員（第一作）：高乃麗（日本）；于正昇（台灣）；雷霆（香港）
- 配音員（第二作）：松風雅也（日本）；黃天佑（台灣）；李镇然（TVB版）、待查詢（ANIMAX版）（香港）

操作系能力者。揍敵客家五兄弟排行老大、席巴的長子。職業獵人。擅長易容術。做事很有原則，是相當稱職的職業殺手。與西索交情不錯。
因為工作需求而參加第287期獵人試驗，考試時使用假名「集塔喇苦」。在最終試驗與奇犽對決中露出真面目，使用某種手段使奇犽主動認輸而獲得勝利，並正式成為獵人。對奇犽抱持扭曲的愛和保護，曾暗地在奇犽的大腦裡植入針，使奇犽不自覺逃避勝算較低的戰鬥，但奇犽在與拉摩多的對決時發現針並將之取出。
在友克鑫市中，受庫洛洛的委託暗殺黑幫十老頭。後來因西索想與團長戰鬥讓伊耳謎幫忙偽裝成自己的樣子待在旅團。
在第13代會長選舉期間。與西索聯手，試圖殺死和控制阿路加。伊耳謎分析出了奇犽隱瞞的關於拿尼加的規則，威脅奇犽將阿路加交給他，結果奇犽許願將他傳送回枯枯戮山而失敗。
在暗黑大陸篇中，自稱受西索委託殺死西索，報酬是訂婚戒指，因此加入幻影旅團成為第11號成員。

糜稽·揍敵客（Milluki Zoldyck）
- 配音員（第一作）：石塚堅（日本）；符爽→于正昇（台灣）；林保全（香港）
- 配音員（第二作）：齊藤貴美子（日本）；宋昱璁（台灣）；巫哲棋（TVB版）、陳振聲（ANIMAX版）（香港）

操作系能力者。揍敵客家五兄弟排行老二、席巴的次子。身材肥胖的駭客及殺手。愛吃零食，很少出門。是個蒐集模型和遊戲的御宅族。桀諾評論為雖然頭腦很好，就是有點脫線。少年時曾利用阿路加的能力特性殺死友人，亦在奇犽逃離家族的時後遭其刺傷。雖然他不太喜歡奇犽，但他也很認同奇犽的實力。
奇犽應考獵人失敗返家時，將其囚禁個人牢房並動手懲戒他。曾為了借錢競標貪婪之島而答應幫忙父親殺15人，但在競標中落敗而死心。
奇犽·揍敵客
變化系能力者。揍敵客家五兄弟排行老三、席巴的三子。違背了殺手家族一家人的期望，動手打傷母親及二哥，之後便毫不猶豫離家出走。詳見奇犽·揍敵客。
阿路加·揍敵客（Alluka Zoldyck）
- 配音員（第二作）：內田真禮（日本）；郭馨雅（台灣）；何寶珊（TVB版）（香港）

揍敵客家五兄弟排行老四、席巴的四子。奇犽稱其為妹妹，但伊耳謎卻稱其為弟弟。父親席巴稱阿路加不是人而是來自別處的黑暗。
除了奇犽之外，揍敵客家沒有人把他當作家人。阿路加與來自暗黑大陸的拿尼加共用一個身體。具奇犽所述，稱他為「哥哥」的是阿路加，而稱他為「奇犽」的則是拿尼加。擁有非凡且可怕的力量，因而被揍敵客家用五道門深鎖在密室中。阿路加生理性別為男性，心理性別則為女性。拿尼加則是女性。
在第13代會長選舉期間，奇犽為了拯救瀕死的小傑，將阿路加從家族中帶出來。最後靠著向阿路加「許願」的力量，成功將小傑恢復原狀。由於只有奇犽一直把他當妹妹與家人看待，因此奇犽可以直接命令她（拿尼加）實現願望而不需付出任何代價。其後阿路加與哥哥奇犽一同旅行。

柯特·揍敵客（Kalluto Zoldyck）
- 配音員（第一作）：前川優子（日本）；魏晶琦（台灣）；劉惠云（香港）
- 配音員（第二作）：能登麻美子（日本）；郭馨雅（台灣）；凌晞→羅孔柔（TVB版）、待查詢（ANIMAX版）（香港）

操作系能力者。揍敵客家五兄弟排行老么、席巴的五子。經常穿著女裝和服行動。有著喜歡玩弄獵物的習慣。
小傑等人造訪揍敵客家期間，因為利用口哨呼喚三毛，於自己不知情的情況替小傑解危。初次登場時是在小傑來尋找奇犽時、出現於母親身邊。之後為了取回哥哥加入幻影旅團，遞補了西索的位置，團員編號No.4。擁有操控紙張、偵查尋人的能力，在貪婪之島上幫助旅團找到除念師。
在友克鑫市中，庫洛洛委託他們暗殺黑幫十老頭時，與馬哈、伊耳謎一起合作刺殺。
在嵌合蟻篇中，與旅團一起清除流星街中的嵌合蟻，被飛坦等成員的實力所震撼，並對團員相處方式抱有不解。

#### 管家
梧桐（Gotoh）
- 配音員（第一作）：松山鷹志（日本）；陳旭昇（台灣）；潘文柏（香港）
- 配音員（第二作）：堀內賢雄（日本）；黃天佑（台灣）；劉昭文（TVB版）、陳旭恆（ANIMAX版）

放出系能力者。揍敵客家的總管家。出身於流星街。負責和本邸聯絡以及驅逐外敵和接待客人。由於是照料奇犽長大的管家之一，對奇犽或多或少有著父子的感情，即使任務在身也會替其著想。
曾用硬幣遊戲作為賭注測試小傑一行人的反應能力，小傑一行人取勝後目送他們和奇犽離去，臨行前提醒小傑要留意騙術的陷阱。
在第13代會長選舉前間，與卡娜莉亞一同陪伴帶走阿路加的奇犽。中途被受到伊耳謎指示的西索攻擊而展開對戰，最後被西索砍頭而死亡。死後埋葬於揍敵客家的某個地方，並由凶狸狐的兒子變化成梧桐的樣貌來瞞住還不知情的奇犽。

卡娜莉亞
- 配音員（第一作）：木內玲子（日本）；丘梅君（台灣）；鄭麗麗（香港）
- 配音員（第二作）：熊井統子（日本）；錢欣郁（台灣）；黃瑩瑩→陳琴雲（TVB版）、賴芸芬（ANIMAX版）（香港）

揍敵客家的見習管家。出身於流星街。以錫杖作為武器，會使用「暗步」和「肢曲」。因其身份而不願與奇犽做朋友，但奇犽還是對她很親切。在十歲時，一人就打倒了入侵揍敵客的獵人細寬以及其手下一百多人。曾把來找奇犽的小傑打得很慘，不過後來被小傑的意志感動，而拜託他們去救助奇犽。
在第13代會長選舉期間，被奉命監視保護奇犽，陪同奇犽和阿路加前往小傑所在的醫院。其後在途中與梧桐失散。安葬好梧桐後，是參與祭奠的少數人之一。
孜婆年
- 配音員（第二作）：谷育子（日本）；郭馨雅（台灣）；袁淑珍（TVB版）（香港）

具現化系能力者。揍敵客家的資深管家。和亞麻音都是席巴的直屬管家。在所有管家中唯一敢以名字直接稱呼奇犽等人，梧桐亦稱她為老師。本身非常喜歡奇犽，但不喜歡他的兩個哥哥。在第13代會長選舉期間，接受席巴的命令，與亞麻音一同監視阿路加和奇犽。

亞麻音
- 配音員（第二作）：井上麻里奈（日本）；劉如蘋（台灣）；吳羨婷（TVB版）（香港）

揍敵客家的年輕管家。孜婆年的孫女。與孜婆年都是席巴的直屬的管家。雖然在任務中表現極為冷靜，但實際的個性是容易把情緒表現出來且容易害羞。在第13代會長選舉期間，接受席巴的命令，與孜婆年一同監視阿路加和奇犽。
三葉
- 配音員（第二作）：赤崎千夏（日本）；錢欣郁（台灣）；魏惠娥（TVB版）（香港）

揍敵客家的女性管家。受伊耳謎之命令負責照顧阿路加，並接收到「暫時別答應阿路加的撒嬌要求」的吩咐。結果在拒絕四次的情況下，瞬間變成肉泥死亡。
哈沙姆
揍敵客家的男性管家。由於三葉拒絕四次阿路加的「撒嬌要求」，作為三葉「最愛的人」而死亡。
泰葉
- 配音員（第二作）：潘惠美（日本）；郭馨雅（台灣）；張頌欣（TVB版）（香港）

揍敵客家的女性管家。曾因為一時鬼迷心竅而向阿路加許願，希望能成為億萬富翁，導致出現運輸船在從天大灑鈔票的畫面。
春日
- 配音員（第二作）：優希（日本）；劉如蘋（台灣）；陳皓宜（TVB版）（香港）

揍敵客家的女性管家。受伊耳謎之命令負責照顧阿路加，答應阿路加的「撒嬌要求」是她的任務，最後因四次皆無法滿足阿路加的「撒嬌要求」而死亡。

#### 傭人
皆卜戎
- 配音員（第一作）：赤星昇一郎（日本）；孫中台（台灣）；陳曙光（香港）
- 配音員（第二作）：仲野裕（日本）；林士程（台灣）；林國雄（TVB版）、陳振聲（ANIMAX版）（香港）

暗殺家族揍敵客家的傭人。表面上是門口的警衛，實際上是負責打理三毛處理掉的入侵者的清潔工。敵人要入侵揍敵客家時，他會假裝被威脅交出鑰匙，讓入侵者進入被三毛吃掉。能夠打開第一道試煉之門，為了不被解僱而每天持續鍛鍊著。對於小傑他們來探望奇犽非常高興，因此阻止他們進去送死而幫他們聯絡管家室。後來還幫助小傑一行人鍛鍊力量，成功讓他們打開試煉之門。
細寬
- 配音員（第一作）：平光琢也（日本）；于正昇（台灣）；林保全（香港）
- 配音員（第二作）：西村朋紘（日本）；宋昱璁（台灣）；張錦江（TVB版）、陳旭恆（ANIMAX版）（香港）

賞金獵人。以前曾隨著150位強盜進入揍敵客家，結果部下全數被當時年僅10歲的卡娜莉亞所殺，因而被嚇得留下來當傭人。
三毛
揍敵客家的看門犬。體型非常巨大。被下達指令「入侵者一律咬死」，即使是每天見面的皆卜戎也不例外。要進入揍敵客家又不想被當飼料，只能從試煉之門通過。
可可露
- 配音員（第一作）：並木法子（日本）；楊凱凱（台灣）；鄭麗麗（香港）
- 配音員（第二作）：長澤美樹（日本）；劉如蘋（台灣）；陳皓宜（香港）

「號泣觀光巴士」的導遊小姐。負責解說揍敵客家的成員構成與地理環境。名字僅在第一作動畫出現過。

## 天空鬥技場篇

### 心源流拳法
雲古（Wing）
聲－日本：菊池正美→遊佐浩二（OVA）／關俊彥；台灣：正昇／宋昱璁；香港：招世亮／黃積權(TVB)
強化系能力者。職業獵人。心源流拳法的代理師父。戴著眼鏡，襯衫總是不穿好。獵人秘密試驗考官。比司吉的徒弟，智喜的師父。
在天空鬥技場教導小傑與奇犽念的基礎與訓練方式。將氣灌入小傑與奇犽的身體強制喚醒他們的念。修行時雖然態度嚴厲，但其實個性和藹可親，一直守護著小傑他們的成長。後來讓小傑等人測試水見式來判別自己的系統，最後判定小傑通過獵人秘密試驗。在貪婪之島篇中，小傑為參加絕茲絕拉的考選會，詢問雲古關於必殺技的訣竅。雲古告誡小傑不能用酷拉皮卡的學習方式發展必殺技，並啟發他「發」的使用。
第13代會長選舉期間，有去探望重傷的小傑。此外也有參與獵人選舉，對雷歐力的致詞頗為讚賞。
智喜（Zushi）
聲－日本：天神有海／寺崎裕香；台灣：林凱羚／錢欣郁；香港：陸惠玲／羅杏芝→陳琴雲(TVB)
操作系能力者。心源流拳法門下生。性格認真、善良而且單純。擅長使用扎實且連續的拳法。在雲古門下致力修行的少年。
雲古認為他是十萬人中才有一人的才能，而小傑和奇犽是一千萬人中才有一人的才能，反而使智喜沮喪但不認輸。在50樓時與奇犽對戰，由於實力相差懸殊，而當場使用了「練」，結果被位在觀眾席的雲古大聲制止。曾被200層級的選手疾鬥等人挾持，迫使小傑和奇犽跟他們提前對戰。目前以天空鬥技場的最頂樓為目標繼續努力修行中。於電影版「最終任務」中，成為天空鬥技場的樓主。

### 200層樓鬥士
華石鬥郎（Kastro）
聲－日本：岸祐二／川島得愛；台灣：夏治世／黃天佑；香港：蘇強文／胡家豪(TVB)
強化系能力者。天空鬥技場200層的鬥士。長髮，對自己相當有自信。兩年前在天空鬥技場敗給西索後取得九連勝。
在西索失去的五分中，有三分是他拿的。與西索一起被認為是最接近樓主層級的人。後來再次與西索對戰，剛開始雖然一度佔據優勢，但後來招式皆被西索看穿，信心遭受打擊，最後在完全搞不清楚西索的能力下，敗北戰死。西索說他的敗因是「過度使用記憶體」。據雲古所述，華石鬥郎雖為強化系，但召喚分身屬於具現化系，操控分身則屬於操作系，與自身的強化系不合，因而把本身的天賦都浪費掉了。
疾鬥（Gido）
聲－日本：小和田貢平／奈良徹；台灣：孫中台（ep.39）→魏伯勤（ep.43）／黃天佑；香港：林保全／葉振聲(TVB)
強化系能力者。天空鬥技場200層的鬥士。穿著斗篷的男子。因以前受到200層級的洗禮，成為了雙腿皆斷的殘廢者，以鐵製義肢來行動。與狸狽多、殺大索是合作關係。在小傑剛抵達200層樓且念能力尚未成熟時與他對戰，並打敗小傑將其打成骨折住院。後來曾利用智喜來威脅小傑提前與他們對戰。但在與小傑的第二次交手中則被打敗甚至被打斷了義肢，由此在與奇犽的對戰中不戰而敗。據雲古所述，疾鬥雖為強化系，卻練就了必須操控陀螺的操作系，與自身強化系不合，因此效果不佳。
殺大索（Sadaso）
聲－日本：永野善一／竹尾一真；台灣：陳旭昇（ep.39）→正昇（ep.43）／陳彥鈞；香港：雷霆／鄧志堅(TVB)
變化系能力者。天空鬥技場200層的鬥士。臉部像是面具，個性陰險狡詐，別名為「新人獵人」。因以前受到200層級的洗禮，成為了沒有左手的殘廢者。與疾鬥、狸狽多是合作關係。為了成為樓主，用盡各種卑鄙的手段，利用智喜來威脅奇犽提前與他們對戰，並答應奇犽會配合小傑的戰鬥期限。但後來破壞了與奇犽的約定，最後反被奇犽威脅而離開了天空鬥技場。
狸狽多（Riehlvelt）
聲－日本：赤井田良彥／會一太郎；台灣：符爽（ep.39）→夏治世（ep.43）／林谷珍；香港：李錦綸／鍾見麟(TVB)
放出系能力者。天空鬥技場200層的鬥士。乘坐有特殊功能的輪椅，因為以前受到200層級的洗禮而成為下半身癱瘓的殘廢者。與疾鬥、殺大索是合作關係。武器是能夠釋放100萬伏特電流的鞭子。特別針對小傑和奇犽，希望能藉由擊敗他們來提昇戰績以成為樓主，但後來卻接連敗給兩人。

### 天空鬥技場職員
可可
聲－日本：園崎未惠・永吉由佳・AKIKO／三石琴乃；台灣：林凱羚／錢欣郁；香港：待查／詹健兒(TVB)
天空鬥技場的播報員，從1樓到200樓的比賽皆有她的身影。為一名橙色頭髮的女性。
200層樓櫃台小姐
聲－日本：甲斐田幸／相橋愛子；台灣：楊凱凱／郭馨雅
天空鬥技場的櫃台小姐，負責登記200層選手的參賽報名。外表陰沉語氣溫和，對於西索發出的強大且邪惡的念無動於衷，只有帽子被吹飛，因此應該有一定的實力。
電梯小姐
聲－日本：前川優子／久保百合花；台灣：魏晶琦／劉如蘋；香港：梁少霞／待查(TVB)
天空鬥技場的電梯小姐。在舊版動畫中對奇犽和小傑感到惱火（尤其是奇犽，對奇犽的傲慢非常惱火），即便他們學會念之後仍能將他們秒殺。
裁判
聲－日本：松山鷹志／河相智哉；台灣：夏治世／陳彥鈞；香港：林國雄／蕭徽勇（TVB）
天空鬥技場的裁判。擔任小傑與西索一戰的主審，主觀評判兩人實力的懸殊而加重計分，目的是想讓比賽早點結束，使小傑不受太大的傷害。

## 友克鑫市篇

### 幻影旅團
幻影旅團（Phantom Troupe） ，是以庫洛洛為首的精銳犯罪集團，毫無憐憫心，以殺人和盜竊為主業，偶爾也會做做慈善活動。初期成員大多為流星街出身，他們的個人資料沒有被政府掌握。以蜘蛛為象徵，每位成員的身上都有一個十二隻腳的蜘蛛刺青，並附有數字編號。組織成員為13人，想加入只要打敗現在成員或是團長視情況找人替補。
平時團長周圍都有至少兩位團員守在身邊，規則是不能違抗團長的命令以及團員間不能進行私鬥，此外成員之間為了決定某件事會以擲有蜘蛛圖樣的硬幣的方式來決定。似乎沒有固定的據點，在友克鑫市行動時成員們皆待在一間天花板有彩色玻璃的廢墟大樓中。
在前往暗黑大陸的船上時，被魯易尼指出維基百科描述旅團是「毫無道德的極惡盜賊」，信長則回應「對討人厭的渣滓毫無憐憫」才更加貼切。
庫洛洛·魯西魯（Chrollo Lucilfer）
- 配音員（第一作）：永野善一（日本）；于正昇（台灣）；蘇強文（香港）
- 配音員（第二作）：宮野真守（日本）；宋昱璁（台灣）；梁偉德（香港）

幻影旅團團長兼創立者（編號No.0）。特質系能力者。26歲，身高177cm，體重68kg，血型AB型。出身於流星街，有敏銳的思考能力及洞察力。
在友克鑫市篇中，命令旅團屠殺拍賣會場搶走所有寶物。在聽完窩金可能已死的匯報後冷靜的做出了正確的分析同時安排好之後的行動，在藉由變裝之後，和諾斯拉家族的妮翁一同行動進入拍賣會場。期間要求妮翁為她占卜，在看到占卜文後確定窩金已死難過地流下眼淚。其後命令旅團全員大量屠殺黑幫並奪回寶物。為了對付旅團，黑幫十老頭雇用頂級殺手，其中包括揍敵客家族的杰諾與席巴。庫洛洛在與他們兩個的戰鬥中陷入劣勢，差點被席巴的念彈殺死。但最後因自己僱用伊耳謎·揍敵客出面先解決黑幫十老頭，雙方因而停止戰鬥。全身而退後與團員們擒獲小傑與奇犽，但本人卻反被酷拉皮卡給抓走。最後雖然被釋放卻因酷拉皮卡的念能力而陷入了不能使用念的狀態，甚至不得與旅團成員接觸的條件下只能跟旅團成員分開行動。
在貪婪之島篇中，西索為了與庫洛洛對決，替他找到除念師並且成功除念。
在暗黑大陸篇中，以天空鬥技場為戰鬥場地，與西索展開死鬥並且獲勝。之後潛伏到前往暗黑大陸的船上，在得知俠客與庫嗶被西索殺害後感到憤怒而湧現殺意。

信長·狹間（Nobunaga Hazama）
- 配音員（第一作）：松山鷹志（日本）；陳旭昇（ep.51-60）→孫中台（ep.63-70）→曹冀魯（ep.87）（台灣）；潘文柏（香港）
- 配音員（第二作）：內田直哉（日本）；黃天佑（台灣）；李錦綸（香港）

幻影旅團團員（編號No.1）。強化系能力者。31歲，身高183cm，體重75kg，血型B型。出身於流星街，是旅團初始成員兼創團時期的六名資深成員之一。日本武士裝扮，神速拔刀術的高手。能使用半徑4公尺的圓，足以使他攻擊任何進入圓內的敵人。在旅團中與窩金一同擔任先鋒隊員，兩人為摯友。
在友克鑫市篇中，相當痛恨殺害窩金的鎖鏈殺手。非常中意小傑而想要推薦他入團，因此將小傑與奇犽給監禁打算等團長回來處置他們，不料卻被兩人逃走。
在貪婪之島篇中，引領除念師去找庫洛洛，並介紹新加入的柯特·揍敵客。
在黑暗大陸篇中，跟隨旅團登上卡丁帝國的渡船。
飛坦·博通（Feitan Portor）
- 配音員（第一作）：日比野朱里（日本）；魏晶琦（台灣）；李錦綸（香港）
- 配音員（第二作）：山口勝平（日本）；宋昱璁（台灣）；黃啟昌（香港）

幻影旅團團員（編號No.2）。變化系能力者。28歲，身高155cm，體重45kg，血型不明。出身於流星街，是旅團初始成員兼創團時期的六名資深成員之一。性格殘酷冷漠，聲音令人發毛，絕不放過任何目標，武器是武士刀和傘尖設有可彈式機關的紅傘。在旅團中負責戰鬥和拷問，其拷問方式是將對方指甲輕輕剝開。與芬克斯很合得來，經常一起行動。
在友克鑫市篇中，拍賣會上與富蘭克林冒充主持人後殺害所有來賓。幻影旅團活捉小傑和奇犽的期間試圖弄斷小傑的左手，但由於和信長意見相左而丟擲硬幣決策，最終由信長擲硬幣獲勝而放過對方。
在貪婪之島篇中，對電玩遊戲很有興趣，與芬克斯一同從巴特拉的手下中搶走一台貪婪之島遊戲機，並在之後得知除念師可能在貪婪之島而和旅團一起行動。
在嵌合蟻篇中，與佔領故鄉流星街的嵌合蟻展開廝殺，並和嵌合蟻師團長的殺殘展開對戰，最後戰勝成為旅團暫時的領袖。於黑暗大陸篇跟隨旅團登上卡丁帝國的渡船。
其外形與影射取材是參考作者的前作《幽遊白書》四大主角飛影。

瑪奇·柯瑪琪娜（Machi Komacine）
- 配音員（第一作）：並木法子（ep.41-70）→上村貴子（ep.71-87）（日本）；楊凱凱、蔣篤慧（代班，ep.67-70）（台灣）；盧素娟（香港）
- 配音員（第二作）：前田玲奈（日本）；劉如蘋（台灣）；黃昕瑜（香港）

幻影旅團團員（編號No.3）。變化系能力者。24歲，身高159cm，體重48kg，血型A型。出身於流星街，是旅團初始成員兼創團時期的六名資深成員之一。具有很準的第六感，能夠利用念線追蹤目標物。在旅團中負責戰鬥及治療，曾在天空鬥技場幫西索接回被華石鬥郎打斷的雙手。
在友克鑫市篇中，在勾德沙漠窩金被鎖鏈殺手抓走，即是以此追蹤到窩金的下落。在飯店等待芬克斯等人時因突然的停電而在疏於防備的狀況下被奇犽弄斷了數根肋骨。
在暗黑大陸篇中，和俠客及庫嗶一起檢查西索的屍體，確認西索已身亡後，俠客和庫嗶先行離開，西索以念力自行復活後，被西索偷襲以念力綑綁暫時失去活動能力，並對瑪奇宣告要對旅團開戰，跟隨旅團登上卡丁帝國的渡船。

面影
幻影旅團團員（編號No.4），西索加入前的4號團員，僅於劇場版《緋色幻影》中登場。詳見劇場版第一作。
西索·莫羅
幻影旅團團員（編號No.4），取代面影位置而加入旅團。變化系能力者。加入旅團是為製造與團長單獨決鬥的機會，背上的旅團蜘蛛紋身是以「輕薄的假象」偽裝出來的。在友克鑫篇因為要與團長決鬥而退出旅團，被團長打敗後，現在目標是狩獵旅團全員。
柯特·揍敵客
幻影旅團團員（編號No.4），取代西索位置而加入旅團。詳見柯特·揍敵客。
芬克斯·馬格加布（Phinks Magcub）
- 配音員（第一作）：松本吉朗（日本）；于正昇、魏伯勤（ep.68～70）（台灣）；招世亮（香港）
- 配音員（第二作）：KENN（日本）；陳彥鈞（台灣）；鍾見麟（香港）

幻影旅團團員（編號No.5）。強化系能力者。33歲，身高185cm，體重85kg，血型AB型。出身於流星街，性格豪放，容易發脾氣，對感情容易動搖。有時候會穿著類似埃及法老的帽子和斗篷。與飛坦很合得來，經常一起行動。
在友克鑫市篇中，當團長被鎖鏈殺手給挾持時曾經懷疑派克，但後來還是接受派克的記憶彈，最後更是代替派克對小傑、奇犽說謝謝。
在貪婪之島篇中，對電玩遊戲很有興趣，與飛坦一同從巴特拉的手下中搶走一台貪婪之島遊戲機，並在之後得知除念師可能在貪婪之島而和旅團一起行動。
在嵌合蟻篇中，與佔領故鄉流星街的嵌合蟻展開廝殺擊敗敵人後，由於相當關心團長，還被成員取笑真像一個“相思的女孩”。離開蟻穴前和旅團成員秒殺被改造成嵌合蟻且欲解脫的人們。
在暗黑大陸篇中，跟隨旅團登上卡丁帝國的渡船。

俠客（Shalnark Ryusei）
- 配音員（第一作）：高戶靖廣（日本）；魏晶琦（台灣）；梁偉德（香港）
- 配音員（第二作）：日高範子（日本）；劉如蘋（台灣）；曹啟謙（香港）

幻影旅團團員（編號No.6）。操作系能力者。25歲，身高180cm，體重72kg。出身於流星街，精通各式各樣的知識，在旅團中負責處理與分析情報，擁有獵人執照，常常利用獵人網站收集需要的情報。
在友克鑫市篇中，替窩金調查到鎖鏈殺手可能居住的酒店，雖然叮嚀過窩金要小心行事，但事後仍自責當時自己沒有跟窩金行動。
在貪婪之島篇中，憑藉遊戲內的線索分析出貪婪之島位於現實世界，更以團長的預言詩推理出除念師可能在貪婪之島。
在嵌合蟻篇中，與佔領故鄉流星街的嵌合蟻展開廝殺。遇到同為操作系的嵌合蟻，而後利用自動操作模式消滅敵人。
在暗黑大陸篇中，將自己的念能力借給團長使用。當自己與庫嗶打算與團長會合前被西索給殺害。

富蘭克林·博爾多（Franklin Bordeau）
- 配音員（第一作）：金子幸伸、乃村健次（ep.71）（日本）；魏伯勤（台灣）；林保全（香港）
- 配音員（第二作）：木內秀信（日本）；陳彥鈞（台灣）；陳永信（香港）

幻影旅團團員（編號No.7）。放出系能力者。身高219cm，體重225kg。出身於流星街，是旅團初始成員兼創團時期的六名資深成員之一。個性老實，很照顧同伴。深色皮膚，耳垂很長，身型魁梧壯大，臉上有許多飾品及數道傷疤，造型似科學怪人。
在友克鑫市篇中，拍賣會上假冒為主持人，用念彈殺害大量在場的來賓（包括多奇諾）。在旅團中影響力不下於俠客，是隱性和事佬。當團長被鎖鏈殺手給挾持時，旅團成員曾為了是否去救團長而意見不合爆發口角戰爭，但在富蘭克林的說服下而平息。
在暗黑大陸篇中，跟隨旅團登上卡丁帝國的渡船。

小滴·紫（Shizuku Murasaki）
- 配音員（第一作）：豐後敦子（日本）；林凱羚（台灣）；梁少霞（香港）
- 配音員（第二作）：荒川美穂（日本）；錢欣郁（台灣）；凌晞（香港）

幻影旅團團員（編號No.8）。具現化系能力者。19歲，身高160cm，體重45kg，血型O型。出生於流星街，代替被揍敵客家族的席巴暗殺的團員入團。左撇子，性格健忘。十分信任團長，遵守旅團的規矩。在旅團中負責善後與搬運工作，由於能力相當稀有，被俠客稱為旅團中不可缺少的成員。
在友克鑫市篇中，拍賣會上殺害費婕和義瓦斂夫，並利用「凸眼魚」將現場的所有的參加拍賣會的來賓的遺體給清除（包括多奇諾）。
在嵌合蟻篇中，與佔領故鄉流星街的嵌合蟻展開廝殺，並與嵌合蟻的兵隊長派庫戰鬥中獲勝。
在黑暗大陸篇中，跟隨旅團登上卡丁帝國的渡船。

派克諾妲（Pakunoda）
- 配音員（第一作）：井關佳子（日本）；林凱羚（台灣）；蔡惠萍（香港）
- 配音員（第二作）：朴璐美（日本）；郭馨雅（台灣）；吳羨婷（香港）

幻影旅團團員（編號No.9）。特質系能力者。身高182cm，體重52kg，血型O型。出生於流星街，是旅團初始成員兼創團時期的六名資深成員之一。眼神冷漠，具有魔鬼般身材的女性。在旅團中負責調查與問話，由於能力相當稀有，被俠客稱為旅團中不可缺少的成員，對旅團和團長有著極為深厚的感情。
在友克鑫市篇中，為了救回被鎖鏈殺手挾持的團長，讓自己揹負酷拉皮卡定下的制約，即是不能透露任何有關他的情報。但派克諾妲仍將酷拉皮卡的資料製成念彈射入六位團員（瑪奇、芬克斯、飛坦、俠客、信長、富蘭克林）體內，使他們獲得記憶，自己也因違反制約，被酷拉皮卡纏繞心臟的「審判小指鏈」捏爆心臟而身亡。

剝落列夫·恩東戈（Bonolenov Ndongo）
- 配音員（第二作）：長（日本）；黃天佑（台灣）；麥皓豐（香港）

幻影旅團團員（編號No.10）。具現化系能力者。以全身繃帶遮掩身上孔洞的男子。是古東冬多族的族人，此族族人男性自三歲起就要在身上穿洞，以針穿透身體，然後再漸漸以粗棒替換，最後用空心的竹筒、木石等固定。透過起舞、身上的孔洞會發出聲響，並做為祭祀和祈禱之用。熟練的舞鬥士被列為與神同級，具有比長老更高的地位。剝落列夫將舞蹈及音樂融入自身的念能力。
在嵌合蟻篇中擊敗佔領流星街的嵌合蟻士兵。
在黑暗大陸篇中，跟隨旅團登上卡丁帝國的渡船。

窩金（Uvogin）
- 配音員（第一作）：竹本英史（日本）；陳旭昇（ep.51-56）→符爽（ep.66）→孫中台（ep.68）（台灣）；陳永信（香港）
- 配音員（第二作）：大塚明夫（日本）；林谷珍（台灣）；陳卓智→劉奕希（香港）

幻影旅團團員（編號No.11）。強化系能力者。33歲，身高258cm，體重189kg，血型B型。出生於流星街，是旅團初始成員兼創團時期的六名資深成員之一。頭腦簡單卻相當守時，旅團最強壯、力量最大的男人，意志堅定直來直往。原則身上不帶錢，想要的東西就用搶的，被俠客稱為是盜賊的模範生。對自己的肉體非常有自信，即使被火箭砲打中也沒事。在旅團中與信長一同擔任先鋒隊員。
在友克鑫市篇中，曾在勾德沙漠中獨自一人對抗四個陰獸成員並且獲勝（當時其他旅團成員都在一旁沒有出手幫忙，可看出團員們對窩金的力量相當有信心）。後來被酷拉皮卡利用鎖鏈給捉，雖然被成功救出卻為了跟酷拉皮卡一較高下。其後在郊外的峽谷進行激烈對決。最後被酷拉皮卡給拷問卻怎樣也不做任何回答，因而被他的「紀律小指鏈」捏爆心臟而身亡。

伊耳謎·揍敵客
幻影旅團團員（編號No.11），取代窩金位置加入旅團。自稱受西索委託來狩獵他，因此加入幻影旅團。詳見伊耳謎·揍敵客。
庫嗶（Kortopi）
- 配音員（第一作）：天神有海（日本）；林凱羚（台灣）；陳凱婷（香港）
- 配音員（第二作）：濱添伸也（日本）；陳彥鈞（台灣）；陳灝瑋（香港）

幻影旅團團員（編號No.12）。具現化系能力者。旅團中力量最弱小的人，身體大部分用頭髮遮蔽，臉部只能看到一隻眼睛。
在友克鑫市篇中，靠著自己的念能力「神的左手·惡魔的右手」大量複製拍賣會中的寶物來拍賣。也大量複製高樓大廈來隱蔽旅團在友克鑫市的藏身地點。
在暗黑大陸篇中，將自己的念能力借給團長使用，當自己與俠客打算與團長會合前被西索給殺害。

### 黑幫
十老頭（The Ten Dons）
聲－日本：小山剛志／不明；台灣：孫中台／陳彥鈞；香港：待查
全世界黑幫中的十位最高領導人，分別為六大陸十個地區的黑幫的首領。彼此之間不時會聚會，為友克鑫地下拍賣會的舉辦者。有著成千上萬的黑幫手下，其中最強手下是由十位武力高深的念能力者組成的戰鬥部隊「陰獸」。但後來拍賣會被幻影旅團襲擊加上陰獸也隨之戰敗之後，委託了揍敵客家族的桀諾和席巴消滅旅團團長庫洛洛。但在這之前團長先委託了揍敵客家族暗殺十老頭。最後十老頭遭到伊耳謎的襲擊而亡，當時正在和庫洛洛決鬥的桀諾和席巴也因此中斷決鬥。
善治（Zenji）
聲－日本：泉尚摯／龍田直樹；台灣：魏伯勤／陳彥鈞；香港：譚炳文
某黑幫首領，非常嫉妒諾斯拉幫靠妮翁占卜而快速崛起。在友克鑫中數次挑釁萊特·諾斯拉及酷拉皮卡（甚至對酷拉皮卡言語性騷擾），後來在諾斯拉派酷拉皮卡在拍賣標買火紅眼時故意喊價競標，讓諾斯拉幫最後花二十九億戒尼才買到，最後被生氣的酷拉皮卡嚇得動彈不得。
比恩（Bin）
聲－日本：小和田貢平／前田一世；台灣：符爽／陳彥鈞；香港：招世亮
黑幫十老頭底下的幹部，負責安排及聯絡在地下拍賣會的相關事宜。因發現來支援的武裝人員都被旅團打敗，緊急聯絡十老頭。之後並安撫各黑幫參與拍賣的人員，最後被瑪奇的念線殺害。

### 陰獸
梟（Owl/Fukurou）
聲－日本：鈴木淳／山中真尋；台灣：于正昇／陳彥鈞；香港：雷霆／林筠翔
具現化系能力者。帶著墨鏡。在幻影旅團打算搶劫地下拍賣會前用自己的能力把所有的寶物取走，給幻影旅團造成不少的困擾。蚯蚓等四人戰敗後，剩餘陰獸成員隨即在路上伏擊幻影旅團，利用「便利大裹布」曾活捉信長，但不久後陰獸就被旅團全滅。而後梟被旅團成員抓住帶給團長庫洛洛，自己遭飛坦拷問後能力也被庫洛洛偷走。由於庫洛洛使用偷來的能力不可以讓能力的原擁有者死掉，因此梟有可能是陰獸中唯一的倖存者。
便利大裹巾（Fan Fan Cross）
具現化出一條巨大的黑布，被布包裹起來的物體無論多大都可以縮小收納進去，也可隨時釋放出裡面的物體。
蚯蚓（Worm/Mimizu）
聲－日本：上別府仁資／大西健晴；台灣：符爽／黃天佑；香港：黃子敬／關令翹
外型在陰獸成員中最不像人類。在追擊幻影旅團行動中，打頭陣與窩金對戰，雖然揍窩金一下卻導致自己的右手關節嚴重脫臼骨折，之後並試圖把他拉進土裡面，但被窩金以「超破壞拳」一拳擊中導致身軀炸裂而亡。後來臨終前通知其他陰獸成員要全體出動才行。
地底行動能力（暫稱）
可在地下任意行走，在土裡能發揮比地面上更大的力量。可將敵人跟著拉入土裡。
病犬（Rapid Dog/Yamainu）
聲－日本：內藤玲／元村哲也；台灣：孫中台／陳彥鈞；香港：張炳強／張方正
強化系能力者，留著刺蝟髮型的瘦削男子。在追擊幻影旅團的行動中與窩金對戰，雖然成功咬傷窩金並讓他中毒四肢無法動作，但被窩金從口中噴出蛭的頭蓋骨貫穿頭部而亡。
牙齒強化（暫稱）
利用強化後穿透力極強的牙齒，以及唾液中的神經毒攻擊敵人，被咬傷的敵人會因此不能行動。
豪豬（Porcupine/Yamaarashi）
聲－日本：高橋章朗／坂熊孝彥；台灣：魏伯勤／宋昱璁；香港：鄺樹培／張裕東
操作系能力者，外型為一光頭的矮小男子。在追擊幻影旅團的行動中與窩金對戰，窩金的拳頭攻擊都被他的體毛所抵擋，而且刺扎在他手上讓他受傷。但最後被窩金的大吼震亡。
體毛針
能夠自由操控自己的體毛，可以任意變長、變硬或變軟，變硬時穿刺力極強（操作系與強化系的的複合技術），變軟時可以像彈簧一樣有彈性，因此可以抵擋各種的攻擊。
蛭（Leech/Hiru）
聲－日本：堀圭一郎／木内秀信；台灣：于正昇／林谷珍；香港：蘇強文／待查
操作系能力者。在追擊幻影旅團的行動中與窩金對戰，成功讓水蛭進入窩金體內並產卵。但最後被窩金一口咬掉腦袋而亡。之後窩金喝下大量啤酒將蟲卵排出。
水蛭操控（暫稱）
體內養著各種、無數的水蛭，可以操控這些水蛭進入他人的體內並在膀胱產卵。有些水蛭可以用來治癒傷病，有些則會使人在小便時因劇痛而慘死。

### 諾斯拉家族
萊特·諾斯拉（Light Nostrade）
聲－日本：西松和彦／伊藤榮次；台灣：孫中台→曹冀魯／林谷珍；香港：盧國權／朱子聰
黑幫諾斯拉家族的首領。本來是地方上的一個小頭目，靠著女兒妮翁的占卜預言能力爬到僅次於十老頭一級的高層職位，因此常被其他黑幫的人看不起，所以雇用護衛團來保護女兒妮翁，但自認為成功的重點在於掌握住有關即將要發生的事與未來的情報。在妮翁失去占卜能力之後陷入瘋狂與絕望。
妮翁·諾斯拉（Neon Nostrade）
聲－日本：前川優子／植田佳奈；台灣：楊凱凱／郭馨雅；香港：鄭麗麗／何寶珊
特質系能力者。黑幫諾斯拉家族的千金，萊特·諾斯拉的獨生女。是個人體收藏家。性格天真嬌縱只在乎自己的事，總是會向父親撒嬌去達成目的。很想收集到「柯爾柯公主木乃伊」、「窟盧塔族人的眼球」等而參加友克鑫拍賣會，但因幻影旅團打算搶劫地下拍賣會而未能達到目的。後來史庫瓦拉遇害的消息讓自己的近侍亞理沙崩潰而打消念頭。由於其獨特的預言能力而成為父親的財富源頭，因此有很多黑幫高層也會依賴此能力來占卜來預知即將發生的事件，使她父親靠自己的念能力來幫助獲得黑幫高層地位。後來其能力被庫洛洛·魯西魯給偷走。在王位繼承篇中，庫洛洛提到該能力已從書中消失，顯示她可能已經死去。
天使的自動筆記（Lovely Ghostwriter）
以自動筆記寫出四行詩的方式進行占卜。請被占卜的對象在紙上寫下姓名（筆名、藝名皆可）、出生年月日、血型，然後妮翁在同一張紙上寫下占卜文。若對方不在現場，則需要照片。若出現不詳的預言，只要聽從警告提前預防，即可迴避。不過妮翁無法預測自己的未來。
亞理沙（Eliza）
聲－日本：清水美那／荒川美穗；台灣：魏晶琦／錢欣郁；香港：待查詢
妮翁的年輕女性近侍，史庫瓦拉的女友。在史庫瓦拉遭幻影旅團的信長給殺害後情緒幾近崩潰。

### 諾斯拉護衛團
達佐孽（Dalzollene）
聲－日本：杉野博臣／子安武人；台灣：符爽／黃天佑；香港：張炳強／張錦江
諾斯拉保鏢隊長。具萊特·諾斯拉所述即使身中十發子彈也能夠承受。武器是畫有可增強念力寫有「神字」的刀。
選擇酷拉皮卡等四人為新的保鑣，負責下達指示與帶領團隊保護妮翁。正要把抓到的窩金交給黑幫之前得知陰獸被幻影旅團給殲滅的消息，但在要請黑幫（由幻影旅團所假扮）而被騙遭芬克斯給殺害，舊版動畫中為了史庫瓦拉一行人逃脫爭取時間而被窝金所殺，新版動畫則是沒有增加讓史庫瓦拉一行人逃脫爭取時間的桥段。
酷拉皮卡
具現化系能力者。諾斯拉保鏢成員。為了得到關於火紅眼流向的情報而加入諾斯拉幫。詳見酷拉皮卡。
旋律（Melody）
聲－日本：TARAKO／富永美衣奈；台灣：楊凱凱、蔣篤慧（代班，ep.67-70）／劉如蘋；香港：陸惠玲／曾佩儀
放出系能力者。音樂獵人，具有非凡聽力，能從心跳聲判斷他人內心，也可用於遠距離偵察。能夠演奏音樂以鎮靜眾人的不安，是少數能讓酷拉皮卡敞開心房的人。由於曾經聽過暗黑奏鳴曲長笛的樂章使自己的身體受到極大的摧殘，雖然因此獲得念能力，但從此決心找到「暗黑奏鳴曲」的樂譜並將它銷毀，以免它再度危害人間。
和酷拉皮卡在搭火車前往諾斯特拉家族應試途中認識，於友克鑫市中受酷拉皮卡所託照顧妮翁，同時也有協助追捕旅團。事件過後對雷歐力的心音大為讚賞，亦結識小傑和奇犽等人，認同他們與酷拉皮卡之間的友情。第13代會長選舉期間有去探望瀕死的小傑並替其把守醫院。暗黑大陸篇中，被酷拉皮卡邀請加入調查成為卡丁帝國第十王子的保鑣。
芭蕉（Basho）
聲－日本：木內秀信／中根徹；台灣：孫中台／林谷珍；香港：梁志達／葉振聲
具現化系能力者。性格似乎較大剌剌，不拘小節。擅長使用祖國的「俳句」來當武器。
在友克鑫市中被幻影旅團的實力所震懾後都與旋律守在妮翁身邊。暗黑大陸篇中，被酷拉皮卡邀請加入調查，成為卡丁帝國第七王子的保鑣。
流浪的大俳人（Great Haiku Poet）
只要書寫俳句就能實現句子中所提到的事，但若是俳句寫得不好，效果也會很差。
費婕（Baise）
聲－日本：大田詩織／長澤美樹；台灣：林美秀（ep.48-50）→魏晶琦（ep.51-52）／錢欣郁；香港：曾秀清／魏惠娥
操作系能力者。習慣將長髮綁成高束的女性。在加入保鏢的測試會中親吻史庫瓦拉讓他說出答案，後來正式加入諾斯拉幫。在地下拍賣會時被指派進入會場買拍賣品，後來發現幻影旅團入侵會場殺害參與競標的顧客群時受夏奇莫諾的掩護下逃走，結果在逃跑過程中被小滴從背後用「凸眼魚」給殺害。舊版動畫中，酷拉皮卡用鎖鏈探測到沾滿費婕血跡的首飾得知費婕與義瓦斂夫和夏奇莫諾已經遇害，新版動畫則是捕捉窩金之後才得知費婕與義瓦斂夫和夏奇莫諾的遇害訊息。
180分的戀愛奴隷（Instant Rubber）
只要被費婕親吻過的男人都會變成她的奴隸。
史庫瓦拉（Squala）
聲－日本：森訓久／鈴木琢磨；台灣：魏伯勤（ep.48-50）→符爽（ep.52-55）→孫中台（ep.64-66）／陳彥鈞；香港：林國雄／劉昭文
操作系能力者。飼養著多種類的犬隻。跟妮翁的侍女亞里沙是戀人關係，想和亞里沙脫離黑幫生活但因沒有獵人執照而無法找到新的工作。
在酷拉皮卡等人來應徵保鏢時擔任潛伏者，先是被酷拉皮卡和旋律識破其臥底身分，試圖掩飾時被芭蕉以能力做威脅還被費婕親吻操控而套問出答案，最後認可四人的實力。後來因負責看守拍賣得來的複製品火紅之眼被信長等人的追擊，先被派克諾妲給擒住探取記憶，後來得知他們拿亞里沙做為威脅而最後被信長給斬首。
飼犬操控（暫稱）
可以操控他飼養的狗並讓他們作偵查、守衛等複雜工作。
夏奇莫諾·多奇諾（Shachmono Tocino）
聲－日本：石川正明／大西健晴；台灣：于正昇（ep.48-50）→魏伯勤（ep.51-52）／宋昱璁；香港：潘文柏／鄧志堅
放出系能力者。職業獵人。
在酷拉皮卡等人來應徵保鏢時，故意混在其中用他的念能力攻擊其他應徵者來測驗他們，但因為念人未攻擊自己而被酷拉皮卡識破。之後和義瓦斂夫、費婕一起進入地下拍賣場參加拍賣卻遭到幻影旅團的襲擊，試圖利用能力掩護自己、義瓦斂夫、費婕逃脫，最後遭到富蘭克林用念彈給槍殺。
屋簷下的11人（Eleven Black Children）
以氣製造出的11個戰鬥員，8個使用劍，3個使用槍，並對其下達「攻擊周圍最近的敵人」。控制距離最多只有幾公尺。
義瓦斂夫（Ivlenkov）
聲－日本：小和田貢平／伊藤榮次；台灣：孫中台／林谷珍；香港：招世亮／待查
諾斯拉保鏢成員，身材高大。他和多奇諾、費婕一起進入地下拍賣場參加拍賣卻遭到幻影旅團的襲擊，受多奇諾命令和費婕通報達佐孽衝出會場時遭到小滴用「凸眼魚」給殺害。
凜仙（Linssen）
聲－日本：濱添伸也
諾斯拉保鏢成員，臉部消瘦。在友克鑫地下拍賣會時，負責入口外的監視。職業獵人，後來在會長選舉篇亦現身參與投票。

### 其他相關者
伊茲拿比／水見（Izunavi／Mizuken）
聲－日本：矢尾一樹（ep.45）→小山剛志（ep.56）／相澤正輝；台灣：符爽／林谷珍；香港：梁志達／黃啟昌（TVB）
職業獵人。教導酷拉皮卡念能力的師父。黑髮蓄鬍的中年人。指導念能力時得知酷拉皮卡因為要復仇，渴望得到隻身面對所有敵人的力量，而勸戒酷拉皮卡放棄復仇，因此鬧不愉快，但仍協助酷拉皮卡完成念的修行。暗黑大陸篇中，被酷拉皮卡邀請加入調查，成為卡丁帝國第六王子的保鑣。眾人乘船期間曾擔任搖滾樂手登台表演。
仙派（Zepile）
聲－日本：山野井仁／菊池正美；台灣：于正昇／黃天佑；香港：陳永信／麥皓豐（TVB）
原本是一名贗作家，在友客鑫市回收以前的作品，因而與小傑等人結識並成為朋友。教小傑和奇犽許多古董及贋作的相關知識，並答應幫忙他們籌錢。為了贖回小傑的獵人執照，幫他去買賣物品賺錢。但因為沒能在約好的期限之前賺到足夠的錢又好面子，而拿內臟去抵押欠債。為了要還錢而去參加第288期獵人試驗，但被奇犽打倒淘汰。

## 貪婪之島篇

### 遊戲玩家

#### 小傑組
比司吉·酷露佳（Biscuit Krueger）
聲優－日本：樋口智惠子（ep.75-78）→木村亞希子（ep.79-92）、荻野崇（原來姿態）／橫山智佐；台灣：林凱羚／錢欣郁；香港：梁少霞／鄭麗麗（TVB）
變化系能力者。二星獵人，寶石獵人。外表雖然是個小女孩，實際上是57歲、魁梧壯碩的高大女性。因為討厭原本的樣子，所以將自己變為小女孩。為雲古的師父。身高；156公分（變小時）260公分（原本的樣子），體重；46公斤（變小時）150公斤（原本的樣子）。
G‧I小傑組，絕茲絕拉的考選會合格者。參加貪婪之島的目標是為了得到遊戲裡的美麗寶石「藍色行星」，在遇見小傑和奇犽後本來是想以破壞他們感情為目的，但之後發現他們是可造之才而開始協助他們訓練念能力，更啟發了他們的必殺技。 與小傑和奇犽一同將貪婪之島破關後暫時分道揚鑣。
嵌合蟻篇曾再次相遇，並訓練小傑和奇犽，令他們功力更進一步。在第13代會長選舉時也榜上有名，但本人則在小傑的醫院裡跟大夥一起照顧瀕死的小傑。
在暗黑大陸篇中，受奇犽所託協助酷拉皮卡，成為卡丁帝國第十三王子的保鑣。
魔法美容師（Magic Esthétique）
具現化出美容師曲其，她能提供舒服無比的按摩技術，可以使多餘的脂肪燃燒，身心進入極樂的境界，也能夠將氣化為特別的乳液，塗在皮膚上可以達到返老還童及美容的效果。曾用此能力幫助過度訓練的小傑和奇犽迅速回復元氣。
桃色氣息（Piano massage）
能夠在30分鐘內得到相當於睡眠8小時的效果。

#### 絕茲絕拉組
絕茲絕拉（Tsezguerra）
聲優－日本：水木龍司／梁田清之；台灣：于正昇（ep.71-74）→曹冀魯（ep.82-88）／黃天佑；香港：朱子聰（TVB）
一星獵人，賞金獵人。擅於運用念的攻防移動，但戰鬥直覺和身體能力因太久沒作基礎訓練而未處在應有的水準。
G‧I絕茲絕拉組，與羅多力、多布魯、巴力為一組，被大富豪巴特拉僱用來攻略貪婪之島，兼任審查應徵的玩家，是被認為最靠近破關的人。在遊戲中與小傑一行人合作戰勝磊札並取得「一坪的海岸線」，但過程中被磊札的強力扔球擊中而受傷。之後和炸彈魔一行人展開消耗戰以爭取時間，回到現實世界時得知巴特拉已經取消委託，他在取得七成報酬並與果列奴談妥條件後就退出遊戲。
巴力（Barry）
聲優－日本：中尾良平／山中真尋；台灣：魏伯勤（ep.82）／待查
職業獵人。G‧I絕茲絕拉組，在攻略「一坪的海岸線」的運動比賽中，以拳擊的項目獲得一勝。之後在與甘舒交戰時突然得知巴特拉臨時取消委託，因此退出遊戲。
洛多利透（Rodriot）
聲優－日本：石塚堅／永野廣一；台灣：符爽（ep.82）／待查
職業獵人，特徵是皮膚黝黑。G‧I絕茲絕拉組，在攻略「一坪的海岸線」的運動比賽中，以保齡球的項目獲得一勝。之後在與甘舒交戰時突然得知巴特拉臨時取消委託，因此退出遊戲。
凱四（Kess）
聲優－日本：永野善一／濱田賢二；台灣：于正昇（ep.82）／待查
職業獵人，具現化系能力者。G‧I絕茲絕拉組，在攻略「一坪的海岸線」的運動比賽中，以籃球的項目獲得一勝。在絕茲絕拉組與炸彈魔三人組的游擊戰對抗中，他的雷達能力發揮了重要的效果。之後在與甘舒交戰時突然得知巴特拉臨時取消委託，因此退出遊戲。
果列奴（Goreinu）
聲優－日本：鳥海浩輔／天神英貴；台灣：曹冀魯／陳彥鈞；香港：待查／陳卓智（TVB）
職業獵人，操作系能力者。G‧I絕茲絕拉組，原為單打獨鬥的玩家，絕茲絕拉的考選會合格者。
與小傑、奇犽在指定卡片收集50張以上的組別交換情報時認識，後來共同攻略「一坪的海岸線」，參與和磊札的躲避球比賽，曾運用他的能力黑色賢人打中磊札一次，但後來被他的球打昏。之後改與絕茲絕拉組一起合作拖延炸彈魔的時間，後也分得巴特拉提供的部分報酬，並幫助小傑他們破關。
第13代會長選舉期間，有去探望瀕死的小傑，並替其把守醫院。
白色賢人（White Goleine）
製造出白色的大猩猩，可與果列奴本人瞬間交換位置。
黑色賢人（Black Goleine）
製造出黑色的大猩猩，可與他人瞬間交換位置。

#### 炸彈魔組
甘舒（Genthru）
聲優－日本：小山剛志／吉野裕行；台灣：符爽／黃天佑；香港：李錦綸／鄧志堅
具現化系能力者。特徵是戴眼鏡，性格殘忍無情，行事謹慎但相當卑鄙。
G‧I炸彈魔組，為炸彈魔一夥的首領。在破關集團中潛伏五年，並悄悄在所有人身上安裝炸彈，最後以此為威脅取得了該隊伍的所有卡片，並殺死了阿本加聶以外的所有破關集團的成員，其行為觸怒了小傑。後來為了奪取「一坪的海岸線」和「奇運亞歷山大變色石」而與小傑等人交戰，其後在與小傑的單挑中被小傑利用策略擊敗。
一撮火藥（Little Flower）
手上覆蓋強大的念來保護自己的手，之後觸摸敵人身體即可進行爆破，威力雖不及「生命之音」，但仍具有強大的殺傷力。
生命之音（Countdown）
觸碰對方身體並說出『炸彈魔』即可安裝念的炸彈，被安裝者碰到甘舒並說出『抓到炸彈魔』即可解除炸彈。為安裝者詳細說明自己的念能力，是啟動「生命之音」的條件。倒數數字為6000，倒數速度為被安裝者的心跳速度。與兩個夥伴拇指重合喊出『解放』時，即可引爆所有已啟動的「生命之音」。
巴拉（Bara）
聲優－日本：遊佐浩二／濱田賢二；台灣：魏伯勤／林谷珍；香港：待查／陳耀楠
G‧I炸彈魔組，外型為黑色長髮的男子。在與小傑一行三人的決鬥中，追擊比司吉並與其戰鬥。被恢復原型的比司吉打飛出去而受到重傷。後來在甘舒的要求下，小傑利用「大天使的氣息」將他治療痊癒。
沙布（Sub）
聲優－日本：吉野裕行／橫尾博之；台灣：于正昇／陳彥鈞；香港：待查／李安邦
G‧I炸彈魔組，外型為黃色短髮(新版為紅髮)、瞇瞇眼。在與小傑一行三人的決鬥中，與奇犽作戰，雖然基礎實力強過奇犽，但被奇犽以電擊配合溜溜球的策略打敗。

#### 破關集團組
尼肯斯（Nickes）
聲優－日本：乃村健次／家中宏；台灣：于正昇（ep.74-75）→曹冀魯（ep.79-80）／待查
G‧I破關集團組，破關集團的初始成員之一。對於將G‧I破關有著相當縝密的計畫，是最初邀請小傑與奇犽加入的人，但是被小傑拒絕。和其他成員一樣身體被甘舒裝上炸彈，為了夥伴們的性命決定將所有收集來的卡片都交出去，但被甘舒等人違背承諾用「解放」引爆炸彈而死亡。
阿本加聶（Abengane）
聲優－日本：平川大輔／花輪英司；台灣：正昇／宋昱璁；香港：待查／張方正
除念師，具現化系能力者。外型為短捲髮黑膚色的男子。G‧I破關集團成員，絕茲絕拉的考選會合格者。
參與破關集團最後一期的成員，和其他成員一樣身體被甘舒裝上炸彈，但他悄悄利用除念能力將自己的炸彈取出，是破關集團成員中唯一的倖存者，之後便獨自行動。其後幻影旅團由西索牽線找上他，並幫庫洛洛成功除念。
除念
藉由森林精靈之力搭配自己的念創造出能吃掉念能力的念獸，念獸可阻止念能力發生作用，但必須找到能確實消除念能力的方法才能使念獸離開。
普哈特（Purhat）
聲優－日本：宮野隆矢／二又一成；台灣：魏伯勤／黃天佑；香港：蕭徽勇（TVB）
G‧I破關集團成員，絕茲絕拉的考選會合格者，考選會上曾給小傑與奇犽建議，進入遊戲後加入破關集團。和其他成員一樣身體被甘舒裝上炸彈，由於該集團對於是否要交出卡片給甘舒的決定上意見不合，他欲代表集團至G．I外與甘舒進行交涉，但被甘舒殺害。
吉士杷（Jispa）
聲優－日本：遊佐浩二／青柳尊哉；台灣：符爽／林谷珍
G‧I破關集團組，破關集團的初始成員之一，集團中的頭號戰鬥員。甘舒表明炸彈魔身份時第一時間上前攻擊，卻反遭甘舒的「一撮火藥」攻擊而重傷，在交涉完成前就已經死亡。
阿薩姆（Assam）
聲優－日本：石塚堅／横尾博之；台灣：孫中台／待查
G‧I破關集團組，破關集團的初始成員之一。曾與尼肯斯他們一起在廣場邀請新人加入，他對於獎金較為執著，在有人提議放棄卡片給炸彈魔時，他還與之起口角。後來被甘舒等人用「解放」引爆炸彈而死亡。
諾母地（Nomdieu）
聲優－日本：坂熊孝彦；台灣：于正昇／待查
G‧I破關集團組，破關集團的初始成員之一。曾與尼肯斯他們一起在廣場邀請新人加入。後來被甘舒等人用「解放」引爆炸彈而死亡。
伊沙克（Isaac）
聲優－日本：横尾博之；台灣：孫中台／待查
G‧I破關集團組，破關集團的初始成員之一。曾與尼肯斯他們一起在廣場邀請新人加入。後來被甘舒等人用「解放」引爆炸彈而死亡。
空大奇（Contarch）
聲優－日本：飯田利信；台灣：孫中台／待查
G‧I破關集團組，外表特徵是爆炸頭。在將「離開」交給炸彈魔等人時，被巴拉狠狠揍了一拳。後來被甘舒等人用「解放」引爆炸彈而死亡。
可茲夫托洛（Kosofftro）
聲優－日本：高戶靖廣／村上裕哉；台灣：于正昇／待查
G‧I破關集團組。破關集團成員用咒語回到藏身處時，為了防止基地位置洩漏，必須先喊他的名字到他附近，在經由其他夥伴帶領前往基地。

#### 其他組別玩家
賈自舒（Kazsule）
聲優－日本：高橋廣樹（ep.76）→加瀨康之（ep.82-83）／岡林史泰；台灣：于正昇（ep.76）→曹冀魯（ep.82-83）／宋昱璁
G‧I賈自舒組。曾成功搶奪小傑等人的「真實之劍」，後來籌組十五人小組，一起參與找尋「一坪的海岸線」，但挑戰失敗，後來被炸彈魔所殺。
尼克邱（Nick Cue）
聲優－日本：村上裕哉；台灣：待查；香港：周倚天（TVB）
G‧I賈自舒組。十五人小組成員，一起參與找尋「一坪的海岸線」，但挑戰失敗，後來被炸彈魔所殺。
蘇海（Souheil）
聲優－日本：吉野裕行／坂熊孝彦；台灣：待查
G‧I賈自舒組。十五人小組成員，一起參與找尋「一坪的海岸線」，但挑戰失敗，後來被炸彈魔所殺。
雅士妲（Asta）
聲優－日本：陰山真壽美／豊嶋真千子；台灣：魏晶琦／郭馨雅
G‧I雅士妲組。十五人小組成員，她知道許多小傑他們不知道的遊戲資訊，曾質疑小傑等人是否有足夠的合作價值，一度與奇犽吵架賭氣，其後一起參與找尋「一坪的海岸線」，但挑戰失敗，後來被炸彈魔所殺。
阿麻奈（Amana）
聲優－日本：永吉由佳／戶田惠；台灣：林凱羚／待查
G‧I雅士妲組。十五人小組成員，一起參與找尋「一坪的海岸線」，她是首先發現十五人以上同行往壽富拉比可能是觸動找尋一坪的海岸線線索的關鍵，但挑戰失敗，後來被炸彈魔所殺。
滿黑姆（Manheim）
聲優－日本：坂熊孝彥；台灣：符爽／待查
G‧I雅士妲組。十五人小組成員，一起參與找尋「一坪的海岸線」，但挑戰失敗，後來被炸彈魔所殺。
牙比比（Yabibi）
聲優－日本：金光宣明；台灣：待查
G‧I牙比比組，年紀較大的男性。十五人小組成員，一起參與找尋「一坪的海岸線」，但挑戰失敗，後來被炸彈魔所殺。
夢陀（Montreux）
聲優－日本：遊佐浩二／永野廣一；台灣：魏伯勤／待查
G‧I牙比比組，放出系能力者。十五人小組成員，一起參與找尋「一坪的海岸線」，在拳擊比賽中用大量的念彈攻擊對手，但被瞬間移動的近身猛擊一拳打中下顎落敗，後來被炸彈魔所殺。
杭傑（Hanse）
聲優－日本：石塚堅／村上裕哉；台灣：魏伯勤／待查
G‧I杭傑組。十五人小組成員，一起參與找尋「一坪的海岸線」，但挑戰失敗，後來被炸彈魔所殺。
傑荷（Zeho）
聲優－日本：竹本英史／岡林史泰；台灣：魏伯勤／待查
G‧I杭傑組，強化系能力者。十五人小組成員，一起參與找尋「一坪的海岸線」，在潑波潑的相撲對戰中自願上場但落敗，奇犽認為他光是發動這點程度的「練」就花費這麼多時間，自己不用念能力就能打敗，後來被炸彈魔所殺。
元里（Wong Li）
聲優－日本：浦田優；台灣：待查
G‧I杭傑組。十五人小組成員，一起參與找尋「一坪的海岸線」，但挑戰失敗，後來被炸彈魔所殺。
貝拉木兄弟／加西塔·貝拉木、戎次克·貝拉木（Bellam Brothers/Gashta Bellam, Zetsk Bellam）
聲優－日本：竹本英史→遊佐浩二（兄）、平川大輔→竹本英史（弟）／花輪英司（兄）、坂熊孝彦（弟）；台灣：魏伯勤（兄）、符爽（弟）／待查
職業獵人，G‧I玩家，絕茲絕拉的考選會合格者，是一個用暴力手段達成目的而出名隊伍。在小傑等人拿到「統治者的祝福」時，他們突然出現要搶奪卡片，結果兩三下就被打倒。

#### 其他單人玩家
匕諾透（Binolt）
聲優－日本：原澤勝廣、早川沙希（少年）／陶山章央、宮川美保（少年）；台灣：符爽／黃天佑；香港：林保全／關令翹、黃麗芳（少年）（TVB）
賞金獵人，同時也是遭到通緝懸賞的在逃犯人。特質系能力者，用剪刀作為武器，喜歡吃22歲的女性的肉。年輕時撿到有錢人掉落的包包，欲歸還給包包主人卻反被暴打和羞辱了一番，被打倒在地上時看到眼前掉落在地上的剪刀，盛怒之下便拾起剪刀殺了包包主人，並開始了犯罪及逃亡生涯。G‧I玩家。身為武鬥家的他知道比司吉的本質後要求和她一較高下，但戰敗受到重傷，比司吉指示他作為給小傑他們修行的交戰對手，兩週內要避開小傑他們的攻擊，不到一天小傑他們就達成了，但是小傑並不滿足，希望能以一對一的方式打倒他，之後向小傑他們投降後便離開遊戲去自首。
切割美容師
利用其手上的剪刀剪斷他人的頭髮吃掉之後就能得到連當事人都不知道的肉體資訊，包括疾病、遺傳性資質的強度皆可完全掌握。
摩塔利切（Motaricke）
聲優－日本：竹本英史／山中真尋；台灣：魏伯勤（ep.76）→曹冀魯（ep.82）／待查；香港：梁偉德（TVB）
G‧I玩家。因為能力不夠，無法離開遊戲好幾年，已在遊戲中結婚成家，還有穩定的工作，必須為負擔家計而努力，在安多奇拔想要用卡片搶走奇犽和小傑獲得的真實之劍拿去賣錢，最後雖然出手但失敗。後來他又被炸彈魔三人組用炸彈來威脅並控制，幫他們用風險骰子和寶籤來求取卡片，所幸並未丟到大兇。
拉它沙（Latarza）
聲優－日本：葛城政典／元村哲也；台灣：魏伯勤／待查
G‧I玩家。躲在起點的平原附近，對新近玩家施加咒語，曾在小傑、奇犽剛進遊戲時確認他們沒有卡片，並對奇犽施了追蹤的咒語，後來被奇犽的眼神嚇跑。後來被芬克斯、飛坦搶走卡片並殺害。
基多（Jeet）
G‧I玩家，絕茲絕拉的考選會合格者，是選考會第一個合格者，加入遊戲沒多久就被炸彈魔殺害。

### 遊戲製作人
金·富力士
G‧I遊戲製作人"G"。為貪婪之島遊戲開發的主要負責人，在遊戲裡將自己的名字（GING）調換成「尼古」（NIGG）作為他的假名。詳見#金
磊札（Razor）
聲優－日本：古澤徹／黑田崇矢；台灣：魏伯勤／林谷珍；香港：待查／李錦綸
G‧I遊戲製作人"R"。放出系能力者。負責貪婪之島放出系的系統，咒語的移動及排除外敵，有把嘗試用不正當手法進入遊戲的人驅逐的專用卡，曾以此將渡海來到貪婪之島的幻影旅團趕出島外。
原本是被金捉住的死刑犯，但因為金的信賴而雇用他。後來與小傑等人用躲避球進行比賽，最後被西索反彈回去的球打出場外而敗北。戰敗後和小傑談及金的往事，其後帶著部下們離開壽富拉比。
14人的惡魔
能召喚出編號0到7號的念獸，有著敏捷的速度和強大的力量，念獸之間能互相合體以增強個體的力量。
艾蓮娜（Elena）
聲優－日本：荒木香惠／高橋美佳子；台灣：楊凱凱／郭馨雅；香港：待查／陳皓宜
G‧I遊戲製作人"E"，與另一製作人依妲是雙胞胎。待在出島的唯一港口，負責把人送出島外及進行破關的手續等。被金要求設定為如果破關者使用「磁力」的話就飛去他那裡，如果使用「同行」的話就飛去凱特那裡。
依妲（Eta）
聲優－日本：荒木香惠／高橋美佳子；台灣：林凱羚（ep.74）→楊凱凱（ep.91）／劉如蘋；香港：待查／陳皓宜
G‧I遊戲製作人"E"，與另一製作人艾蓮娜是雙胞胎。待在進入島內的起始地點，負責進島的遊戲說明和關於NO.000的出題。曾察覺到旅團入侵島內而通知磊札處理。
篤恩（Dwun）
聲優－日本：井手裸王／鈴木琢磨；台灣：魏伯勤／陳彥鈞；香港：待查／麥皓豐
職業獵人，外型髒亂的大叔。G‧I遊戲製作人"D"。負責給予問答比賽以及破關獎勵，住在裏美路的G‧I城。小傑和奇犽他們在破關之後見到他，跟他聊到有關金的事情。為了配合遊戲名稱，被金強迫改變名字的拼音（Wdwune→Dwun），讓他相當不滿，但似乎因此運氣變好，交到女朋友也變有錢。
李四特（List）
聲優－日本：野島裕史／安濟知佳；台灣：于正昇／錢欣郁；香港：待查／黃玉娟
職業獵人，金色頭髮的少年。G‧I遊戲製作人"L"。與篤恩一起住在裏美路的G‧I城，負責向破關的小傑作過關報酬的說明。

### 其他相關者
巴特拉（Battera）
聲優－日本：岐部公好／梅津秀行；台灣：孫中台（ep.71-74）→符爽（ep.88）／待查；香港：待查／盧國權
是一個大富豪。在南匹斯拍賣會上買下了所有的貪婪之島，花掉了總資產的一半。其目的是為了救回因交通事故陷入昏迷的情人。因而需要遊戲中的寶物「大天使的氣息」與「魔女的返老還童藥」。其後雇用相當多的好手進入遊戲替他破關，凡是成功破關的人，他將給予500億戒尼的報酬。後來情人死亡，一切回天乏術，並取消了破關報酬，以350億戒尼作為違約金。
捷特沙里（Jeitsari）
職業獵人。個人擁有7套貪婪之島遊戲。本人仍然在G‧I中進行遊戲，並且委託他的律師訂出以下契約：『在2000年1月1日前，只要有人能公開並證明自己破解貪婪之島遊戲，就算當時連我在內的七名玩家都還在進行遊戲，我也願意將這七套遊戲和遊戲機，無條件提供給南匹斯拍賣會，不收取分文，將破關夢想，託付給有才能的後進們』。
薩巴茲席（Sabazushi）
聲優－日本：村上裕哉；台灣：待查
為大富豪巴特拉所僱用，擔任守護G‧I遊戲放置的古城的武裝兵領導者，後來因巴特拉的情人去世，因此解除武裝。絕茲絕拉用離開回到古城時，發現都沒人看守，因此要找薩巴茲席，結果他正在睡覺，起來才跟絕茲絕拉說明契約已經解除之事。
波撥波（Bopobo）
聲優－日本：乃村健次／金光宣明；台灣：符爽／待查；香港：劉昭文（TVB）
身材肥胖的男子。在G‧I中被雇用來作為遊戲角色的死刑犯，是守護指定卡片「一坪的海岸線」的海盜成員。被奇犽以酒和電擊燒傷因而懷恨在心。後來因違反約定並起了反意及洩漏關於G‧I的秘密，遭到磊札以念球擊斃身亡。

## 嵌合蟻篇

### 生物調查團
由凱特率領所率領，一群優秀的業餘獵人所組成的調查團。負責在卡丁國作生物調查。
凱特
具現化系能力者。率領生物調查團。詳見#鯨魚島
史提克·迪納（Stick Dinner）
聲優－日本：山中真尋；台灣：陳彥鈞
業餘獵人。與凱特一起行動，在卡丁國作生物調查的成員之一。負責做晚餐。家鄉是一座礦山，與史蘋是同鄉，他們希望守護礦山及僅在該地棲息的小嘴天鵝，因而在凱特的借貸之下，買下了礦山附近的土地。後來有和凱特、小傑、奇犽一起進入NGL，到中途被凱特交待回到國境通知協會。
芭娜娜·卡巴歐（Banana Kavaro）
聲優－日本：安野希世乃；台灣：劉如蘋；香港：魏惠娥（TVB）
業餘獵人。與凱特一起行動，在卡丁國作生物調查的成員之一。年輕女孩。有養一隻狗，並將其用於調查。
林·可西（Lin Koshi）
聲優－日本：濱添伸也；台灣：黃天佑；香港：鄧港文（TVB）
業餘獵人。與凱特一起行動，在卡丁國作生物調查的成員之一。戴眼鏡，講話容易緊張，生物知識豐富。是同行中發現新生物種類最多的成員，三年內找到1079種新生物。
史蘋娜·克洛（Spinner Clow）
聲優－日本：松元惠；台灣：錢欣郁；香港：葉曉欣（TVB）
業餘獵人。與凱特一起行動，在卡丁國作生物調查的成員之一。喜歡吃泡泡糖。家鄉是一個礦山，與史提克是同鄉，他們希望守護礦山及僅在該地棲息的小嘴天鵝，因而在凱特的借貸之下，買下了礦山附近的土地。曾在從NGL回來的車上激勵小傑。
文泰·尤拉斯（Monta Yuras）
聲優－日本：金光宣明；台灣：林谷珍；香港：巫哲棋（TVB）
業餘獵人。與凱特一起行動，在卡丁國作生物調查的成員之一。身材高大。後來他發現斷肢是嵌合蟻。
波東果·拉波依（Podungo Lapoy）
聲優－日本：佐武宇綺；台灣：郭馨雅；香港：羅孔柔（TVB）
業餘獵人。與凱特一起行動，在卡丁國作生物調查的成員之一。身材矮小，皮膚黑。後來有和凱特、小傑、奇犽一起進入NGL，到中途被凱特交待回到國境通知協會。

### 嵌合蟻討伐隊
莫老五·麥卡拿錫（Morel Mackernasey）
聲優－日本：楠大典；台灣：陳彥鈞；香港：陳欣（TVB）
操作系能力者。一星獵人，因討伐嵌合蟻的功績有望晉升到三星。海洋獵人。嵌合蟻討伐隊的一員。
隨著會長而來的嵌合蟻討伐隊其中一人。性格相當豪放，做事沉穩，能夠冷靜的做出正確的判斷。為拿庫戮和秀托的師父。熟水性，對肺活量相當有自信。武器是巨大的煙斗。能操控煙霧變成各種物體，可用於攻擊或偵查。
在幾次與嵌合蟻的對戰中，先是破解了基度的念能力，之後靠著強大的肺活量戰勝並殺死磊歐陸。進入宮殿後，在身心狀況較差的情形上對上護衛軍梟亞普夫，利用其念能力「監獄封鎖」將其暫時困住，受到對方心理戰的影響將他放走，其後挺身救援正在對戰孟徒徒尤匹的拿庫路，在戰鬥中重傷差點死亡，拿庫戮為了救他而解除了尤匹身上的「天上不知唯我獨損」，但依然成功讓三護衛中其二遠離蟻王，之後他因嵌合蟻事件的表現有望晉升為三星獵人。
在第十三代會長選舉，進入第五輪投票排名第八，主張要重視對付外來種的政策。同時為了拯救瀕死的小傑努力張羅安排各種醫療配備與設施。
在暗黑大陸篇將與獵人協會搭船造訪邊界海域的守門人。
紫煙拳（Deep Purple）
利用煙斗吹出來的菸能夠變化成各式各樣的東西，並且對其進行操控。不僅可以變化成戰鬥部隊來進行攻擊，也能變化成數量眾多的小白兔來用於偵查。另外還變過繩索、船等。莫老五認為自己的「紫煙拳」是最能夠隨機應變的能力。
紫煙機兵隊（Deep Purple）
先發出念的核心並以煙霧將其覆蓋即可操縱由煙霧構成的人偶（可改變外貌），最大數量可達到216隻，但無法下達複雜的指令，50隻左右是莫老五可精密操控的數量。
監獄封鎖（Smokey Jail）
用煙做出一個牢籠，雖然沒有攻擊力，但是堅不可催。
諾布（Knov）
聲優－日本：三木真一郎；台灣：林谷珍；香港：黃啟昌（TVB）
放出系能力者。職業獵人。嵌合蟻討伐隊的一員。
隨著會長而來的嵌合蟻討伐隊其中一人。經常穿黑西裝，面容斯文俊秀，個性沉穩冷靜。龐姆的愛慕對象兼師傅。其念能力為「四次元公寓」，曾多次誘使嵌合蟻入內和尼特羅會長交戰以削減蟻兵數目，其能力是嵌合蟻討伐戰的關鍵之一。
曾出手解決在空中偵查的兵隊長弗拉塔，在作戰開始前潛入皇宮佈置了出入口，此時感受到普夫的兇惡之氣而身心受創，使他恐懼到白了頭髮以至禿頭，因此無法久待在作戰前線而轉為後勤支援，全力確保維持「四次元公寓」的進出以及在遠處進行偵察任務，後於混戰中救走重傷的秀托和莫老五。
嵌合蟻討伐戰結束後，為了拯救瀕死的小傑出錢出力運送及購置醫療器材及人員，是一直陪伴著小傑的同伴之一，諾布表示「小傑是英雄，他值得我們這麼做」。
在暗黑大陸篇駐於中途基地，負責對該處的物資及人員流通進行管理，而獵人協會為了處理中途基地與黑暗大陸之間的運輸積極尋找和諾布能力相似的念能力者。
四次元公寓（Hide And Seek）
用念具現化出的空間，由有4層樓共21個房間組成，每個房間完全獨立，在房間裡任何通訊都無法使用，進入房間的同時，入口就會關閉，因此要回現實世界只能從另一個門出去。一間房間可以設置兩個以上的房間入口，入口數量的上限因房間大小而異。出口就是進來的入口，因此原則上只能從同一個地方進出。不過諾布手上的總鑰匙可以從裡面將出口連向任何一個入口。
開窗者（Scream）
從雙手中創造出小範圍的念空間，將念空間框住的部分拉入空間中，能以此切斷敵人的身體。
龐姆·西貝利亞（Palm Siberia）
聲優－日本：井上喜久子；台灣：劉如蘋；香港：詹健兒（TVB）
強化系能力者。嵌合蟻討伐隊的一員。初期外型陰沉，留著黑捲長髮且膚色蒼白，但在化妝打扮後會變得判若兩人。嗜甜食，也很會下廚做菜。後被改造成深海魚型嵌合蟻。
初期是位個性格歇斯底里的女性。為諾布的弟子，對諾布相當愛慕。在挑選討伐隊人選時，與小傑和奇犽接觸。因為討厭莫老五的徒弟拿酷戮和秀托，要求小傑與奇犽將他們擊敗，但是小傑和奇犽因經驗不足還是輸給了拿酷戮和秀托。曾經要求與小傑交往，後來小傑跟她約會一次之後，小傑說不能花時間陪她而讓她抓狂，後來因再見到諾布而決定甩掉小傑。
為了討伐嵌合蟻，利用畢則夫的好色而被選入，潛入東果陀皇宮，以達成監視嵌合蟻軍的能力發動條件。其能力是嵌合蟻討伐戰的關鍵之一。後來在尼飛彼多展開「圓」時被發現，遭到彼多與普夫改造成士兵一號由繭中再生，成為嵌合蟻的一員，且由普夫控制而攻擊奇犽，但因還保留有原本的記憶（記得小傑和奇犽的事情，而且潛意識的本能想要見小傑），在與奇犽對戰和交談之後，喚回原本記憶，將控制她的普夫分身擊碎。並鼓勵奇犽“現在小傑最需要的人是你。”，再次回到嵌合蟻討伐隊中。
恢復記憶之後再度進入宮殿，奇犽將人質小麥託付給她，她與伊加路哥將小麥藏起來打算當作為談判的籌碼。但在蟻王的請求之下，決定讓他見小麥，她則用其念能力「寂寞深海魚」監看兩人，最後看著兩人的死亡難過地落淚。
討伐戰過後，曾在小傑療養期間被短暫拘留，訊問攸關嵌合蟻的情報。
寂寞深海魚（Wink Blue）
具現化出一個拿著水晶球的人魚骷髏，將自己的血滴入人魚骷髏的嘴中，水晶球便會映出監視對象的能力，前提是要見過那個人。被改造後，水晶球則融合在額頭上，能力則變為龐姆先僅用左眼紀錄親眼看到的目標人物，而後閉上左眼可僅用右眼無論何時何地都能觀察到目標現在的一舉一動，但最大紀錄上限為三人，當以左眼觀察到第四人時第一人的紀錄便會被清除。
暗黑的鬼婦神（Black Widow）
藉由強化全身上下的毛髮並包覆住自身形成盔甲，大幅提升防禦力，心中的感情會改變武裝後的樣貌，其堅韌度令龐姆能更隨心所欲的進攻。被改造成嵌合蟻後所獲得的能力。
拿酷戮·拜因（Knuckle Bine）
聲優－高木涉；台灣：黃天佑；香港：周倚天（TVB）
具現化系能力者。野獸獵人。嵌合蟻討伐隊的一員。
面惡心善，不拘小節，容易對人心軟，也很講義氣。對野狗等小動物非常照顧。為莫老五的徒弟。與秀托一起從尼特羅那接到命令與小傑和奇犽決鬥，贏的一方便可進入NGL。與小傑的多次對戰中皆沒有發揮全力，屢次讓手給小傑緞練能力的機會。在最後一次的對戰中與狀況最好的小傑拿出了全部實力應戰，結果獲勝，也因為「天上不知唯我獨損」的關係，使小傑一個月無法使用念能力。
在進入宮殿後，成功對孟徒徒尤匹使出「天上不知唯我獨損」，並搭配梅雷翁的「神的共犯」以及自身擅長的逃跑來持續減損尤匹的氣，但因好友秀托被輕視憤而開戰。在決定勝負的關鍵時刻，為了拯救重傷的師父莫老五而決定聽從尤匹的要求將波特克林解除，而拿酷戮也對遵守約定的尤匹徹底改觀。之後打算向普夫挑戰，卻在行動中很快地被王擊敗俘擄，所幸王並沒有殺他。嵌合蟻討伐戰結束後，在醫院裡照顧小傑。
天上不知唯我獨損（Bankruptcy）
可在攻擊對方時將念借給對方並每十秒以複利計算的高利貸，並由念獸「波特克林」來計算，在借貸內攻防皆不會受到傷害，借貸額數超過對方念的最大值就會破產，此時會出現「討債魔」強制對方進入絕的狀態達30天。在2011年版的動畫中，畫面文字標示為「天上天知唯我獨損」。
秀托·馬庫馬洪（Shoot McMahon）
聲優－上田祐司；台灣：宋昱璁；香港：麥皓豐（TVB）
操作系能力者。UMA獵人。嵌合蟻討伐隊的一員。
服裝不對稱的高挑男子。個性非常膽小，常常找到攻擊機會但不敢出手。可是一旦下決心，就會發揮實力。為莫老五的徒弟。與拿酷戮一起從尼特羅那接到命令與小傑和奇犽決鬥，贏的一方便可進入NGL。但是因為膽怯而一直喪失良機。最後全力與奇犽決鬥後獲勝。後來用其念能力「黑暗旅店」把變成木偶的凱特帶回來。
在進入宮殿後，受到小傑的激勵而全力與孟徒徒尤匹戰鬥，卻只能給尤匹帶來少許的傷害，而後甚至遭到尤匹的輕視。在受了重傷且體力到達極限時，拿酷戮現身分散對方的注意，最後他被諾布救出。第13代會長選舉期間，全程都在醫院休養。
黑暗旅店（Hotel Rafflesia）
可以操控三支浮空的手遠距離攻擊敵人，被手擊中的部位會被關進隨身的籠子，被攻擊者會感覺到身體少了某些部位，但不會實際受傷，攻擊數量達到一定程度敵人會完全被關到黑暗旅店之中。

### 嵌合蟻
嵌合蟻（Chimera Ant）為第一級隔離指定的危險生物，來自世界「外側」的B級外來種。多數能使用類似心電感應的精神波傳遞情報。具有特殊的「攝食交配（摂食交配）」生態，個性好戰、侵略性強，尤其在習得「念能力」後力量大幅提升，因此引發了前所未有的巨變。
嵌合蟻是虛構的危險昆蟲，胃口奇大，一天內能吃下自己體重數倍的食物，繁殖方式特殊，被稱為「攝食交配」，可藉著進食其他生物並產下一個有該生物特徵的嵌合蟻後代。換言之、食物的種類越豐富，後代的基因就越多元。
在品嘗人類後，嵌合蟻發現那是很棒的食物，藉著侵佔NGL抓捕人類來食用。有些嵌合蟻會保留前世的記憶與個性，這導致了某一部分的嵌合蟻有了人性，甚至有少部份嵌合蟻的人性大過於天性。

#### 王
嵌合蟻女王（Chimera Ant Queen）
配音：池田昌子（日本）；錢欣郁（台灣）；伍秀霞（香港）
為身長超過2公尺的巨大嵌合蟻女王，似乎混有人類的基因。不會說話，只能使用精神波與其他嵌合蟻傳遞情報。因偶然中吃到人類之後便開始以人類為主食，並派遣大量兵蟻捕抓人類食用並生下更多兵蟻。最後生下王（梅路艾姆）後，因早產造成臟器損壞而死亡。王的名字是女王在臨死前說的，故此只有留下來的嵌合蟻士兵和在場的獵人們才知道。臨死前女王還擔心王的健康，而她並未知曉自己除了梅路艾姆之外還生了一個女兒。
梅路艾姆（Meruem）
配音：內山昂輝（日本）；陳彥鈞（台灣）；關令翹（香港）
放出系能力者。嵌合蟻王。名字意思為「照亮一切的光」。
剛出生的王非常冷血且殘暴，出生沒多久便殺掉了多名嵌合蟻，原因多半是向他提建議讓他感到厭煩。對因為自己的提前出生而奄奄一息的母親，也完全不予理會。其後攻佔了東果陀王國，開始統治世界，捕食人類，學習人類的語言與知識。
為了打發無聊時間，與國內的棋類高手下棋。運用其卓越的頭腦，在極短的時間內接連稱霸了各種棋類。但後來遇上了軍儀棋的高手小麥，屢次無法獲勝。在了解到自己輸的原因可能是想贏的決心沒有小麥那麼強時，於是扯斷自己的左臂。後來在王的同意下，讓尼飛彼多替其治療。
王逐漸對小麥產生感情，甚至非常的保護小麥。亦開始接納人類，了解到自身力量應該用來保護弱者。這樣的王不願意與尼特羅戰鬥，認為雙方應該坐下來好好的交談。但尼特羅以告訴王的名字為交換條件要求與他戰鬥，而王也答應。其後在與尼特羅的對戰中，打敗了尼特羅，並得知了自己母親所取的名字。但卻受到炸彈「貧者之薔薇」的攻擊，差點身亡。而後尤匹和普夫獻出自己身體給王食用而恢復，但部分記憶卻受到影響，且身體已經中毒，來日不多。
之後終於找回了關於小麥的記憶，心境有了許多變化，決定在有限的生命中與小麥下棋。在最後的下棋中，感受到了不同的人生意義。最後兩人相伴下一起死亡。
食用能力（暫稱）
吞食念能力者的血肉，就能直接轉化為自己的氣。被會長以薔薇炸至重傷半死之際，被尤匹與普夫餵下二人肉體液體化的生命精華，重新成更強的姿態，甚至得到了二人的能力強化版、並能長出了翅膀。

#### 直屬護衛軍
原為保護女王的護衛隊，擁有很驚人的實力，但無法像多數嵌合蟻那樣使用精神波傳遞情報。在王誕生後因認為女王已經沒有用處，轉而跟隨王。
尼飛彼多（Neferpitou）
配音：藤村步（日本）；錢欣郁（台灣）；曾秀清（香港）
特質系能力者。王的直屬護衛隊之一。貓型嵌合蟻。三護衛中好奇心最重，擁有最大的圓，且形狀為變形蟲狀，可向多方向延伸，主要負責警戒的工作。
初登場不久時就展現了驚人的壓迫感，並發現藏在死人骨骸堆中的爆酷兒，從他腦中得知許多念能力的知識。之後以極快的速度和強度扯下凱特的一隻手，並在隨後的戰鬥中殺死了凱特。挑選期間，由於小麥被桀諾的龍星群打中而重傷，王託付他將小麥治好。之後小傑與奇犽到達他與小麥的所在地，面對憤怒的小傑，他不惜自行折斷手臂以表示治好小麥的決心。之後兩人協議一小時的治療時間，並承諾在治療完畢後會前往培京讓凱特恢復原狀。在治療完畢後，與小傑前往培京。並對小傑說出凱特已經死亡的事實，使小傑的怒氣與仇恨完全爆發，並被成長後的小傑打爆頭顱，本想用「黑子舞想」繼續戰鬥，卻因小傑犧牲一隻手臂而遭釘穿胸口後，被小傑用念能力碾成肉醬。
玩具修理者（Doctor Blythe）
用念召喚出一巨大的人形玩偶，可用於修復損壞的組織和器官、防止死屍腐爛、改造器官功能及外形等。需要耗費大量的念能量，因此在技能發動期間，彼多無法使用其他能力。由於「玩具修理者」的本體與彼多的尾巴相連，發動後就無法移動位置，因此與彼多的距離限制必須在20公尺以內。曾利用此能力將龐姆的記憶與運動神經網切斷，使其無法自由支配自己的行動。
屍體操控（暫稱）
召喚玩偶師操縱屍體來作戰。彼多能夠同時召喚數百名玩偶師，進而同時控制多個目標。
黑子舞想（Telepsicora）
尼飛彼多在與凱特作戰時領悟的戰鬥用念能力。從發動能力至攻擊僅需0.1秒。以念召喚惡魔玩偶師，玩偶師透過念弦操縱彼多的屍體，進而使其發揮出超越極限的力量與速度。
梟亞普夫（Shaiapouf）
配音：羽多野涉（日本）；宋昱璁（台灣）；梁偉德（香港）
操作系能力者。王的直屬護衛隊之一。蝴蝶型嵌合蟻。三護衛中看似最為冷靜，其實情緒起伏是最大的，喜歡揣測王的想法。
相較於尤匹想法單純，以及尼飛彼多執著於對王忠誠，他對於王統治之下成立的王國有一套自己的治理想法。其相當痛恨小麥，認為她的存在讓王不再是王，並一心想要殺死她。後來因為王被薔薇炸彈重創，獻出大部分的身體給王，得知王失憶後，設法不讓王想起小麥的事。後來王恢復記憶且性情轉變給他莫大的打擊，最後也因被薔薇的毒感染而死亡。
麟粉乃愛泉（Spiritual Message）
散發出麟粉，可藉由呼吸進入人體造成催眠效果，但主要效果是在對手周圍顯示出氣的流動，普夫可藉由觀察氣流讀出對手的情緒狀態，分析對手的能力。普夫也能用麟粉形成一個小型的圓包裹住敵人。
蠅王（Beelzebub）
可使普夫的身體分解成無數細小的小普夫，可用於閃躲敵人攻擊、監視敵人、控制敵人等等，但控制所有小普夫的本體至少要有蒼蠅般的大小。
孟徒徒尤匹（Menthuthuyoupi）
配音：立木文彥（日本）；林谷珍（台灣）；劉奕希（香港）
變化系能力者。王的直屬護衛隊之一。魔獸型嵌合蟻。護衛中唯一不含人類基因，純由魔獸基因混合生成的。三護衛中最不擅思考，只要一憤怒就會亂攻擊。可自由變換肉體樣子，將憤怒轉化為破壞力，其後領悟出形似半人馬的最強型態。
在與秀托、拿酷戮、莫老五等人的戰鬥中感受到念能力的奧妙，並展現了磊落的一面。在處理對小麥的關係中，最終支持普夫的決定，同意切斷王和小麥的關係。後來因為王被薔薇炸彈重創，獻出自己的大部分身體給王，身體因此變小。在尋找小麥的下落時，被反叛的威爾芬攻擊擊中前，因薔薇的劇毒發作而死亡。

#### 師團長
師團長是王直屬護衛隊之下、兵隊長之上的實力，負責掌管4至5隻兵隊長。能成為師團長級別的嵌合蟻，其誕生過程中均有融入人類的細胞，因此具備較強語言表達及事物分析能力，並且有明顯傳承尚為人類時的性格特徵。但是未必所有師團長都保留了其為人時的記憶。不同於王直屬護衛隊，師團長及其下屬只忠實與女王，與王之間並無天生上下級關係，在女王死後則能擺脫桎梏表現獨立自主的意識，自由選擇自己的未來出路，在這過程中不少均綻放出人性的光彩。
寇魯多（Colt）
配音：野島裕史（日本）；黃天佑（台灣）；張裕東（香港）
師團長。鷹型嵌合蟻。對女王非常忠誠而且具責任感。在人類時期名為「庫魯多」（Kurt），是為了保護妹妹蕾娜而死的8歲男童。雖然失去了前世的記憶，但潛意識中要「保護」的記憶仍很重，曾在自己不察覺情況下道出要保護蕾娜的話語，但本人對蕾娜是誰毫無印象。對於其他師團長不遵守記律的行為很不滿，並不時與佩吉討論對付人類的戰略，其手下拉摩多獲得念能力後，他想到可以用類似的方式讓嵌合蟻也獲得該能力。女王在生出王而重創後，向人類投降以求拯救女王的資源，後來帶著女王體內的另一個胎兒離開，並撫養他長大。將胎兒撫養長大後命名為蕾娜，並在後來得知她是凱特。
基度（Cheetu）
配音：高城元氣（日本）；陳彥鈞（台灣）；張方正（香港）
具現化系能力者。師團長。獵豹型嵌合蟻。其主要能力特色為速度很快。個性上非常想受人注目。在洛卡利歐共和國殺傷警察，後來被莫老五與拿酷戮聯手打敗，並中了「天上不知唯我獨損」，後來由希娜幫他除念。之後歸順於王之下以便開發念能力。在培京將莫老五拉入捉迷藏空間，卻因耐性不佳，被莫老五輕鬆破解。之後回宮殿請梟亞普夫為他開發新能力，在討伐軍攻入時找上桀諾想試新能力的威力，卻被從天而降的席巴一擊斃命。
捉迷藏空間（暫稱）
具現化出一個空間並將敵人拉入其中，裡面是一片草原。必須在8小時內碰觸到基度的身體，才能離開這個空間。觸碰過基度脫離空間後，該能力無法再對相同的對象產生作用。
十字弓槍（暫稱）
在右臂上具現化出一把十字弓槍，是在緊要關頭出現的新能力。但武器速度卻比自身速度慢而被莫老五嘲笑。
佩吉（Peggy）
配音：二又一成（日本）；宋昱璁（台灣）；招世亮（香港）
師團長。企鵝型嵌合蟻。屬於智慧型的嵌合蟻，擔任女王的參謀，會研究和讀書。曾查出一些兵蟻是被人類的槍所殺，並不時與寇魯多討論戰略來保護女王。在王出生時因為急著想救女王而不顧王的命令而被王一擊打爆頭死亡。生前為梅雷翁人類時的養父，非常喜歡讀書並珍惜書籍。
殺殘（Zazan）
配音：仲尾梓（日本）；劉如蘋（台灣）；陳琴雲、吳羡婷（代配）（香港）
操作系能力者。師團長。蠍子型嵌合蟻。在師團長期間曾經利用尾巴的劇毒抓到爆庫兒。女王死後便出走自立，入侵流星街，自稱女王。認為女王最大的失敗就是只能用產卵這種沒有效率的方法增兵。之後與幻影旅團的飛坦交手，遭到飛坦的「受烈日灼燒」活活燒死。
審美的轉生注射（Queen Shot）
從尾巴注射至人體內，承受得住的人會變形並臣服於殺殘。原本外型為火辣的美女，拔掉蠍子尾巴後會變身成如恐龍般的外表，肉體戰鬥能力大幅提昇。
哈加／磊歐陸（Hagya／Leol）
配音：齊藤次郎（日本）；陳彥鈞（台灣）；葉振聲（香港）
特質系能力者。師團長。獅子型嵌合蟻。前世為獅子，在女王活著時，就不太服從指令，任意狩獵，本想自行找尋「特異種」（會念能力的人）來食用，但發現凱特實力高於自己而放棄。女王死後便出走自立，並改名磊歐陸以作為區別，稱呼哈加會使他生氣。後來發現自己能力不足跟隨王而獲得念能力，擊敗莫老五的友人古拉千短暫獲得「浪中隧道」的念能力。後來與莫老五在地下教堂戰鬥，利用古拉千的念能力招來巨浪，結果因為莫老五已在決鬥期間吸進教堂的所有空氣，再透過呼氣令地下教堂充斥二氧化碳，最後在二氧化碳中毒且落水的狀態失去力氣而溺斃身亡。
謝債發行機（Rental Pod）
可藉由賣給對方人情而借走對方的念能力一次，使用時間是60分鐘，借用能力後，對方的名字和能力名、租用次數等資料，會自動記憶在其手中的發行機，隨時可供確認。若對方死亡，資料將被刪除，無法再使用該能力，因此可以反過來利用此能力確認某人是否仍生存。租借期間，出借人無法使用該項能力。借取能力須滿足下列條件：
1.實際看過對方的念能力，或知道念能力的名字。
2.以「你欠我一次人情哦」，或「我不是白白幫你哦」向對方賣人情，並得到對方的同意。
弊洪（Bihorn）
配音：津久井教生（日本）；宋昱璁（台灣）；馮錦堂（香港）
師團長。牛型嵌合蟻。師團長中力氣最大。為忠於蟻女王一派的師團長。王出生後仍然留在巢穴中，女王死後下落不明。
布羅布塔（Bloster）
配音：村上裕哉（日本）；林谷珍（台灣）；巫哲棋（香港）
放出系能力者。師團長。蝦型嵌合蟻。在東果陀宮殿中，因聽到偽裝成弗拉塔的伊加路哥用磊歐陸討厭的舊名「哈加」稱呼他而有所懷疑，因而追蹤到地下室中，後與伊加路哥對話更加確定懷疑後打爛弗拉塔的屍身（伊加路哥先行逃出），後來伊加路哥利用計策使用電梯中的催眠氣體將他昏迷，伊加路哥本要殺他但下不了手，後來因為想到布羅布塔前世可能也是NGL的同伴，因此要威爾芬將他救出放在卡車上。作戰結束後送芝多列（蕾娜）回故鄉。到了蕾娜的故鄉後，被村人留下來住時產生熟悉的感覺而流淚，最後回歸居住在當地。
念彈攻擊（暫稱）
其雙鉗可以連續發出強烈的念彈攻擊對手。
威爾芬／宰伊卡哈魯（Welfin／Zaiqahal）
配音：中村大樹（日本）；黃天佑（台灣）；胡家豪（香港）
具現化系能力者。師團長。狼型嵌合蟻。女王死後出走跟隨王。雖然依附於王之下，但以成為地下的王為目標。其個性很多疑猜忌，嗅覺相當靈敏。
敗給伊加路哥之後，經伊加路哥提醒，逐漸想起自己的前世與宰伊洛熟識，也想起他們被嵌合蟻所殺的事，因而被打動心扉，身為同伴的使命感重回體內，因此加入討伐軍一方，甘願冒險去傳話給王。後來以其能力攻擊因大部分身體給王吃下而減弱的尤匹，尤匹卻因為之前中毒而先死亡。遇到王時受到死亡來臨的感覺所影響而使肉體瞬間老化，但也因此說出使王恢復記憶的一句話而倖免於難。後來和畢則夫、希娜一起去流星街找宰伊洛。
卵男（Missile Man）
發射具現化的飛彈，可自動鎖定威爾芬嗅到的敵人，在擊中目標或威爾芬解除能力之前飛彈都不會消失。其發動條件有三，一是界定對象、二是向對方提出要求、三是對方違抗，其飛彈攻擊則是必中。攻擊成功後會在對方體內植入黑百足蟲，對方只要越反抗，蟲就會變得越大，直到對方死亡為止。只要威爾芬說出真心話就能解除能力。
梅雷翁（Meleoron）
配音：飛田展男（日本）；宋昱璁（台灣）；鄧志堅（香港）
特質系能力者。師團長。嵌合蟻討伐隊的一員。變色龍型嵌合蟻。雖然為嵌合蟻的師團長，但在女王死後幫助小傑等人攻打蟻王，因為他還是人類時的養父佩吉被蟻王殺死。於是決定背叛王，向他復仇。
由於本身的戰鬥能力甚至不如嵌合蟻的戰鬥兵，所以為了復仇只能尋找合作者，因此為了自安全必須尋找到自己能夠信任的人。最初只信任小傑，後來被小傑等人所感動，逐漸信任了拿酷戮、秀托和奇犽等人，終於成為真正的同伴。在嵌合蟻討伐戰中發揮著極重要的作用。知道他念能力的只有討伐軍的人，連其他的嵌合蟻都不知道。第13代會長選舉期間，有去探望瀕死的小傑，並替其把守醫院。
透明能力（暫稱）
變色龍的天生能力，能夠讓自己隱形，但無法讓身上的氣味消失，也容易被對手的圓偵查到。
神的不在場證明（Perfect Plan）
可透過憋一口氣而消除自身存在感，使對手無法看見或感覺到自己，就算觸碰到也無法感知，換氣時即解除效果。雖然如此，在發動能力的情況下仍會遭敵人誤傷。
神的共犯
在使用「神的不在場證明」時，能夠使被觸摸到的人也同時使用「神的不在場證明」。

#### 兵隊長
弗拉塔（Flutter）
配音：津久井教生（日本）；林谷珍（台灣）；鍾見麟（香港）
具現化系能力者。哈加隊兵隊長。蜻蜓型嵌合蟻。師團長輔佐。監視與偵查專用的嵌合蟻。其能力使得奇犽在與嵌合蟻戰鬥時陷入困境，也曾經提醒基度提防拿酷戮等人的埋伏。之後被諾布擊敗抓進四次元公寓，哈加在弗拉塔失蹤後仍能借用其能力確定他尚未死亡，但不久後弗拉塔仍然傷重身亡，死後其屍體被伊加路哥寄生。
衛星蜻蜓（Satellite Umbo）
具現化出數隻蜻蜓並進行操控，用於空中偵察專用。
超複眼（Super Eye）
可以透過「衛星蜻蜓」的視角，從各種角度觀察目標。
希琳／希娜（Hina）
配音：榎梓（日本）；錢欣郁（台灣）；何璐怡（香港）
哈加隊兵隊長。兔型嵌合蟻。師團長輔佐。外觀接近人類女孩。性格活潑。到了東果陀共和國後改名為希娜。力量不小，能夠輕鬆提起牆壁的殘骸。曾因此救了被壓住的畢則夫。後來和畢則夫、威爾芬一起去流星街找宰伊洛。
除念
除念後肚子會變大，所除的念越強肚子越大。如果被除念者死亡，肚子就會恢復。
伊加路哥（Ikalgo）
配音：堀内賢雄（日本）；黃天佑（台灣）；李致林（香港）
強化系能力者。哈加隊兵隊長。嵌合蟻討伐隊的一員。章魚型嵌合蟻。
雖然是章魚，但夢想著自己能像大王魷魚一樣帥氣。在與奇犽戰鬥後因不願說出同伴的能力選擇跳進湖裡自殺，奇犽欣賞其骨氣而饒其一命。後來奇犽在與漚勒叟兄妹戰鬥完失血過多，他反過來救了奇犽並成為朋友，其後加入討伐軍的一員。
加入討伐軍後附身在弗拉塔身上一起進攻王的宮殿，任務是找到龐姆的下落。因為不知道哈加改名為磊歐陸之事而被布羅布塔壞疑，因而在地下室遭到他的攻擊。最後使用計策擊敗布羅布塔，但因為不敢殺人而放過了昏迷的對方。後來遇到威爾芬，被「卵男」擊中，在極端痛苦中憑藉自己的堅強在心理上壓垮威爾芬而獲勝。之後與威爾芬的聊天，喚起兩人作為人類時期的記憶，因而讓威爾芬加入討伐軍的一方。
空氣槍（Air Gun）
伊加路哥的其中一隻腳能夠變化成空氣槍，氣會儲存在頭部，並透過氣發射子彈。
蚤彈（Fleadom Fire）
利用空氣槍射出特製的跳蚤，跳蚤本身垂直跳躍可達200公尺，再加上空氣槍本身的力道，使射出的威力強、速度極快。被「蚤彈」擊中後會流血不止。可用於遠程狙擊。
與屍體遊戲的孩子（Living Dead Dolls）
能夠寄生在屍體上，可操作並使用屍體原本的能力。但不能寄生在已經腐爛的屍體。
漚勒叟兄妹（Ortho Siblings）
配音：相澤正輝（兄）/大本真基子（妹）（日本）；林谷珍（兄）/錢欣郁（妹）（台灣）；李凱傑（兄）/陳皓宜（妹）（香港）
哈加隊兵隊長。半魚人型嵌合蟻。一對嵌合蟻兄妹。哥哥擅長射飛鏢，並將此練就成念能力。後來與奇犽對戰，讓奇犽受到重傷。最後被奇犽利用「疾風迅雷」接住了念鏢，並假裝被射中。上當的兩人現身而被奇犽砍斷了頭，但未立刻死去，死之前還在互相爭吵。
死亡遊戲
合作型的念能力。妹妹能夠用念製作出徽章，將徽章別在敵人的身上之後，哥哥便可在一個空間中射飛鏢，射中標靶中的格子內對應的身體部位，即能將念魚射在敵人相應的位置，在射中身體前無實體故無法防禦，但哥哥若在最後一投失手，之前敵人受到的所有傷害，全部會回到兩兄妹身上。
拉摩多（Rammot）
配音：濱添伸也（日本）；林谷珍（台灣）；陳耀楠（香港）
強化系能力者。寇魯多隊兵隊長。伯勞鳥與兔的合成型嵌合蟻。雖然為寇魯多的部下，但常常不遵守命令、擅自行動。個性相當容易發怒。受到小傑和奇犽的洗禮成為第一隻會使用念的嵌合蟻，之後以同樣的方式讓其他兵隊長階級以上的嵌合蟻也學會念。本以為自己能運用這種能力成為嵌合蟻中的領導，但瞭解到尼飛彼多的恐怖後改為跟隨尼飛彼多。後來在森林中發現奇犽，奇犽為避免他發現小傑而與之戰鬥。奇犽在戰鬥中去除去了伊耳謎在自己頭上插入的念針改變局勢威脅拉摩多去警告其他嵌合蟻。不聽勸的拉摩多最後被奇犽一擊摘下了頭而死亡。
派庫（Pike）
配音：山中真尋（日本）；黃天佑（台灣）；李錦綸（香港）
殺殘隊兵隊長。蜘蛛型嵌合蟻。有著中年男子的外貌。對殺殘非常忠心。腦袋不太靈活。曾吃掉了爆庫兒的同伴巴韃。在女王死後，跟著殺殘來到了流星街，並與小滴對戰，由於只會用手而忘了能用念絲堵住傷口，因而被小滴用凸眼魚吸乾血而死亡。
愛的放射線（Love Shower）
能夠從肛門射出大範圍的念絲，難以閃避，念絲除了能用來攻擊和束縛住對手之外，還可以透過絲來察覺接觸的人的狀況。其噴絲時肛門會收縮兩下是破綻。
霍洛（Hollow）
配音：不明（日本）；黃天佑（台灣）；陳永信（香港）
梅雷翁隊兵隊長。貓頭鷹型嵌合蟻。能夠飛行，並且聽力優越，夜視能力強。在和小傑的對決中，與蝙蝠合作利用射出羽毛進行遠距離支援攻擊。另外他還能夠變成大猩猩模式，進而改為地面戰。最後被小傑打飛到NGL。
蝙蝠（Bat）
配音：根谷美智子（日本）；錢欣郁（台灣）；成瑤孆（香港）
梅雷翁隊兵隊長。蝙蝠型嵌合蟻。能夠飛行，並發出超音波。可以準確掌握目標的位置，並抓準時機攻擊對手。在和小傑的對決中，與霍洛聯手進行攻擊。曾被小傑在耳邊大吼而差點耳聾。最後被小傑揮出的強風吹到石壁上而戰敗。
超不協輪怨（Secret Noise）
釋放具有殺傷性的超音波攻擊對手。小傑因這招而感到不舒服，後來用沾了口水的濕布當作耳塞才勉強撐過。
狁胄（Yunju）
配音：村上裕哉（日本）；黃天佑（台灣）；黃啟昌（香港）
兵隊長。（第二作動畫中為師團長）。人馬型嵌合蟻。性格殘忍。以NGL麻藥工廠為巢穴的嵌合蟻。喜歡把人類拿來當成人狗把玩，並隨意殺害。最後被凱特以「瘋狂小丑」的長槍型態殺死。
霸洛（Baro）
配音：村上裕哉（日本）；黃天佑（台灣）；李致林（香港）
哈加隊兵隊長。犰狳型嵌合蟻。
個性好殺，以聽到殺人時人類的內臟爆出的聲音為樂。小傑與之對戰時本想約定認輸可以不要殺他但被他拒絕，能夠將身體變成球型旋轉攻擊對手，並以尾巴快速改變方向讓敵人難以閃躲。小傑雖無法閃躲，但用念將其擋住。最後被小傑殺死。

#### 士兵
蚊女（Mosquito）
配音：安濟知佳（日本）
狁胄隊士兵。蚊子型嵌合蟻。能夠飛行，主要攻擊模式是伸出口器攻擊對手，或透過尾部的毒針麻痺對手的行動。後來和奇犽交戰遭其擊斷雙臂，試圖用毒針麻痺其行動，結果因為奇犽對毒素免疫，反遭其扭轉戰局並擊碎頭部殺死。
猿（Gorilla）
殺殘隊士兵。猩猩型嵌合蟻。擅長近身肉搏，後來遭遇幻影旅團和芬克斯交戰，但因為過於輕敵而告訴芬克斯，讓他先出一招，說是送他下地獄的伴手禮，結果被芬克斯施展迴轉15圈的「迴天」擊碎身軀而亡。事後芬克斯表態自己早知對方實力如此，便將迴轉次數減半即可。
小甲蟲（Small Beetle）
殺殘隊士兵。小甲蟲型嵌合蟻士兵。全身堅硬如鋼鐵，擅長用尾部對敵人發動攻擊。後來遭遇幻影旅團的柯特，因為輕忽大意被柯特施展「蛇咬之舞」切裂身軀而死。
持槍嵌合蟻（Gun-toting Ant）
配音：坂熊孝彦（日本）
殺殘隊士兵。外型像魚類且擅使槍械的殺殘隊嵌合蟻士兵。先是殺害並吃掉試圖求救的彭絲，後來遭遇幻影旅團的剝落裂夫，被剝落裂夫施展「戰鬥演舞曲·木星」追擊碾殺而死。
芝多列（Shidore）
配音：村川梨衣（日本）；劉如蘋（台灣）；何寶珊（香港）
哈加隊雜物兵。雌性嵌合蟻。雖然有語言能力，但幾乎不說話。在人類時期名為「蕾娜（レイナ）」，是寇魯多的妹妹。擁有生前的記憶。後來在布羅布塔的幫助下回到了故鄉。

### NGL自治國
宰伊洛（Gyro）
NGL創設者兼地下首領，痛恨人類，唯一的目的是把惡意散播到全世界，秘密開發麻藥「DD」只是一個開始。最初出生於某個工寮，在唯一的親人父親的虐待之下長大，直到7歲還不太會說話，在學會說話前就已學會做勞工，在明白自己不被父親所在乎之後，於12歲時殺死父親，離家出走。21歲時設立NGL，30歲時NGL成為國家，由他擔任國王。後來被嵌合蟻女王吃掉，轉生成為嵌合蟻，但完全不聽從女王的命令，以強韌的意志單獨行動，由於有無以倫比的意志，從一開始就保留著身為人類時的記憶，並隻身出走重新開始自己的事業，是所有嵌合蟻中的唯一特例，曾與小傑身處同一城市但沒有相遇。嵌合蟻篇末，威爾芬與希娜、畢則夫前往流星街尋找宰伊洛。

### 東果陀共和國
麻沙多迪哥（Ming Jol-ik）
配音：田口浩正（日本）；宋昱璁（台灣）；張錦江（香港）
東果陀共和國總帥，是個無能的首領。被蟻王殺害後由尼飛彼多修復與操縱，因在電視上呼籲國民參加建國紀念大會，使外界不知其已被殺害的事實。
在奇美拉蟻篇完結時才揭露真正的迪哥早已在三十年前隱退，而被殺的只是個替身。與過着極盡奢華生活最終死於非命的替身相反，本人隱退後在某國一直過着晴耕雨讀的恬靜生活。在事件落幕後，坐在隱居村屋的安樂椅上，朗讀出版自「民明書店」、菊池正人的著作《所謂人》的其中一段作為總結。
此角色可能影射自現實人物——前北韓領導人金日成和金正日。
畢則夫（Bizeff）
配音：後藤哲夫（日本）；黃天佑（台灣）；朱子聰（香港）
東果陀共和國長官，為實際國家管理者。個性好色，使龐姆藉此潛入宮殿。是護衛軍少數留活口的人類。戰爭結束後，與希娜、威爾芬一同去流星街。
小麥（Komugi）
配音：遠藤綾（日本）；錢欣郁（台灣）；羅孔柔（香港）
東果陀共和國軍儀棋士暨連續五屆軍儀世界冠軍，沒有念能力的盲女，但最後跟蟻王對弈中覺醒卻仍然不知。棋藝高超，因而被蟻王擄獲並用來打發時間，在軍儀上屢挫蟻王，而蟻王也對她萌生情感。其存在讓獵人陣營和嵌合蟻陣營的關係變得更複雜。
當桀諾發動龍星群後被重創，蟻王讓尼飛彼多醫治小麥，後因尼飛彼多被小傑帶去拯救凱特，小麥被奇犽等帶走，最後被龐姆隱藏起來。蟻王原本於跟會長一戰後喪失對小麥的記憶，但還是被威爾芬提醒。在履行蟻王的職責揀選軍團和順應人性和小麥下棋的選擇中，蟻王只想跟小麥再下一盤棋。蟻王道出自己身中劇毒，而且還會傳染小麥後，小麥毅然選擇與蟻王一同死亡。雖然在劇情上似乎並不會「有意識」的使用念，但根據作者設定手稿，念系統屬於強化系。

## 會長選舉篇

### 十二支
由尼特羅會長召集的十二人，會長在有事之際委託他們經營協會，閒暇之餘以他們為過招的對手玩樂。這十二人分別由會長賦予中國十二生肖裡的一個生物。幾乎所有的成員因為崇拜會長而都以此代號塑造自己的行象，並且有著類似的身體特徵。
帕利士通·希爾（Pariston Hill）
- 配音員（第二作）：高橋廣樹（日本）；林谷珍（台灣）；曹啟謙（香港）

第12代獵人協會副會長以及第13代獵人協會會長。三星獵人。前十二支「子」，代表動物為「鼠」，但他是十二支中的例外，並未模仿鼠的形象。
總是面帶爽朗的笑容，本性卻相當陰險狡猾。非常熱衷破壞別人的計劃，始終不把本意表現出來，令人無法捉摸。帕利世通表示自己能夠成為一個了解弱者痛苦的會長。由於其不討喜的個性，十二支的成員幾乎都不太喜歡他。三年前，成為第十二代獵人協會副會長，當時的會長尼特羅會選其為副會長是因為希望能挑一個「最令我不擅長應付的類型」的人待在身邊。在其擔任副會長的三年中，共有18名獵人突然下落不明。因此十二支裡沒有人支持他，但仍擁有「協專」成員的廣大票數支持，因此在獵人協會中有著極大的聲望。選舉期間暗自將5000顆嵌合蟻蛋送到獵人考試會場。把金視為最大的對手，並且非常相信金。金曾表示，帕利士通不想贏也不想輸，所以才這麼厲害。
在第13代會長選舉期間，以打造體貼的獵人協會為政見進行參選。在幾乎每次的投票中都保持高票領先位居第一。在倒數第二次的投票中，票數被雷歐力超前，卻依舊相信自己會贏。最終由於小傑恢復原狀，出現在了選舉會場，導致雷歐力成為會長的理由完全消失。帕利士通問了在現場的小傑要把票投給誰，小傑回答帕利士通，理由是因為「雷歐力立志當醫生，無法成為會長」。在最後一次的投票，帕利士通以72.1%的支持率成功選上了第13代會長。在成為會長的那一刻卻又迅速的辭職，將會長之位讓給了綺多·約克夏。其後表明自己只是為了樂趣才搗蛋的，甚至露出了罕見的悲傷表情，希望能與會長再多玩一會兒。
在黑暗大陸篇中退出十二支，並加入比洋德的團隊準備前往黑暗大陸。
綺多·約克夏（Cheadle Yorkshire）
- 配音員（第二作）：大谷育江（日本）；郭馨雅（台灣）；魏惠娥（香港）

第14代獵人協會會長。三星獵人。疑難雜症獵人。醫師兼法律學者。十二支「戌」，代表動物為「狗」。
戴著眼鏡，常常在看書。十二支中的頭腦，據帕利士通所述，其組織與策劃能力突出，相比較之下戰鬥並非其強項，不喜歡跟從別人的指示去做。在十二支中屬保守派，重視協會的平衡與穩健。屬於親會長派的先鋒，在獵人之中聲望頗高。非常討厭帕利士通，認為他是個不按牌理出牌的詭異人物，希望能夠在這次的選舉當中，讓帕利士通的笑容徹底消失。
在第13代會長選舉中，為了阻止帕利世通選上會長，與其展開了一連串的心裡戰。甚至利用了雷歐力，打算讓雷歐力成為第13代會長藉以阻斷帕利世通的詭計。但由於小傑的復原使雷歐力不再具有參選的理由。最後不敵帕利士通，無法阻止他當選會長。但是帕利士通命其為副會長後便辭職，因此直接成為第14代會長。面對帕利士通的獲勝，綺多認為自己完全落敗，非常不甘心。
帕利士通退出十二支後，為了填補空缺，綺多邀請雷歐力加入十二支。在前往暗黑大陸的團隊中隸屬「科學小組」。
米才伊史多姆·納納（Mizaistom Nana）
- 配音員（第二作）：大塚明夫（日本）；陳彥鈞（台灣）；陳耀楠（香港）

二星獵人。犯罪獵人。經營民間保全公司的律師。十二支「丑」，代表動物為「牛」。
穿著乳牛迷彩裝，沉默寡言。被稱為「十二支中的良心」，是個有識之士，思考較為理性，即使是脫會長派也支持他。在十二支中屬保守派，重視協會的平衡與穩健。認為帕利士通是黑暗派的人物，不能讓他在協會內部為所欲為。在第13代會長選舉進入前四名，為了防止帕利士通當選，轉而支持綺多，而後又轉而支持綺多所支持的雷歐力。
在暗黑大陸篇，因雷歐力的推薦而前往酷拉皮卡的工作室並邀請其加入十二支。在十二支的會談中與酷拉皮卡暗中調查潛伏於團隊中的比洋德安插的內鬼，並在前往暗黑大陸的團隊中隸屬「情報小組」。
密室裁判（Cross Game）
以手中的三色卡牌來攻擊對手或限制對方行動，藍色為「上庭」、黃色為「拘束」、紅色為「離席」。
關西（Kanzai）
- 配音員（第二作）：逢坂良太（日本）；宋昱璁（台灣）；李震權（香港）

財寶獵人。保鑣。十二支「寅」，代表動物為「虎」。
穿著條紋衣服。在十二支中知識與常識都不足，會議中討論的事情幾乎都聽不懂，常被說成是笨蛋。個性極為衝動且易怒，曾在會議上不滿帕利士通的發言而打算大打出手，但遭到其他十二支的阻止。在十二支中屬於自由派，不參與協會內部的改革。被西索評為「85分」。
在前往暗黑大陸的團隊中隸屬「防衛小組」。在B·W號上與薩長和西遊一同在拘束室監視比洋德。名字及外型取自於日本的關西地區及阪神虎隊
皮優（Pyon）
- 配音員（第二作）：桐山智花（日本）；郭馨雅（台灣）；陳皓宜（香港）

古文書獵人。語言學者兼翻譯員。十二支「卯」，代表動物為「兔」。
頭上戴兔耳髮箍的女性。在十二支的會議中總是在玩手機，說話毫不留情。一直不聽她說話她會生氣而大聲斥罵。在第十三代會長選舉中擔當司儀。在十二支中屬於主張改革推進的鷹派。被西索評為「77分」。
在前往暗黑大陸的團隊中隸屬「情報小組」。
波托拜·基甘特（Botobai Gigante）
- 配音員（第二作）：二又一成（日本）；林谷珍（台灣）；招世亮（香港）

三星獵人。恐怖分子獵人。檢察官兼軍事分析家。十二支「辰」，代表動物為「龍」。
身材高大，皮膚似乎具有鱗片。在12支中資歷最深。被喻為名譽與實力都最接近會長的男人。在十二支中屬保守派，重視協會的平衡與穩健。在第13代會長選舉中，他進入前八強排名第五，落敗後決定支持綺多擔任會長。
在前往暗黑大陸的團隊中隸屬「防衛小組」。
葛兒（Gel）
- 配音員（第二作）：白兔夕季（日本）；劉如蘋（台灣）；陳琴雲（香港）

毒物獵人。驗屍官兼藥劑師。十二支「巳」，代表動物為「蛇」。
身材纖細，有如蛇一般的瞳孔。非常討厭帕利士通，在開會時認為他遲到一定是去拉票。其左手可化為蛇的樣貌伸長攻擊對手。在十二支中屬於自由派，不參與協會內部的改革。
在前往暗黑大陸的團隊中隸屬「科學小組」。
薩長·小早川（Saccho Kobayakawa）
- 配音員（第二作）：鈴木琢磨（日本）；黃天佑（台灣）；蕭徽勇（香港）

二星獵人。煩惱獵人。偵探兼雜物處理。十二支「午」，代表動物為「馬」。
武士頭，馬臉。十二支的談心負責人。在會議上較為寡言。希望能夠從內部視角改造協會。在第13代會長選舉中排名第九而落敗。在十二支中屬於自由派，不參與協會內部的改革。
在前往暗黑大陸的團隊中隸屬「情報小組」。在B·W號上與關西和西遊一同在拘束室監視比洋德。
銀太（Ginta）
- 配音員（第二作）：鈴木琢磨（日本）；宋昱璁（台灣）；蕭徽勇（香港）

盜獵獵人。突擊隊員。十二支「未」，代表動物為「羊」。
頭髮凌亂，具有羊角，是十二支中身材最巨大的。因為尼特羅會長過世而相當難過，在十二支會議上還在哭。在十二支中屬保守派，重視協會的平衡與穩健。被西索評為「90分」。
在前往暗黑大陸的團隊中隸屬「生物小組」。
西遊（Saiyu）
- 配音員（第二作）：Velo武田（日本）；陳彥鈞（台灣）；麥皓豐（香港）

懸賞獵人。格鬥家。十二支「申」，代表動物為「猴」。武器為手中的「如意棒」。
在十二支中講話相當直接，不怕冒犯到別人，但綺多常常將其無視。在十二支中屬於主張改革推進的鷹派。
在前往暗黑大陸的團隊中隸屬「防衛小組」。後來暗中被酷拉皮卡的能力認定出是帕利士通安插在十二支中的間諜。在B·W號上與薩長和關西一同在拘束室監視比洋德。名字取自於名著西遊記。
不看、不聽、不說
操控三隻念獸，成功擊中敵人就能奪取對方的視覺、聽覺和語言。正常人突然被奪走此三項機能，將會無法發動與維持能力。據西遊所述，強化系的人較不受此招式影響。名字取自於三不猴。
鴣姑（Cluck）
- 配音員（第二作）：潘惠美（日本）；錢欣郁（台灣）；張頌欣（香港）

植物獵人。音樂家兼舞者。十二支「酉」，代表動物為「雞」。
頭上插有羽毛，穿著較為暴露。在十二支中脾氣較為急躁，對帕利士通很不滿。能夠操控數量極多的鳥類。在會長選舉中，利用大量的鴿子將選票交給所有獵人。在十二支中屬於主張改革推進的鷹派。
在前往暗黑大陸的團隊中隸屬「生物小組」。
金·富力士
前十二支「亥」，代表動物為「豬」，但他是十二支中的例外，並未模仿豬的形象。
雷歐力·帕拉丁奈特
現任十二支「亥」，經由綺多的邀請，代替退出的金位置。
酷拉皮卡
現任十二支「子」，經由雷歐力推薦，代替退出的帕利士通的位置。

### 脫會長派
鐵拉丁·紐托拉爾（Teradein Neutral）
- 配音員（第二作）：松山鷹志（日本）；林谷珍（台灣）；朱子聰（香港）

二星人才獵人，脫會長派中心人物，主張是改革獵人試驗制度。會長選舉篇出場後不久遭西索殺害。
陸培·海蘭德（Loupe Highland）
- 配音員（第二作）：二又一成（日本）；陳彥鈞（台灣）；馮錦堂（香港）

失物獵人，從事幫忙尋找人事物的工作。脫會長派中心人物，忙於會員的失蹤問題。
卜西多拉·安畢夏斯（Bushidora Ambitious）
- 配音員（第二作）：相澤正輝（日本）；宋昱璁（台灣）；招世亮（香港）

一星黑名單獵人，脫會長派中心人物，獵人協會的風紀委員，倡導獵人十條的改定。會長選舉篇出場後不久遭西索殺害。

### 職業獵人
桑比卡•諾頓（Sanbica Norton）
- 配音員（第二作）：內田真禮（日本）；錢欣郁（台灣）

一星病毒獵人，獵人協會的專屬醫生。

## 暗黑大陸篇

### 卡丁帝國
於暗黑大陸篇中的王國。首位卡丁帝國領導者以強大的念能力和傳宗接代守衛子孫的強大意念具現化出一個血罐，只要直系血緣關係的後代在向血罐中滴入自己的一滴血並將手放入罐中後，會從罐中出現一個小精靈以特殊物質餵食當事人，之後當事人身邊就會寄宿一個對應的守護靈獸，以宿主的念為食物，由於不是宿主創造出來的，其存在不會被宿主察覺，亦無法被宿主操控，但會受到宿主的性格和情緒波動的影響，此外守護靈獸之間不會互相傷害，也不會直接攻擊其他宿主。

#### 國王
納斯比·回鍋肉（Nasubi Hui Guo Rou）
卡丁帝國現任國王。有八位正宮妻子與十四位正室子女。留著短髮髻和八字鬍的肥胖男性，有在說話的句尾加上一句「呵咿」，認為不可侵犯的暗黑大陸是個束縛的存在，準備和尼特羅之子比洋德合作前往暗黑大陸發展。他派傳令官向自己的兒女們宣告，在此次渡航中倖存下來的唯一一名將會是正式的王位繼承者，如何理解這句話也包含在繼承戰當中。外貌是個庸俗平凡的胖子，但從其治理國家的成就、採用的手段及培育了強大的守護靈獸來看，他似乎是個精明、強悍的國家領導人。其守護靈獸看似十分恐怖，外型像身上集合多個生殖器官的土蜘蛛。

#### 8位王妃
回鍋肉國王的正妻們在表面上不分高低（然而護衛兵的數量及權限有所差異），且子女的性別對他們的王位繼承順序沒有影響。
溫瑪（Unma）
卡丁帝國第一王妃，第一王子班哲明、第四王子傑利多尼希、第九王子哈爾肯堡的生母。
德艾茲露（Duazul）
卡丁帝國第二王妃，第二王子卡蜜拉、第五王子茲貝帕、第七王子路茲路斯的生母，並收養了第九王子哈爾肯堡。留著捲髮，容貌標緻的女性。
朵嬌蕾（Tang Zhao Li）
卡丁帝國第三王妃，第三王子秋來的生母。肌膚黝黑的短髮女子。
嘉特羅諾（Katrono）
卡丁帝國第四王妃，第六王子黛森的生母。
辛可申科（Swinko-swinko）
卡丁帝國第五王妃，第八王子沙列沙列的生母。
賽珂（Seiko）
卡丁帝國第六王妃，第十王子花鳥和第十一王子風月的生母。母女三者為旋律的雇主兼護衛對象。留著翹尾短髮的女性。
賽凡姬（Sevanti）
卡丁帝國第七王妃，第十二王子摩摩潔和第十三王子瑪拉亞姆的生母。母子三者為半藏和比司吉的雇主兼護衛對象。將頭髮盤成兩個包狀的女性。其女摩摩潔遇害後，要求將涉有嫌疑的六名護衛處決。
奧伊特（Oito）
卡丁帝國第八王妃，第十四王子倭舞琉的生母。穿著和服的黑長髮年輕女性。母女倆為酷拉皮卡的雇主兼護衛對象。出身貧困家庭，在家裡手足排行第三，過去曾因出身貧困而嚮往富裕生活，但在女兒倭舞琉誕生後為了保護女兒而懂得為他人著想，思路聰敏，同時對於非己所出的其他王妃的兒女平等相待。
卡丁帝國前往黑暗大陸期間，因為遭薩伊爾德襲擊未遂，加上出面制止對方的酷拉皮卡利用念能力竊取薩伊爾德的能力給她，開啟了使用念的潛能。但因為使用薩伊爾德的能力進行偵查期間，目擊第十二王子摩摩潔遭謀殺的場面而陷入自責，為了保護倭舞琉遂經由酷拉皮卡的個別指導學習念的基礎運用。

#### 14位王子
國王的全子女皆統稱為「王子」，並按出生順序來排「第〇王子」。
班哲明·回鍋肉（Benjamin Hui Guo Rou）
卡丁帝國的第一王子-男性。母親為第一王妃溫瑪，和第四、第九王子是同母所生。卡丁帝國的軍事最高副顧問。身材魁武，擁有足以將一隻獅子掐死的力氣。個性剛直，行事看似簡單粗暴，實際上卻是一個剛柔並濟的人，只要下屬能如實提供情報，總能做出正確的判斷。當他得知父王同意在此次渡航中存活下來的人將成為下一任國王的條件時，他率先告知傑利多尼希，同時誓言自己一定會解決對方成為下一任國王。只有他與黛森沒在獵人試驗中埋伏優秀護衛。
少數在爭奪戰開始前已習得念能力的王子，念能力為「繼承繁星之人」，當發誓效忠自己的念能力者死後，可以完整地繼承對方的能力；每當繼承一項念能力，手掌都會出現一枚星紋，已知繼承的能力包括「虛空拳」、「後窗之鳥」和「遊戲王」。
守護靈獸-外型是一隻擁有巨大頜部的異型生物。
卡蜜拉·回鍋肉（Camilla Hui Guo Rou）
卡丁帝國的第二王子-女性。母親為第二王妃德艾茲露，和第五、第七王子是同母所生。外表為打扮高貴的女性，覺得世間的一切只需透過許願便可取得。給予下層的不可持民成為私設兵的機會，並在自己私有地設立的特區中給予他們等同軍隊士兵的待遇；而其私設兵中自發性重啟死後伴侶制度並結合念能力，各自鎖定一名其它王子練成與其同歸於盡的暗殺詛咒，以生命報答第二王子的恩情。
少數在爭奪戰開始前已習得念能力的王子，念能力為「百萬輪迴貓（貓的名字）」，屬於迎擊型念獸，在宿主被殺死後，吸收攻擊者的性命而令宿主死而復生。
守護靈獸-外型像海葵，屬於操作系強制型能力，一旦滿足某項條件就能隨心所欲操縱他人。
秋來·回鍋肉（Chourai Hui Guo Rou）
卡丁帝國的第三王子-男性。母親為第三王妃朵嬌蕾。外表看似一名僧侶。背後支持王族私生子（納斯比的異母兄弟）歐尼奧爾·隆博領導的卡金三大幫派之一「修巫·巫家族」（周家），掌控渡航的第四層，控制人員與物資流通賺取價差，是其中財力最強的家族。在王位爭奪戰期間，對於一開始瓦布爾王子的護衛們就遭到暗算感到不齒，事後邀請酷拉皮卡等人前往他的私人房間，以榮譽換取有關念的情報，而在酷拉皮卡如實提供資訊後，和第十四王子一派達成了暫時的停戰協議，並派出了兩個自己的私人士兵至第十四王子的居住區擔任警衛。個性剛柔並濟，雖會盡量避免骨肉相殘，但一旦開戰也不會手下留情。
守護靈獸-外型是一面太陽狀、中間有人臉的銅鑼狀生物，屬於具現化系複合型能力，根據多種條件發揮多種能力，每天靈獸會產出一枚硬幣，當硬幣持有人滿足對應條件時就能發揮各種不同的能力。
傑利多尼希·回鍋肉（Tserriednich Hui Guo Rou）
卡丁帝國的第四王子-男性。母親為第一王妃溫瑪，和第一、第九王子是同母所生。人體藝術收藏家。背後支持王族私生子（納斯比和情人的女兒）墨蓮納·布魯特領導的卡金三大幫派之一「愛依·依家族」（A家），掌控渡航的第三層，與富裕階層的黑市生意。據十二支的米才伊史多姆表示為火紅眼的持有者。擁有豐富的知識、美感和金錢，其個性殘酷、怪異、氣量狹隘且十分記仇，會要求自己的手下到外拐騙年輕的女子或前途光明（如知識淵博）的年輕人至家中，再親自將其殺害剝皮作為收藏，若到手的不是個有價值的人就會相當不屑。極度瞧不起其他王子，想利用父王的條件成為下一任國王，率先在獵人試驗中埋伏優秀護衛，他在得知念能力的存在後立刻著手進行念的修練。
具有極為驚人的念能力潛能，只是數天時間已經掌握了念能力及發放強大而不祥的氣，水見式測試結果：水變成濃酸腐蝕了樹葉並發出惡臭，為特質系能力者。能力包括「一剎那的十秒」，閉眼時發動絕，可以在「一剎那」預見身旁接著十秒的未來，再開眼時本人能夠「獨立」於該十秒時空，能不被人發現其行動進而暗中改變未來。現在除了守護靈獸外，更在本人不知情的情況下孕育出屬於自身念能力的巨翅念獸。
守護靈獸-外型是長有人臉的長頸半人馬，嘴裏還藏著一個有著分叉舌頭的人頭，其舌頭末端還有眼睛。能力是把對第四王子說謊的人烙下印記，一旦說謊三次就會被變成非人之物，此外它能感知到附近的念能力。
茲貝帕·回鍋肉（Tsubeppa Hui Guo Rou）
卡丁帝國的第五王子-女性。科學家。母親為第二王妃德艾茲露，和第二、第七王子是同母所生。對目前的王國制度很有意見，想阻止上位王子取得政權，有能幫下位王子們爭取特赦的政治實力。在判斷第八王子已經死亡且原先負責監視第八王子的李漢馬上被調派來自己的居住區一事，認定自己已經成為第一王子下一個暗殺的目標（雖然第一王子的目標實際上是第九王子，李漢已被巴爾薩米爾科要求不要輕舉妄動，當然茲貝帕對此並不知情），打算積極拉攏酷拉皮卡為她出謀劃策並尋求念能力的防禦。
守護靈獸-外型是四足為車輪的巨大青蛙，屬於變化系且需要共同研究者才能發動的共存型能力，靈獸能在自己體內生成各種能力的藥物。
黛森·回鍋肉（Tyson Hui Guo Rou）
卡丁帝國的第六王子-女性。母親為第四王妃嘉特羅諾。極其樂觀，以結合名曲的寶典宣揚其自創的教義。喜好外型俊美的男子，由此標準篩選護衛，與護衛之間有著良好的正向互動。只有她與班哲明沒在獵人試驗中埋伏護衛。
守護靈獸-外型是心型獨眼生物，屬於放出系擴散、收集能力，其生產的獨眼守宮會附身在收到黛森教典的人身上，吸收宿主身上的氣，並根據宿主對教典的熟悉度賜予相對程度的幸福，但若宿主觸及到教典中唯一的禁忌就會受到嚴厲的懲罰。
路茲路斯·回鍋肉（Luzoor Hui Guo Rou）
卡丁帝國的第七王子-男性。母親為第二王妃德艾茲露，和第二、第五王子是同母所生。特徵是蓬蓬頭，酷愛吸菸。背後支持王族私生子（納斯比的異母兄弟）耶采花·綠領導的卡金三大幫派之一「加夏·亞家族」（射家），掌控渡航的第五層，掌管所有物資。
守護靈獸-外型像蜈蚣，屬於具現化系半強制型操作能力，將目標的慾望具現化並佈置陷阱，一旦其慾望得到滿足就會使陷阱發動。
沙列沙列·回鍋肉（Saresare Hui Guo Rou）（死亡，第二位出局者）
卡丁帝國的第八王子-男性。母親為第五王妃辛可申科。外型肥胖，個性好色且沉溺享樂的男子。對饒舌相當執著，想以此改變世界，並有著積極展現自我的表演欲。由於其守護靈獸被負責監視他的第一王子下屬李漢的念能力吞噬，隨後被同為第一王子下屬無小黑趁機刺殺。
守護靈獸-外型是一個長有多張嘴巴的大型球狀物，屬於操作系誘導型擴散式能力，會根據第八王子的興奮程度決定吐出煙的多寡，吸入煙的人會逐漸增加對第八王子好感度，對其好感度較高的人們頭上會出現小型球狀物並向外擴散此能力。
哈爾肯堡·回鍋肉（Harkenburg Hui Guo Rou）
卡丁帝國的第九王子-男性。母親為第一王妃溫瑪，和第一、第四王子是同母所生，養母為第二王妃德艾茲露。學者。15歲時就跳級進入了世界最高學府米華爾大學，在學習物理學的同時還在西洋弓世界大賽上獲得銀牌，和母親與兩位姊妹的關係並不好，他唯一認可的王子就是傑利多尼希。由於他不想要血腥的王座，因此向父王表示自己要退出繼承戰，然而他與護衛們手背上出現了其守護靈獸賦予的刻印並掌握半覺醒的念能力。不久為了強行終結繼承戰，試圖槍殺父王但以失敗告終，試圖持槍自盡又被守護靈獸制止，在與父王一番談話後，使他的念能力徹底覺醒，並全力投入繼承戰。
其念能力似乎是放出系，能形成弓弩發射無法迎擊、無法防禦的意志之箭，以身邊對其忠誠者的肉身為代價奪取一名敵人的意志，此外還能使忠於他的護衛們產生如同鎧與箭的念能力。
守護靈獸-外型是獨眼長角、魁梧的牛頭巨鳥，屬於強化系互相協助型能力，使第九王子及身邊對其忠誠者持續持有刻印並背負相同的死亡制約，而並非對其忠誠者則會在一段時間後失去刻印，當第九王子身邊的刻印者越多、發揮出的潛力就越強，若所有人意志統一就能發揮出所有念能力中最大的威力，同時還擁有操作系先決條件型能力，可在包括賦予刻印或迎擊敵人等特定狀況下抹消、篡改記憶。
花鳥·回鍋肉（Kachou Hui Guo Rou）（死亡，第三位出局者）
卡丁帝國的第十王子-女性。母親為第六王妃賽珂，和第十一王子是同母所生的雙胞胎姊妹。旋律的護衛對象之一。喜歡珠寶且擅長豎琴的俏短髮女子。年齡和旋律相近。個性看似倔強，實則擔心其姊妹風月以及擔任護衛的旋律等人的安危。持有可發射超聲波的遙控，藉此以摩斯密碼傳遞訊息。前往大陸的途中，因為船上陸續發生兇殺案，決定和風月及旋律合作在下次宴會的音樂會中求生。後來經由基尼幫助和風月躲過監視搭乘逃生小艇，卻在小艇遭遇無數念之手的襲擊，最終為了保護風月透過念能力製作的空間移動門，阻擋念手的襲擊而身亡，之後其守護靈獸變成她的模樣來保護風月。
守護靈獸-外型為無形念獸，念能力為「兩人季節（你已不在）」，屬於和風月相互輔助的念能力，只要花鳥和風月任一方先死亡，靈獸可變化成死者的模樣守護尚生存的另一方，直至被守護者死亡為止。
風月·回鍋肉（Fugetsu Hui Guo Rou）
卡丁帝國的第十一王子-女性。母親為第六王妃賽珂，和第十王子是同母所生的雙胞胎姊妹。喜歡園藝且擅長豎琴的黑短髮女子。旋律的護衛對象之一。年齡和旋律相近。個性溫和，但在也有堅定的一面。因為船上陸續發生兇殺案，決定和花鳥及旋律合作在下次宴會的音樂會中求生。曾在驗證能力時轉移到第三層船艙被米才發現，經短暫拘留後遣返回第一層船艙。後來經由基尼幫助和花鳥躲過監視搭乘逃生小艇，遭遇無數念之手襲擊，在花鳥的犧牲下，偕同變身成花鳥模樣的花鳥守護靈獸循著魔法曲徑返回船上的房間。
守護靈獸-外型不明的蟲洞狀靈獸，念能力為具現化系空間移動型能力「秘密之門（魔法曲徑）」，屬於和花鳥相互輔助的念能力，能產生一天出現一次、通往指定目的地的魔法曲徑，出發之門只有自己能開啟，抵達目的地後返回之門就會出現，返回之門只有花鳥能開啟。
摩摩潔·回鍋肉（Momoze Hui Guo Rou）（死亡，第一位出局者）
卡丁帝國的第十二王子-女性。母親為第七王妃賽凡姬，和第十三王子是同母所生。半藏和比司吉的護衛對象之一。喜歡編織。由於其直屬護衛皆被母親調走而出現守備漏洞，再加上其守護靈獸逕自行動使她過度勞累，隨後被第五王妃下屬塔福迪趁機刺殺。
守護靈獸-外型是腹部有著愛心圖案的巨大老鼠，屬於操作系半強制型能力，只要與其對話就會被小型個體附身，小型個體會反覆詢問其附身的對象「有空嗎？」，一旦回覆「有空」就會放出蜘蛛念獸操控該對象。
瑪拉亞姆·回鍋肉（Marayarm Hui Guo Rou）
卡丁帝國的第十三王子-男性。母親為第七王妃賽凡姬，和第十二王子是同母所生。半藏和比司吉的護衛對象之一。還只是個小孩，有在養倉鼠。
守護靈獸-外型是類似龍的生物，似乎是放出系或具現化系，能分離及遮蓋周圍空間，由此它會守衛在表面空間，而第十三王子及其周遭則是處在只出不進的平行空間。其形態會依瑪拉亞姆的心境而改變，在摩摩潔（瑪拉亞姆的親姊姊）過世後，變得對外人更加具有敵意，而且能分辨念能力者。
倭舞琉·回鍋肉（Wable Hui Guo Rou）
卡丁帝國的第十四王子-女性。母親為第八王妃奧伊特。酷拉皮卡的護衛對象之一。還只是個嬰兒，對酷拉皮卡有親近感。
守護靈獸-外型還尚未出現。

#### 侍從和護衛

##### 第一王子
巴爾薩米爾柯·麥特（Balsamilco Might）
第一王子斑傑明的私設兵隊長。臉部有交叉傷痕的黝黑男子。以參謀的身份輔佐第一王子斑傑明。
文森特（Vincent）
第一王子斑傑明的私設兵。身材高壯的光頭男子。念能力為「虛空拳」。負責監視第十四王子瓦布爾，試圖暗殺第八王妃奧伊特王妃和第十四王子未遂，被酷拉皮卡和比爾制服準備押去偵訊時服毒自盡身亡，死後其能力由第一王子繼承。
巴比麥那（Babimyna）
第一王子斑傑明的私設兵。頭頂留著捲髮的男子。念能力暫不詳，已知為迎擊型。在文森特殉職後接手負責監視第十四王子。相對於多半採取全程緊迫盯人策略的其他第一王子私設兵來說，個性比較不強勢，會視情況給予第八王妃和比爾、酷拉皮卡、島野等人獨處的機會，甚至會主動解除圓的監視；對於其他王子派護衛來探查、交換情報的時候也多半不會阻止或要求一同分享。對於酷拉皮卡念能力講座的高成效感到憂心，正在想辦法阻止酷拉皮卡繼續指導各個王子的隨扈們學習念能力。
修利科夫（Furykov）
第一王子斑傑明的私設兵。視第一王子為自己的家人。念能力暫不詳，曾經被第二王子卡米拉槍擊額頭僅受輕傷。目前並沒有被指拜至其他王子身邊做監視，大部分時間留在第一王子居住區擔任護衛，並受第一王子指示參加酷拉皮卡舉辦的念能力講座，負責監視及調查酷拉皮卡和與其學習念能力的其他隨扈。他被認為是第一王子私設兵中觀察力最好的人，能憑藉氣的流動迅速判斷一個人是否為念能力者、以及念能力者所擅長的能力類別。原先他對於巴比麥那遲遲沒有辦法探查出第十四王子的念獸和酷拉皮卡的能力感到不滿，認為他沒有積極完成第一王子交付的任務，但在參加酷拉皮卡多次的念能力講座之後，意識到酷拉皮卡能力極為複雜，轉而同意巴比麥那不主動出擊的判斷。
慕塞（Musse）
第一王子斑傑明的私設兵。念能力為「後窗之鳥」，可釋放念力塑造一隻貓頭鷹附在自己接觸的對象身上，藉此監視和竊聽該對象的行動。負責監視第二王子卡米拉，後來被第二王子的迎擊型念能力殺害，死後其能力由第一王子繼承。
可班多巴（Coventoba）
第一王子斑傑明的私設兵。負責監視第三王子。
布奇（Butch）
第一王子斑傑明的私設兵。原先負責監視第五王子，現在似乎已被調往別處。
歐拉烏（Orau）
第一王子斑傑明的私設兵。負責監視第六王子。
李漢（Rihan）
第一王子斑傑明的私設兵。有著東方人容貌的男子。具現化系念能力者，念能力為「異邦人」，只要能力者設定目標和發動念，體內就會養育名為異邦人的捕食者，念能力者對目標的念能力分析、理解越準確，越能培育實力凌駕於其之上的異邦者，意即威力取決於念能力者在未知狀態下預測目標能力的準確度，此能力對強化系和放出系之類的簡單攻擊沒什麼效果甚至可能被對方反殺，也不利於處理複數能力，且無法迴避迎擊型能力，而當異邦人完成捕食後的48小時內無法使用任何念能力。原負責監視第八王子，利用異邦人吃掉第八王子的守護念獸後交給無小黑接手，接著短暫負責監視第十一王子，不久調至負責監視第五王子。目前被巴爾薩米爾科要求暫時不要隨便行動，要等獲得更多第九王子能力的情報後對其出手，但他認為如果只靠其他人提供的情報而沒有自己的觀察，則異邦人的失敗率會大大增加，應該讓自己接近第九王子才能完成這項任務。
希卡庫（Shikaku）
第一王子斑傑明的私設兵。操作系念能力者，念能力為「遊戲王（Culdcept）」，能用於將他人的念能力捕獲，且在發動念能力時會對自己進行操作，確保避免自己被操作。負責監視第九王子，但被第九王子的念能力影響，使第九王子的私設兵斯密特李附身在他身上，為了讓第九王子驗證附身能力的原理，斯密特李用了他的身體在第七王子的房門口自殺，死後其能力由第一王子繼承。
無小黑（Yushohi）
第一王子斑傑明的私設兵。念能力為「令殺人無罪的方法」，能產生出稱作蟲射球的蚊蟲型念獸，只有念能力者能聽到其飛行時的翅膀拍動聲，附著他人身上經過一段潛伏期後便能將對方暗殺（但對非念能力者生效需要花較多時間），有效範圍是二十米，一旦離開此範圍就會強制解除，若蟲射球被發現且被移除就無法再度對同一人產生效果。原負責監視第十一王子，在第八王子的守護念獸被李漢處理掉後，接手負責監視第八王子，隨後趁機殺害第八王子。
維克托（Vict）
第一王子斑傑明的私設兵。念能力為「表裡一體（攔截之盾）」，具有攻防兼備的功用。原負責監視第十二王子，在希卡庫殉職後接手負責監視第九王子，但被第九王子的念能力影響，目前依然存活（第一王子還沒有繼承到他的念能力），但下落不明。
綱吉多爾（Kanjidoru）
第一王子斑傑明的私設兵。負責監視第七王子，在希卡庫殉職後向巴爾薩米爾科和第一王子報告希卡庫自殺時的狀況，隨後被巴爾薩米爾科要求仔細調查希卡庫自殺時，在第七王子居住區任何可能相關的線索。
沃爾夫（Wolfe）
第一王妃溫瑪的護衛兵。被第二王子卡米拉持手槍射殺身亡。

##### 第三王子
坂田（Sakata）
第三王子的私設兵。在第三王子表態願意和第十四王子停戰後，受其指示和酷拉皮卡合作兼學習念能力。
橋藤（Hashito）
第三王子的私設兵。在第三王子表態願意和第十四王子停戰後，受其指示和酷拉皮卡合作兼學習念能力。已受酷拉皮卡食指鏈出借能力影響，有基本的念能力氣量。
天福托利（Tenftory）
第三王子的私設兵。戴著粗框眼鏡的厚嘴唇男子。在第三王子表態願意和第十四王子停戰後，受其指示和酷拉皮卡合作兼學習念能力，負責監視和酷拉皮卡有接觸的對象。已受酷拉皮卡食指鏈出借能力影響，有基本的念能力氣量。

##### 第四王子
廷太/緹塔（Theta）
第四王子切利多尼希的私設兵。留著中短髮的女性。個性謹慎具戒備心，在卡丁王國前往黑暗大陸途中接連發生兇殺案後，負責指導第四王子的念能力，實則試圖殺害後者。先是被第四王子的守護靈獸查覺自己的意圖導致左臉受傷，再於藉著單獨指導第四王子念能力期間持槍攻擊對方，受後者的守護靈獸影響導致臉部傷口變異。
沙路柯夫
第四王子切利多尼希的私設兵。
謬汗（Myuhan）
第四王子切利多尼希的私設兵。受第四王子指示和酷拉皮卡學習念能力，後因獨自前往廁所遭暗殺者釋放的「咒唇白蛇」念蛇殺害。
鐺津（Danjin）
第四王子切利多尼希的私設兵。受第四王子指示和酷拉皮卡學習念能力。已受酷拉皮卡食指鏈出借能力影響，有基本的念能力氣量。

##### 第五王子
馬奧爾（Maor）
第五王子的隨扈暨第二王妃所屬兵隊長。在第五王子表態願意和第十四王子停戰後，受第五王子指示和酷拉皮卡合作兼學習念能力。已受酷拉皮卡食指鏈出借能力影響，有基本的念能力氣量。
龍脊（Longhi）
第五王子的隨扈暨第二王妃所屬兵。在第五王子表態願意和第十四王子停戰後，受第五王子指示和酷拉皮卡合作兼學習念能力。已受酷拉皮卡食指鏈出借能力影響，有基本的念能力氣量。真正身份是比洋德的女兒。

##### 第六王子
伊茲拿比
酷拉皮卡的念能力師傅，在黑暗大陸渡航篇是第六王子的隨扈，且有演奏搖滾樂的表現。
詳見伊茲拿比。
朱利亞諾（Giuliano）
第六王子的隨扈。擁有獵人執照，念能力者。
貝雷雷因特（Bharate）
第七王妃的隨扈。

##### 第七王子
芭蕉
詳見#諾斯拉護衛團。
佐飛（Satobi）
第二王妃所屬兵隊長暨第七王子的隨扈。受第二王妃指示和酷拉皮卡學習念能力，負責獲取其他王族的動向。已受酷拉皮卡食指鏈出借能力影響，有基本的念能力氣量。

##### 第八王子
目砂荷（Mushaho）
第八王子的隨扈暨第五王妃所屬兵隊長。受第五王妃指示和酷拉皮卡學習念能力。已受酷拉皮卡食指鏈出借能力影響，有基本的念能力氣量。

##### 第九王子
謝久爾（Shedule）
第九王子的私設兵。為了調查念獸刻印的來歷，受第九王子指示和酷拉皮卡合作兼學習念能力。已受酷拉皮卡食指鏈出借能力影響，有基本的念能力氣量。
尤希萊（Yuhirai）
第九王子的私設兵。為了調查念獸刻印的來歷，受第九王子指示和酷拉皮卡合作兼學習念能力。已受酷拉皮卡食指鏈出借能力影響，有基本的念能力氣量。
斯密特李（Sumidori）
第九王子的私設兵。受到第九王子的念能力影響，附身在第一王子的私設兵希卡庫身上，為了讓第九王子驗證附身能力的原理，他用了希卡庫的身體自殺。

##### 第十王子
旋律
詳見#諾斯拉護衛團
基尼（Keeney）
第十王子的隨扈。個頭矮小的中年男子，擅長鋼琴，擁有獵人執照。個性深思熟慮擅計策，因為妻女於兩年前意外身亡，立誓成為不愧於妻女的男人。在旋律護衛第十王子和第十一王子的期間，提醒旋律策畫逃生時須留意的風險。後來趁著旋律在船上音樂會演奏期間，帶領第十王子和第十一王子搭乘逃生艇，事成後舉槍自盡。
羅貝利（Loberry）
第十王子的侍從。受第十王子指示和酷拉皮卡學習念能力，途中暗殺者利用念能力「沉默的多數」使她能看到隱身狀態且執行暗殺的座敷人偶，讓她被誤認成暗殺者遭到逮捕。
伊利（Yuri）
第十王子的侍從。受第十王子指示和酷拉皮卡學習念能力。已受酷拉皮卡食指鏈出借能力影響，有基本的念能力氣量。

##### 第十一王子
伊拉爾迪亞（Illardia）
第十一王子的侍從。受第十一王子指示和酷拉皮卡學習念能力。已受酷拉皮卡食指鏈出借能力影響，有基本的念能力氣量。
拉椒拉斯（Ladiolus）
第十一王子的侍從。受第十一王子指示和酷拉皮卡學習念能力。已受酷拉皮卡食指鏈出借能力影響，有基本的念能力氣量。

##### 第十二王子
半藏
詳見#獵人試驗合格者
塔福迪（Tuffdy）
第五王妃辛可申科的隨扈。念能力為「幽體脫離」。負責監視第十二王子，隨後趁機殺害因守護靈獸行動影響而過度勞累的第十二王子，不久便被半藏套出犯案口供後勒死。

##### 第十三王子
比司吉·酷露佳
詳見#遊戲玩家
威爾蓋（Vergei）
第十三王子的隨扈暨第七王妃所屬兵。於第十二王子木木澤遇害後，仍對於念能力的概念嗤之以鼻，但在見識比司吉的實力後，改變想法投入念能力的學習。
貝雷連迪（Belerainte）
第十三王子的隨扈。擁有獵人執照，念能力者。受第七王妃指示和酷拉皮卡學習念能力。
巴利甘（Berrigen）
第十三王子的隨扈暨第七王妃所屬兵。受第七王妃指示和酷拉皮卡學習念能力，途中遭暗殺者的座敷人偶釋放念蛇「咒唇白蛇」殺害。

##### 第十四王子
酷拉皮卡
詳見酷拉皮卡
比利（Billy）
第八王妃和第十四王子的隨扈。擁有獵人執照，強化系念能力者，念能力為「球根（春紫苑）」，可促進目標物成長。個性冷靜，可分辨出不同類型的念能力，會在必要時給予合適的建議。在酷拉皮卡負責護衛第八王妃和第十四王子的期間給予不少幫助。
卡桐（Kurton）
第八王妃和第十四王子的隨扈。擁有獵人執照，放出系念能力者，可變成交通工具或船隻。後來在卡丁帝國王族前往黑暗大陸的途中，被受到十二王子守護靈獸控制的薩伊爾德持刀殺害。
薩伊爾德（Sayird）
第八王妃和第十四王子的隨扈。擁有獵人執照，放出系念能力者，念能力為「後窗」，可利用念能力捕捉並操作小動物用於行竊或監視；缺點是較難捕捉速度較敏捷的生物，且念獸不在其可控制的範圍。
受到十二王子守護靈獸操控殺死三名隨扈，後來被酷拉皮卡及時制伏，暫時竊取其能力轉移給奧伊特王妃。
島野（Shimano）
第八王妃和第十四王子的侍從。具有獨立的判斷力。在第一王子、第三王子、第五王子同時致電給酷拉皮卡協商的時候，其根據王子們的印象自行決定讓酷拉皮卡優先接第三王子的來電。

#### 三大黑幫
國王和非正室妻女子所生的私生子女會在出生時強制在臉部劃下象徵無法成為正統後繼者的國王子嗣的兩條羞辱傷疤，而且終其一生不得出現在眾人面前，這些私生子女被通稱為「二線者」。

##### A家
前往暗黑大陸的期間，在船上第三層以富裕階層的黑市交易為收入。
墨蓮娜·布魯特（Morena Prudo）
A家組長，LV45，宣稱是國王和情人所生的私生女，實為頂替者，和第四王子切利多尼希為結盟關係。左面部有條作為二線者（無法成為正統後繼者的國王子嗣）羞辱傷疤的長髮女子。是幕後指使在前往暗黑大陸的船上引發凶殺案的原兇。
念能力為「戀愛戀習曲（細菌感染）」，透過她的唾液交換增殖發病者，但包含能力者在內最多至23人。發病者殺人越多，就能提升等級增加氣的總量和威力。染病者起始時為等級1的普通人，升級至10級的發病者為能力者，等級超過20的發病者可發現獨自的能力，等級達到100的發病者則可變成零號病患，形成獨自的感染集團。
狗狗俠
A家成員，LV36，職業摔角手。
強化系，強化自己的嗅覺，能夠聞出對方是屬於哪一種念能力的系別，就連還沒覺醒念能力的對象也能探知其系別。他利用其能力在茫茫人海中尋找特質系能力者。
巴塔耶
A家成員，LV29，拆卸工。
具現化系，念能力為「兇器的錯亂（此刻我將殺害你）」，可將手具現化成各種兇器。被亨利奇反過來用自己的兇器給殺死，死後屍體被周家的善後成員以死去的念操作，成功蒙混警衛和圍觀民眾的注意。
橫谷
A家法律顧問，LV27，訟棍律師。
具現化系，念能力為「墨攻（法律自衛隊）」，完全防禦型能力，只有在墨蓮娜的大本營才能使用的能力，發動前以橫谷自報姓名為條件，將違反法律（例如非法入侵或殺人未遂）的闖入者驅逐出大本營。他具現化出來的衛兵不能對目標造成傷害，但目標的攻擊也對衛兵無效（簡單來說就是無害而且無敵）。目標的罪行越重，衛兵的等級就越高。
托雷貝姆
A家成員，LV21，搬運工兼殺手。
放出系，念能力為「Damage（無傷之家）」，可以轉移他人的傷害。右手接觸到的人所受的傷害會轉移到自身，接著自己所受的傷害會轉移到左手的觸碰物（例如汽水罐），但是只要左手不是在受到傷害的瞬間觸碰就無效，如果失敗了就會代替他人承受傷害。信長評價他的能力很有奉獻精神。
魯易尼（Luini）已死亡。
A家成員，LV21，面部有新月傷痕的男子。
放出系，可在進入僅有單扇門且牆壁全封閉的單間密室時，發動能力穿過該房間的牆壁或地板至先前去過的地方，而且可隨時返回使用過能力的房間，但是只要使用過能力的單間門被打開而解除密室狀態，便會重置能力且永遠無法再次於相同房間發動能力。在前往暗黑大陸的船上，引發多樁兇殺案。被信長一刀砍死。
卡修（Cashew）
A家成員，LV1，在前往暗黑大陸的船上，偽裝成受害者兼目擊者的滲透員身份混進辦案組團隊。

##### 周家
前往暗黑大陸的期間，在船上第四層控制人員及物資流通賺取差價，是三大幫派中財力最強的家族。
歐尼奧爾·隆博（Onior Longbao）
周家組長，國王的同父異母兄弟（私生子），和第三王子喬萊為結盟/父子關係。留著洋蔥髮型（Onior音類似洋蔥onion），額頭有條作為二線者（無法成為正統後繼者的國王子嗣）羞辱傷疤的男子。秉持均衡理論和力量主義，認為無產階級是不該取得力量的族群。
亨利奇·比岡達福諾（Hinrigh Biganduffno）
周家少主，留著波浪長髮的圓眼男子。在船上陸續發生兇殺案後，決定搶在旅團前發現西索的下落，但是十分清楚自己絕無可能戰勝西索或是旅團。
具現化系，念能力為「把太陽捧在手心（Biohazard）」將接觸過的機械和武器變成生物並進行操縱，同時仍可保有其原本功能。曾跟信長透露一天內有使用(次數)限制，
康納利
周家頭馬/師爺，負責管錢，類似CFO。
扎克洛·卡斯塔德（Zakuro Custard）
周家成員。
操作系，念能力為「血血的世界（Bloody Mary）」，可以隨心所欲操作自己的血液，隨身攜帶點滴，兼顧實用與制約兩種屬性。
林奇·福爾波克（Lynch Fullbokko）
周家成員。
放出系，念能力為「身體什麼都知道（Body and Soul）」，對目標提問後，毆打目標就能聽取他的心聲，而周圍的其他人則聽不到，若是目標在中途昏厥便無法發揮能力。
米莎·耗
周家成員。
操作系，念能力為「殭屍女孩（玫瑰人生）」，死後才會出現的能力。當周家成員殺害他人時會發動，操縱屍體以便妥善處理，結束後消失。

##### 射家
前往暗黑大陸的期間，在船上第五層掌控所有物資。
耶采花·綠（Brocco Li）
射家組長，國王的同父異母兄弟（私生子），和第七王子魯茲路斯為結盟關係。有著花椰菜的髮型（Brocco Li音同花椰菜broccoli），面部有條作為二線者（無法成為正統後繼者的國王子嗣）橫向羞辱傷疤的的男子。對於家族有崇拜幻影旅團的成員感到不解。
依拓庫（Ittoku）
射家副組長，在前往暗黑大陸的船上陸續發生兇殺案後，詢問與之共餐的富蘭克林攸關旅團登船的理由。
塔哈奧（Tajao）
射家組長輔佐暨第七王子魯茲路斯私設兵軍事顧問，接受歐肯·魯伊的委託，向信長、芬克斯、飛坦說明攸關卡丁王國和所屬黑道勢力的局勢關係。
歐肯·魯伊（Ken'i Wang）
射家少主，在前往暗黑大陸的船上陸續發生兇殺案後，決定搶在旅團之前找出西索的下落，現身在信長、芬克斯、飛坦的面前提出合作請求。

#### 比洋德團隊
比洋德·尼特羅（Beyond Netero）
在尼特羅死後出現，自稱是尼特羅之子的神祕男人，籌組前往黑暗大陸的遠征隊，並在協調世界五大國（V5）與獵人協會間的糾紛時處置得宜，使他得以在十二支的監控下前往暗黑大陸。後從其女兒龍脊口中證真其真正目的是讓自己與納斯比其中一名妃子私通所誕下的私生子女篡奪卡丁帝國。

### 暗黑大陸
B.W.黑鲸号
一艘前往暗黑大陆的巨大轮船，船上成員主要分成#卡丁帝國、#獵人協會本部、#幻影旅團、#比洋德團隊等四組人馬，再加上一般民眾總共20萬人。
東·富力士
富力士家族（金和小傑）的祖先。三百年前曾經獨闖黑暗大陸，將遊歷黑暗大陸的經歷見聞撰寫成遊記，其中東篇已完成，據金所稱其撰寫的西篇尚在持續編寫中。

## 電影版登場角色

### 緋色的幻影
蕾姿（Retz）
配音員（劇場版）：平野綾（日本）；錢欣郁（台灣）；何寶珊（香港）
僅於劇場版《緋色的幻影》登場，該作的女主角。常在路邊作人偶的街頭藝人，因為不想受到欺負而扮成男孩的模樣。面影的妹妹。而真實身分其實是一個人偶，過去因哥哥面影製作人偶時是第一個實驗犧牲者，但製作人偶的過程的失敗而喪命，促使哥哥面影將自己作成人偶後仍保有自我記憶卻無法真正活著感到很痛苦，後來認識小傑和奇犽後並認為哥哥面影的行徑是錯誤的，最後在小傑一行人擊敗哥哥面影於是就刺殺他，並且點燃火焰跟他消失在熊熊烈火中，消失前很感激小傑和奇犽讓自己體驗到真正活著的意義。
面影（Omokage）
配音員（劇場版）：藤木直人（日本）；宋昱璁（台灣）；蘇強文（香港）
僅於劇場版《緋色的幻影》登場。該作的反派。蕾姿的哥哥。原幻影團員編號No.4，西索前任的4號團員。是特質系念能力者。自稱「神之人偶師」，專門以眼睛收藏的收藏家。
過去在製作人偶時卻失敗導致蕾姿因此喪命，為了補償蕾姿將她製作成人偶並四處找尋能代替其雙眼，加入旅團的目的是收集成員的人偶，直至在達成目的後離開。而自己的替身人偶被西索打倒，起初創造出人偶派羅和伊耳謎奪取酷拉皮卡與小傑的雙眼，並且在自己的大宅用人偶迎接小傑、酷拉皮卡、奇犽與雷歐力，甚至派出幻影旅團的人偶迎擊他們(包括不自請來的西索)，最後被小傑、酷拉皮卡、奇犽與雷歐力打敗時被蕾姿以忍痛給捅死，而創作幻影旅團人偶被本尊幻影旅團成員給秒殺，最後和蕾姿與大宅消失在熊熊烈火中。
靈魂人偶
能控制自己製作的人偶，人偶能發揮其主人所持有的有限念能力。
喚魂
在人偶和目標四目相對的期間會奪走其眼睛，如果人偶被擊敗，眼睛就會回歸於主人。
人偶捕手(Doll Catcher)
是將三個人偶和自己合而為一，使自己能夠使用其念能力。
派羅（Pairo）
配音員（劇場版）：川島海荷（日本）；劉如蘋（台灣）；陳琴雲（香港）
僅在酷拉皮卡追憶篇和劇場版《緋色的幻影》登場。窟盧塔族族人，留著褐色短髮，身穿紫紅色斗篷，心地善良的開朗少年，是酷拉皮卡年少時的好友。因為過去曾為了搭救幾乎要從懸崖墜落的酷拉皮卡使自己的眼睛和腳一天比一天差。一日和酷拉皮卡在村子的附近發現一位口渴而受困的希拉，雖然聽不懂她說的話但仍和酷拉皮卡去找水來給她喝並和對方約定好不向外人說出去。後當酷拉皮卡參加測驗時成為了他最終測驗的搭檔並和他一起到外面完成任務。並和酷拉皮卡約定好自己會等他找到醫生來治療自己的雙眼和腳，卻在六星期後被幻影旅團給殺害。在劇場版「緋色的幻影」中，起先被面影製作出人偶然後奪走酷拉皮卡的雙眼，並且感嘆酷拉皮卡能交到新朋友並希望能夠和他永遠一起生活，最後被雷歐力勸說活下去的酷拉皮卡給超渡，問酷拉皮卡外面的世界過得是否還好然後逝去。
長老
配音員（劇場版）：二又一成（日本）；林谷珍（台灣）；林國雄（香港）
僅在酷拉皮卡追憶篇和劇場版《緋色的幻影》登場。是窟盧塔族的長老，留著濃密鬍鬚，額頭有道傷疤，身材矮胖的年邁人士，是村子中唯一有手機的人。由於擔心族人會受到歧視因此禁止任何人外出到外面。起初拒絕酷拉皮卡「到外面世界」的請求而經常和他起些爭執，但在把希拉的書藏起來又和酷拉皮卡爭執後決定讓他參加去外面世界的測驗，還事先找好了外面的三個無賴去試探酷拉皮卡是否能資格到外面的世界，在頒給酷拉皮卡「無限外出許可證」後的六個星期被幻影旅團給殺害。
希拉（Sheila）
僅酷拉皮卡追憶篇登場。劇場版《緋色的幻影》中未顯示就是本人，戴著有愛心圖樣的雙耳髮夾、努力成為獵人的長髮女性。
曾在森林因為口渴而倒下時被酷拉皮卡和派羅所救，為了答謝於是特地送酷拉皮卡和派羅一本有關獵人冒險的書並滯留一段時間和他們交流。雖然跟酷拉皮卡和派羅互相約定好不說出對方的事後再度啟程，但在一次不慎於森林中迷路而發現窟盧塔族被滅族的人似乎是她。

### 最終任務
「黑影」是曾存在於十多年前，隸屬於獵人協會的地下組織。率領者為傑德，專門執行獵人協會交付的秘密任務。然而因為某起事件遭到獵人協會背叛並被“清凜隊”殲滅，其族人因此被屠殺殆盡，唯有三人存活追隨傑德。
傑德（Jed）
配音員（劇場版）：中村獅童（日本）；林谷珍（台灣）；黃啟昌（香港）
黑影隊長，怨能力的使用者，實力與獵人協會會長不分上下。昔日遭到尼特羅殺害，經由“怨”而復活，是傳說中的獵人。帶領著“黑影”部隊佔領了天空競技場，囚禁獵人協會會長艾薩克·尼特羅並且封印其念能力，以此要求獵人協會公開“黑影”的秘密還有悲慘的過去，最後與尼特羅再度對決中敗給用念和怨之間的力的小傑。
修羅（Shura）
配音員（劇場版）：天野博之（日本）；宋昱璁（台灣）；梁偉德（香港）
黑影冷酷參謀，為目的而不擇手段。敗給酷拉皮卡和雷歐力。
煉獄（Rengoku）
配音員（劇場版）：山本美月（日本）；郭馨雅（台灣）；凌晞（香港）
黑影唯一女性，不時散發幽幻氣息，用怨能力自盡抓住尼特羅會長，最後被奇犽放下一切後就死去。